# DKW
DKW byla německá firma a značka automobilů a motocyklů, která začala před koncem první světové války s vývojem parovozu (německy DampfKraftWagen) financovaného armádou. Z poválečné výroby dvoudobých spalovacích motorků na hraní a pomocných motorů k jízdním kolům se do roku 1928 vyvinula na největšího výrobce motocyklů a největší továrnu na motory na světě. Malé vozy DKW s motocyklovými motory patřily ve třicátých letech k nejprodávanějším v Německu. Po druhé světové válce DKW úspěšně pokračovala ve výrobě motocyklů a větších vozů konkurujících VW Broukům. Krátce jí převzal Daimler-Benz snažící se uspět v posilující střední třídě. Za rostoucího nezájmu o vozy s dvoudobými motory ale DKW odkoupil Volkswagen. Motory nahradil poskytnutými čtyřdobými Mercedes-Benz a k prodeji upraveného modelu vzkřísil Audi; neplánovaně začal vytvářet značku vyšších tříd.

## Začátky

znak používaný do roku 1922

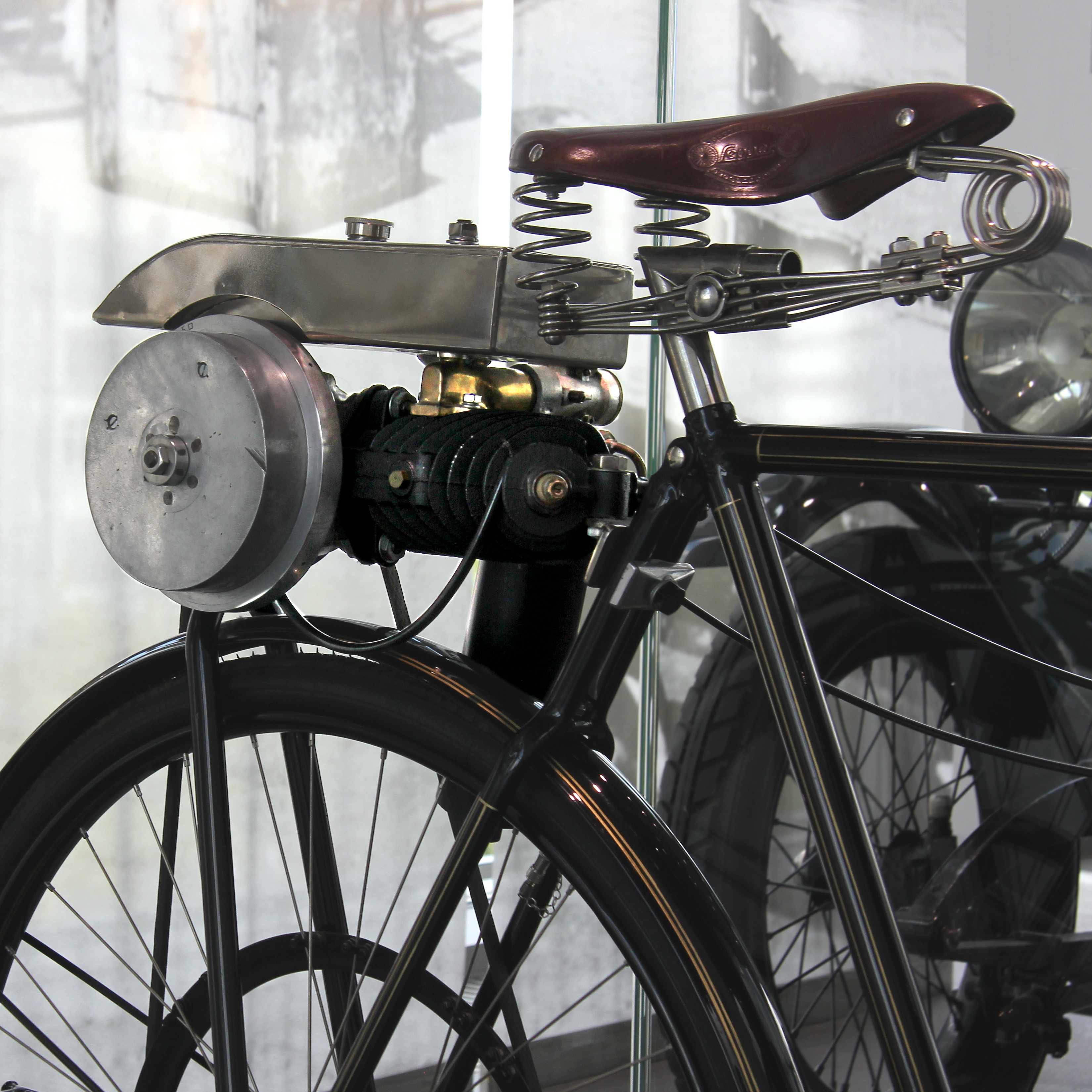
Das Kleine Wunder (malý zázrak), pomocný motor na jízdní kolo

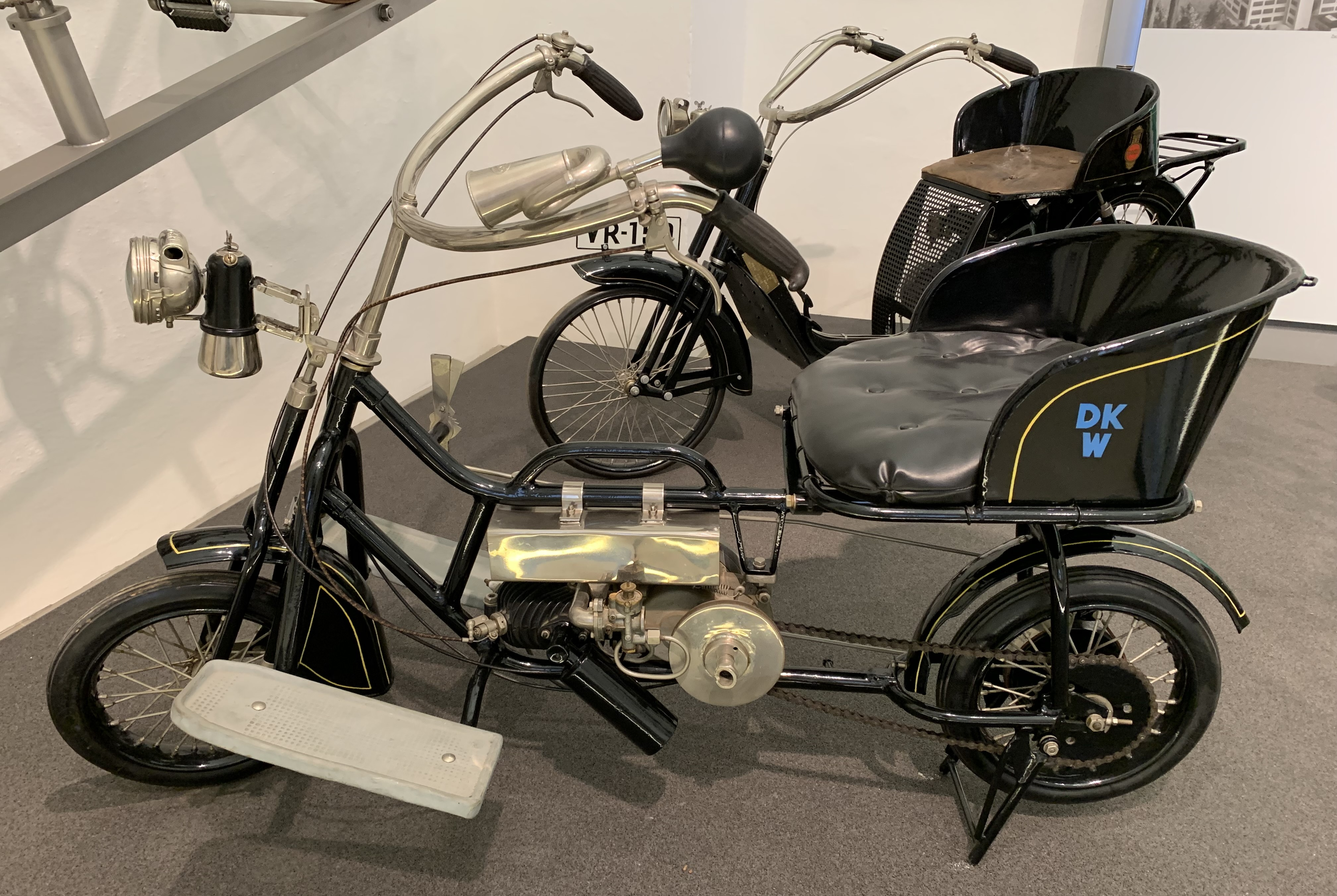
motorové křeslo Golem, za ním Lomos

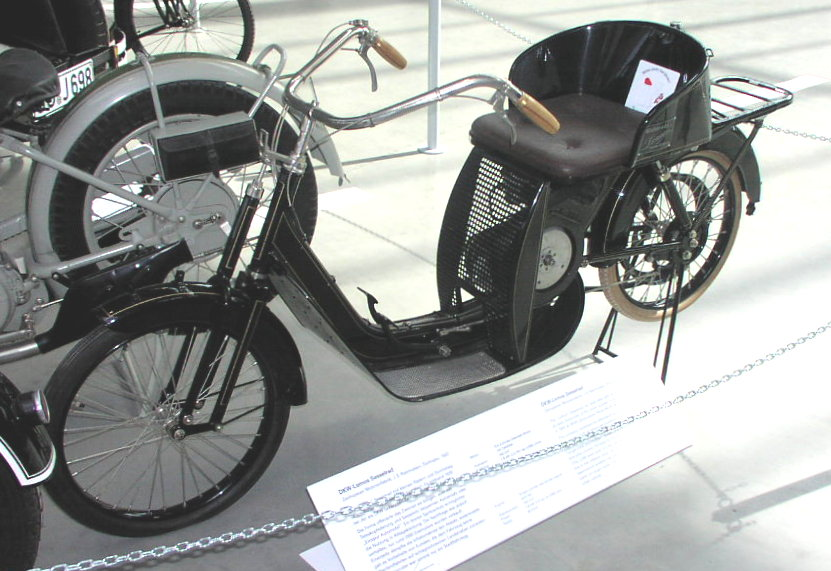
motorové křeslo Lomos

Dán Jørgen Skafte Rasmussen dokončil vysokou technickou školu v Mittweidě a po studiu zůstal v Německu. V roce 1904 se společníkem Carlem Ernstem zapsal v obchodním registru města Chemnitz firmu Rasmussen & Ernst s oprávněním k prodeji strojů a přístrojů všeho druhu. Roku 1906 koupil bývalou textilku v Zschopau a přeložil podnikání sem. V zápise obchodního registru města Zschopau ze 13. dubna 1907 je uveden jakožto jediný majitel, ačkoli Ernst byl v obchodním názvu uváděn až do roku 1912. Prodejní kancelář firmy zůstala v Chemnitzu.
Podnik dodával širokou paletu výrobků, od příslušenství k parním strojům, přes domácí přístroje, až k vybavení pro elektroterapii nebo automobilové příslušenství. Od roku 1909 nesl název Rasmussen&Ernst, Zschopau-Chemnitz, Maschinen- und Armaturenfabrik, Apparatebau Anstalt. V roce 1913 proběhlo právní oddělení Rasmussena a Ernsta, název Zschopauer Maschinenfabrik J. S. Rasmussen už ale podnik nesl od roku 1912.

V roce 1907 začínal Rasmussen s 20 zaměstnanci, v roce 1914 jich měl již 150. Se změnou poptávky počátkem světové války podnik téměř zbankrotoval a Rasmussen začal usilovat o vojenské dodávky. Výroba roznětek a rozbušek dovolila podnik rozšířit, takže koncem roku 1915 měl 480 zaměstnanců.

V roce 1917 začal Rasmussen s kolegou ze studií Mathiesenem vývoj parovozu (DampfKraftWagen) financovaného německými vojenskými úřady. Se skončením války se ale tento pohon stal příliš zastaralým, zájem o něj silně ochaboval a vývoj v roce 1921 skončil. Celkem vzniklo deset až dvacet parovozů v osobním i nákladním provedení. Jediné, co z něj zůstalo, byla písmena DKW, která si Rasmussen zaregistroval jakožto značku. Podnik od roku 1923 působil pod jménem Zschopauer Motorenwerke J. S. Rasmussen AG.

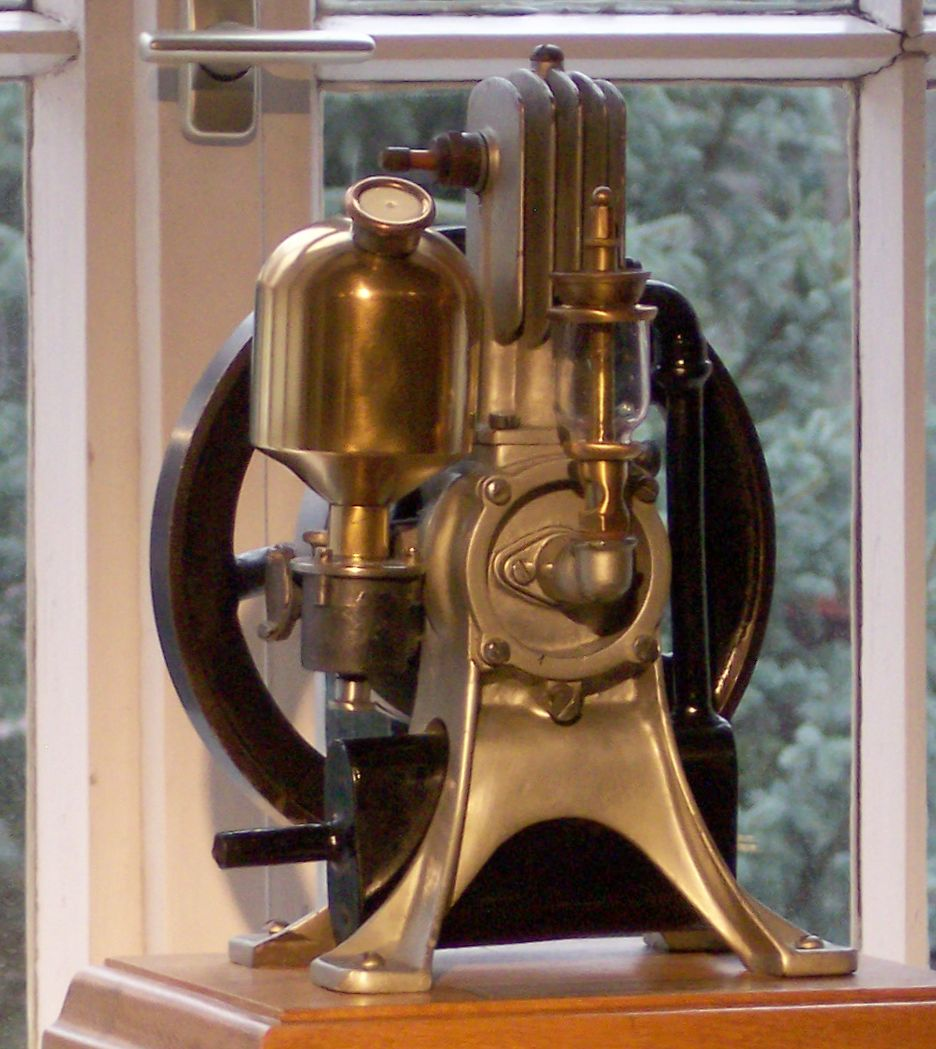
Des Knaben Wunsch (chlapecký sen), dvoudobý motor na hraní

Na podzim 1918 najal Rasmussen Hugo Ruppeho z Apoldy, který vyvinul malý dvoudobý motor zdvihového objemu 18 cm³ a výkonu 0,25 k. Od jara 1919 ho prodával s názvem DesKnaben Wunsch (chlapecký sen) na průmyslových výstavách v roli novodobé čistší obměny parního stroje na hraní. Celkovou výrobou asi 1000 ks úspěšně nastartoval poválečné podnikání.
Zvětšením objemu vznikl pomocný 118 cm³ motor k jízdnímu kolu Das Kleine Wunder (malý zázrak), nazvaný i podle úžasu, který vyvolal podávaným výkonem 1 k. Prodával se s heslem „jede nahoru tak, jak jiní dolů“. Představen byl na podzim 1919 a první dodávky výrobcům jízdních kol začaly roku 1920. Těšil se velké oblibě, jen v nejúspěšnějším roce 1921 se prodalo přes 10 000 motorů. Umístění na zadním nosiči mu vyneslo přezdívku „ohřívač zadku“.
Spojením pohonné jednotky s konstrukcí vycházející z jednomístného elektrovozu Slaby-Beringer vytvořil Rasmussen v roce 1920 první automobil DKW, který však nepřekročil stádium prototypu. Zveřejnil ale inzeráty, které nabízely vůz s názvem Der Kleine Bergsteiger (malý horolezec) s dodáním v nejkratší době. Měl hmotnost 150 kg a maximální rychlost 60 km/h. Sedadlo řidiče bylo před spolujezdcem. Motor tohoto prvního D. K. W. (zveřejněno s tečkami) pohánějící zadní kola řetězem ležel na levém bočním nášlapu. Nebyl však dostatečně výkonný, zato náchylný k přehřátí a projekt ztroskotal. Rodící se myšlenka na „Der Kleine Wagen“ (malý vůz) byla zatím opuštěna.
DKW vyráběla 118 cm³ motor také ve stacionárním a víceúčelovém provedení, nejvíce pro zemědělce, hasiče a později především armádu. Byl lehčí, skladnější, levnější a snadněji přemístitelný než čtyřdobé motory. Ohromně prostá konstrukce se skládala jen ze 7 pohyblivých dílů proti asi 70 u čtyřdobých motorů. Daleko méně součástek se proto opotřebovávalo. Na stacionární, víceúčelové a pro mnoho dalších použití upravila DKW i pozdější generace motorů.
V roce 1920 opustil po neshodách DKW Hugo Ruppe, který chtěl motor ustavičně vyvíjet a hlavním konstruktérem se stal Hermann Weber. Dokud nebyl roku 1945 spolu s dalšími techniky deportován do sovětského Iževsku, aby zprovoznil tovární vybavení zabavené v Zschopau jako válečnou reparaci.
V roce 1921 převzala DKW do výroby a prodeje tzv. motorové křeslo Golem s malými koly a 1 k pomocným motorem DKW uloženým i s malou palivovou nádrží v rámu mezi nohama jezdce berlínského výrobce Ernsta Eichlera. Vypadalo spíše jako dětské vozítko a jízdní vlastnosti byly neuspokojivé. V roce 1922 uvedené motorové křeslo Lomos s většími koly a motorem pod sedadlem jezdce mělo větší úspěch. Tento předchůdce skútrů měl proti většině tehdejších motocyklů odpružení zadního kola, kyvné rameno s vinutou pružinou.
V roce 1925 DKW převzala automobilku Slaby-Beringer, která po ztrátě většího počtu vozů při silném zemětřesení v Japonsku vyhlásila konkurs.
Mimo vozidla vyráběl Rasmussen od roku 1927 v Scharfensteinu ledničky pro obchodníky a domácnosti Das Kühl Wunder (zázrak chlazení).

## Motocykly
Motocykly DKW se ve Zschopau sériově vyráběly od roku 1922, když se ekonomického vedení ujal Carl Hahn starší jakožto pravá ruka zakladatele. Do zesílených upravených rámů vlastních pevnějších jízdních kol pro pomocný 118 cm³ motor, které DKW stavěla od roku 1922, začala ve stejném roce montovat také 1,5 k motor objemu 142,5 cm³. Tento první „cestovní motocykl“ DKW, který ke konci července stejného roku ještě obsadil první až třetí místo „Říšské jízdy ADAC“ ve své třídě, se poté velmi úspěšně prodával s doplňkem „Reichsfahrt“ v označení. I za vrcholu německé hyperinflace v roce 1923 díky rozumné ceně. Roku 1925 byl vyvinut závodní vodou chlazený stroj objemu 175 cm³ s pístovým dmychadlem, které mělo účinek kompresoru a téměř zdvojnásobilo výkon motoru.
V roce 1925 byl na trh navíc uveden 4 k DKW E 206 s jednoválcovým 206 cm³ motorem, jehož výroba probíhala od roku 1926 na montážní lince. Jakožto první v Německu takto vyráběný se prodával mnohem levněji než konkurence se čtyřtakty a motocykly značně zpřístupnil – velmi zvýšil motorizaci nejen Německa. V roce 1928 byla DKW s 65 000 vyrobenými motocykly největším výrobcem motocyklů na světě. K ekonomické síle jí přispěly zvláště motory, které dodávala konkurenčním firmám a byly jim k dispozici se ziskem. Vyvinula se v největší továrnu na motory na světě. Od 1. dubna 1928 se motocykly do 200 cm³ směly v Německu provozovat bez registrace, poplatků i řidičského průkazu. Z DKW E 206 tak zmenšením vrtání o 1 mm vnikly DKW E 200, DKW Luxus 200, přezdívaný Blutblase (puchýř) pro křiklavě červenou nádrž, nebo DKW SB 200, který použil jako první v roce 1932 vratné vyplachování spalovacího prostoru vhodnější pro výkonné motory a proměnlivé otáčky.

DKW přestavěla na vratné vyplachování, původně navržené roku 1926 Adolfem Schnürlem pro velkoobjemové pomaluběžné diesely DEUTZ, všechny své motocykly v letech 1932-1933. Přes jednoduché uspořádání pracovalo velmi účinně. Mělo téměř ploché dno pístu snižující výrobní i materiálové náklady. Ploché písty se za provozu tolik nezahřívaly, byly lehčí a dovolily vyšší zrychlení, otáčky a výkon než deflektorové. Vyplachování bylo i mnohem úspornější, nedocházelo tolik ke ztrátovému průtoku mezi přepouštěcími a výfukovými kanály, které už neležely rovně proti sobě. Spotřeba klesla asi o 1/4 a přiblížila se čtyřdobým motorům.

Rasmussen pochopil přínos vratného vyplachování mezi prvními, DKW získala výhradní práva na malé rychle se otáčející zážehové motory a licenci na ně prodávala dalším výrobcům. Značný účinek měla nápaditá tištěná reklama názorně objasňující jednoduchý princip činnosti motoru.

Před druhou světovou válkou byla DKW rychle rostoucí a nesmírně pokročilá. Rasmussen měl plnou kontrolu nad všemi prvky dodavatelského řetězce od sléváren železa až po dřevozpracující provozy a jeho obchodní impérium bylo zcela soběstačné. DKW vyráběla současně dvoudobé motocykly mnoha objemových tříd ve spoustě obměnách. Jednoválcové 100, 125, 175, 200 a 250 cm³, dvouválcové 350, 500 a 600 cm³ a od konce 20. let i náročně přepracované výkonnější vodou chlazené dvouválcové Super Sport 500 a Super Sport 600 cm³. Závodní dvoudobé motocykly DKW s nejrůznějším plněním válce, včetně dvoupístových jednoválců s pístovým kompresorem, byly koncem 30. let s vydatnou podporou NSDAP absolutní špičkou světového motocyklového sportu.

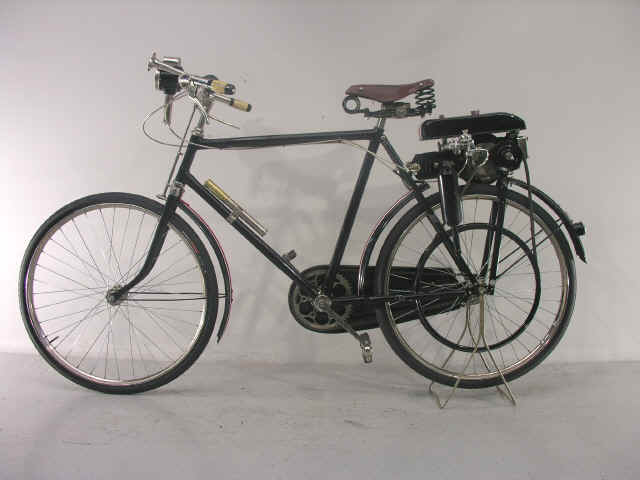
pomocný motor DKW na jízdním kole
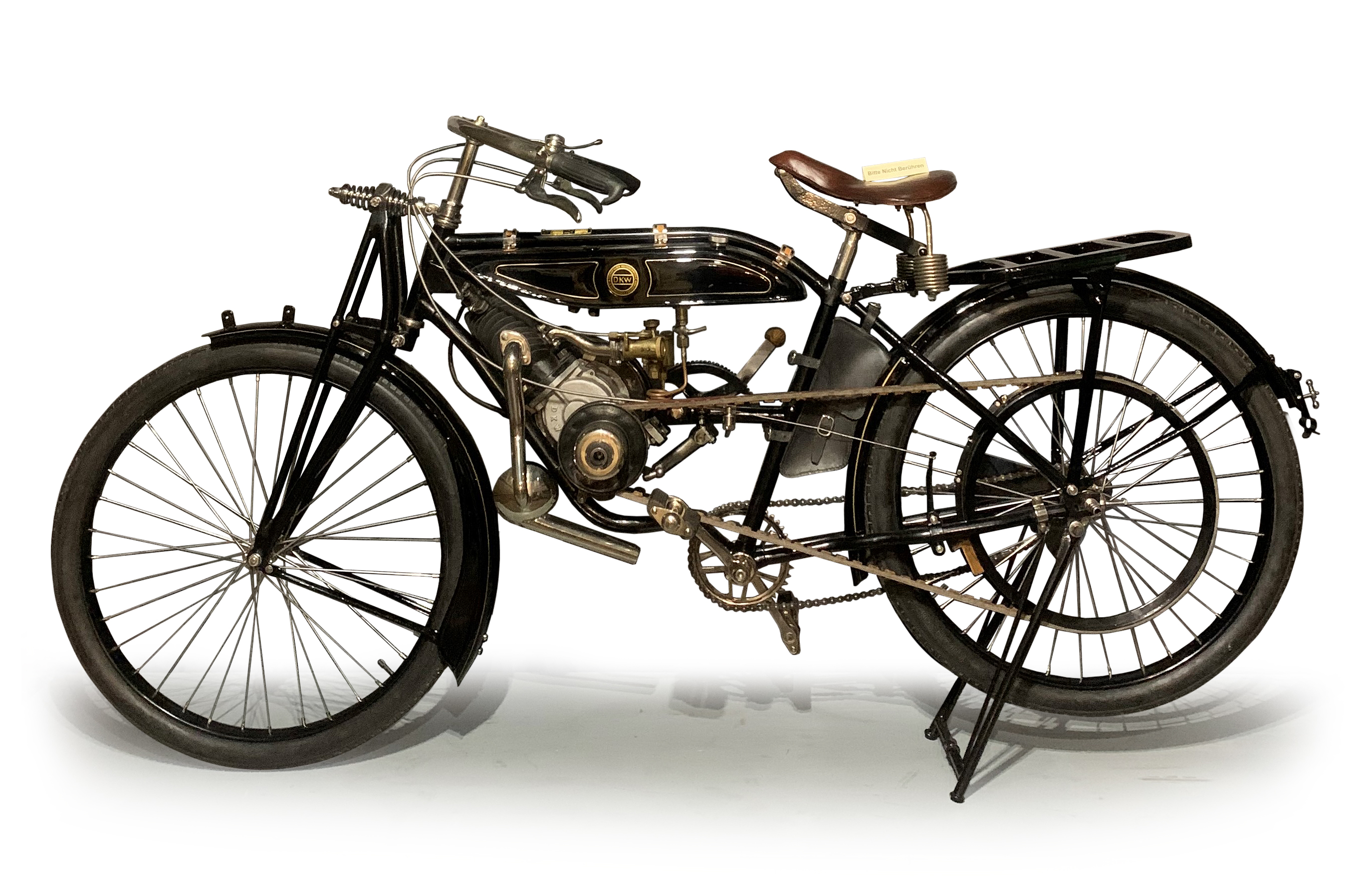
DKW Reichsfahrt, 1922-1925
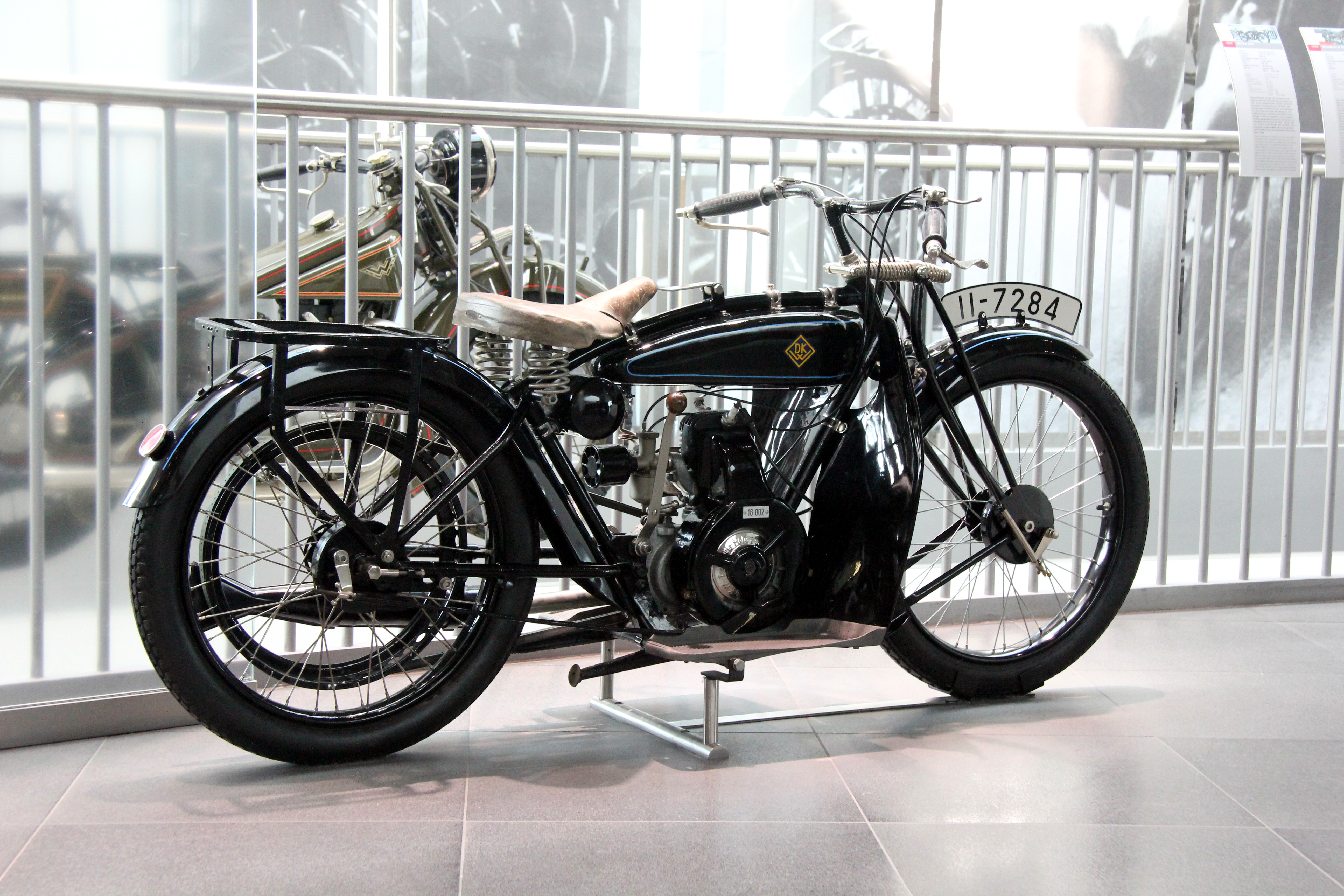
DKW E 206, 1925-1929
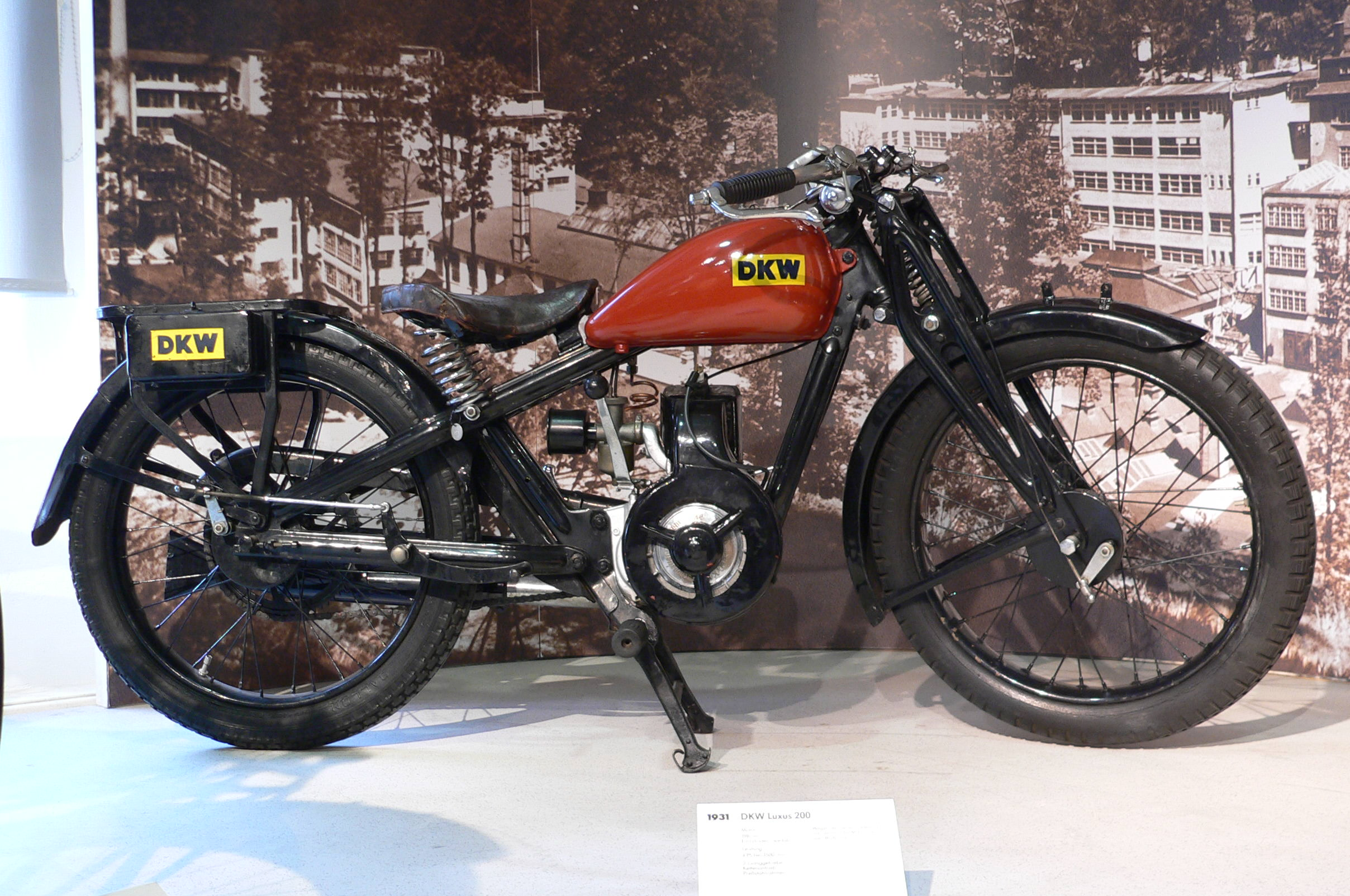
DKW Luxus 200, 1929-1932
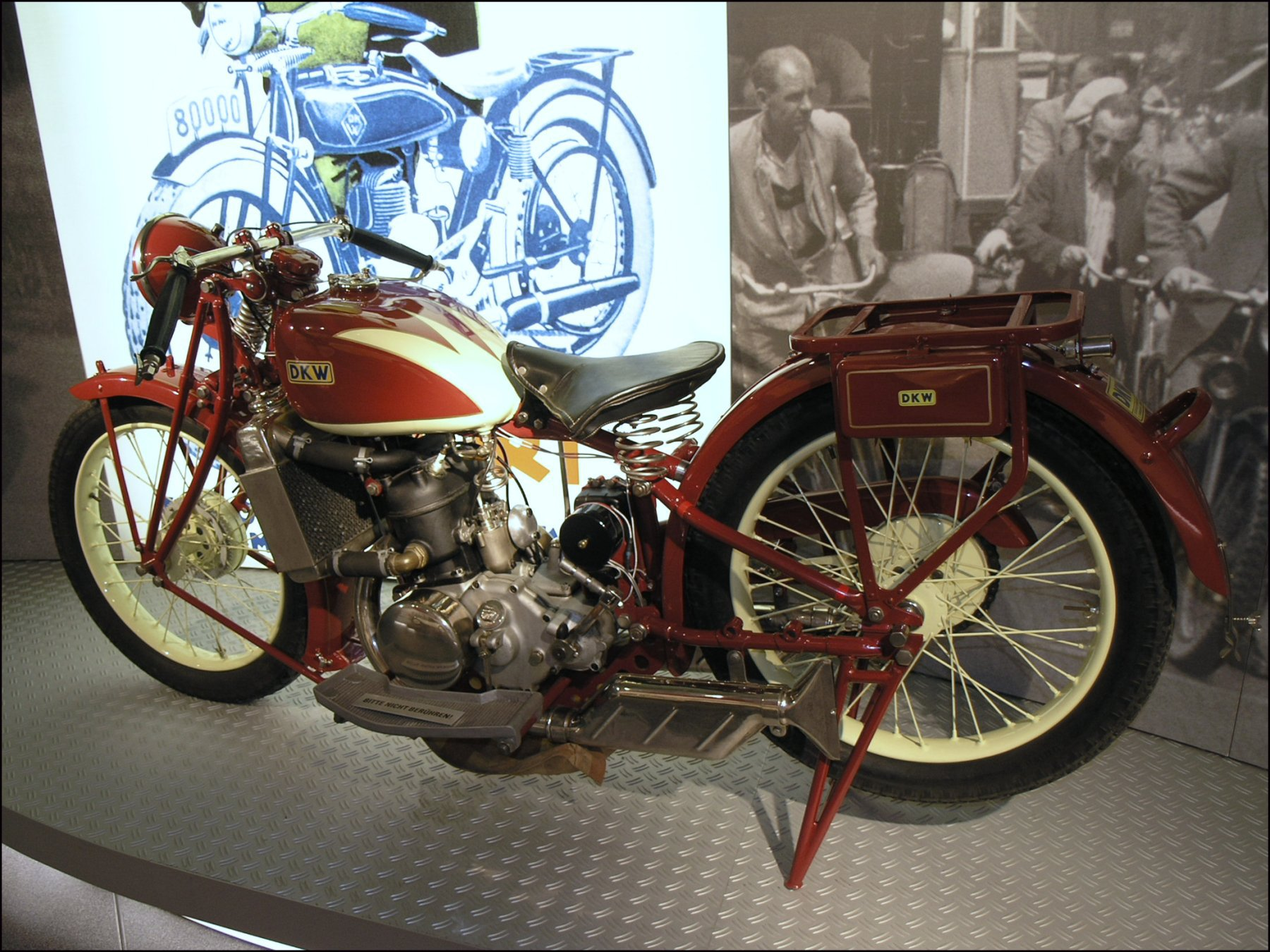
DKW Super Sport 500, 1929-1933
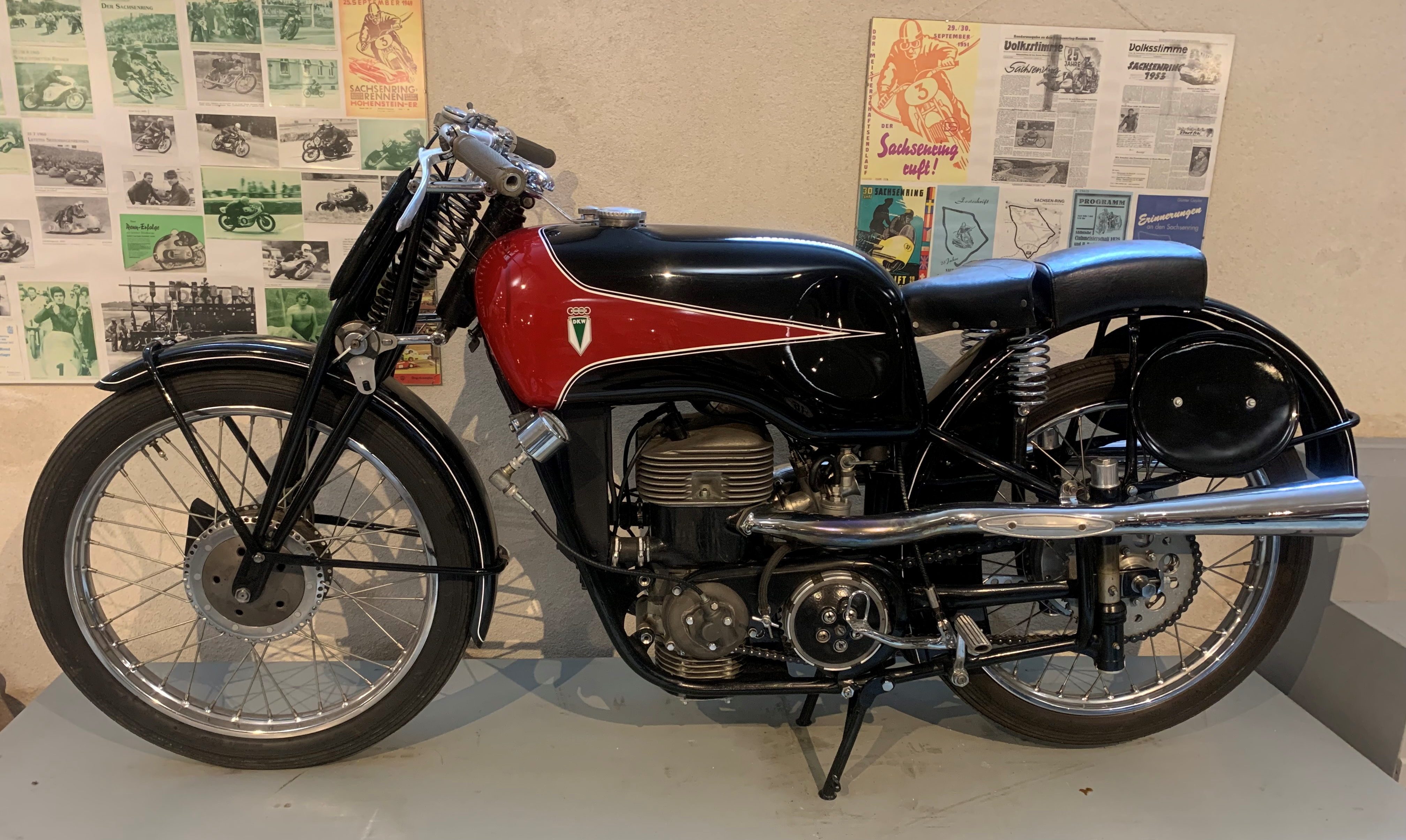
závodní dvoupíst DKW SS 350 plněný kompresorem (pod motorem), 1939
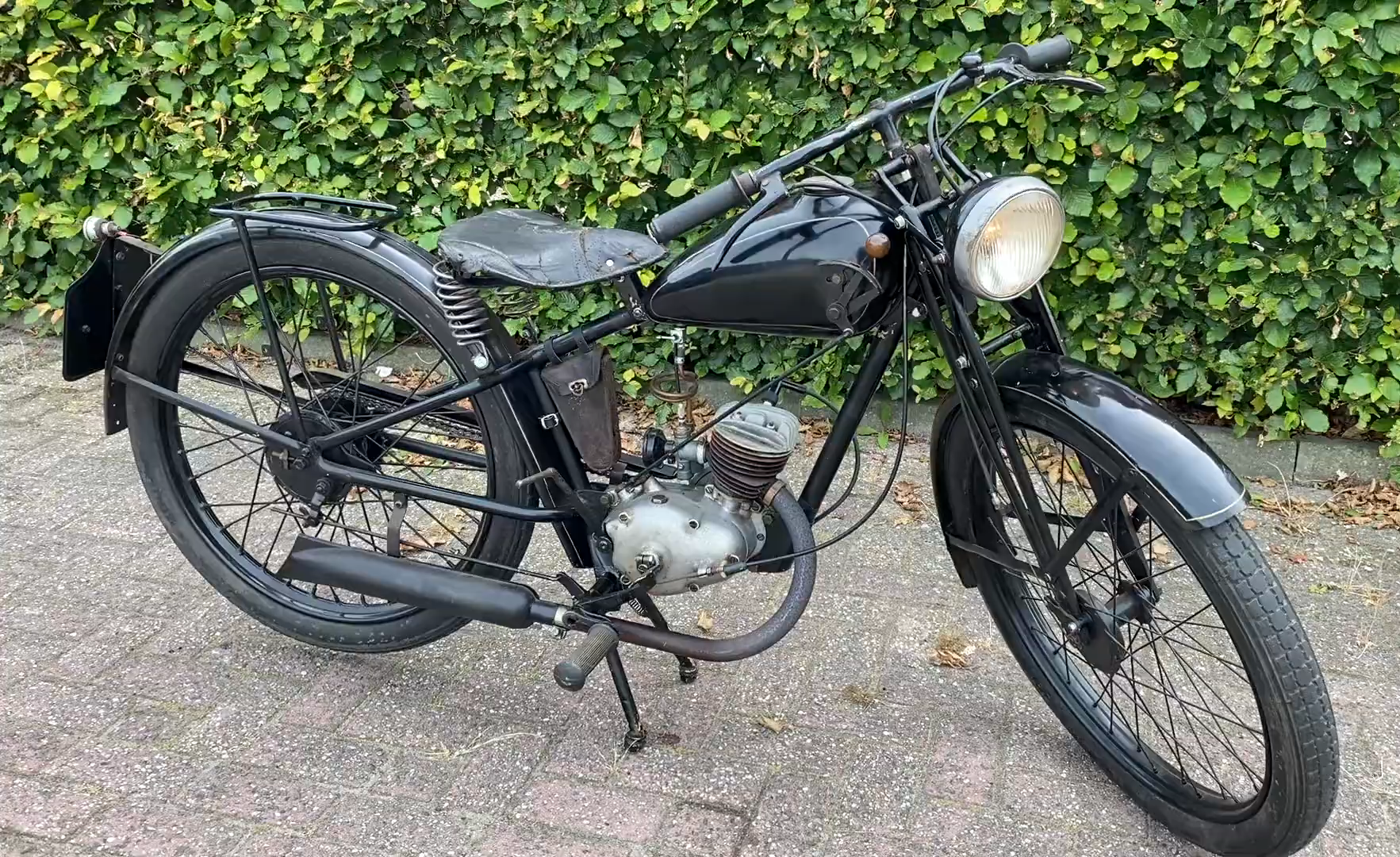
DKW RT 100, 1934-1940
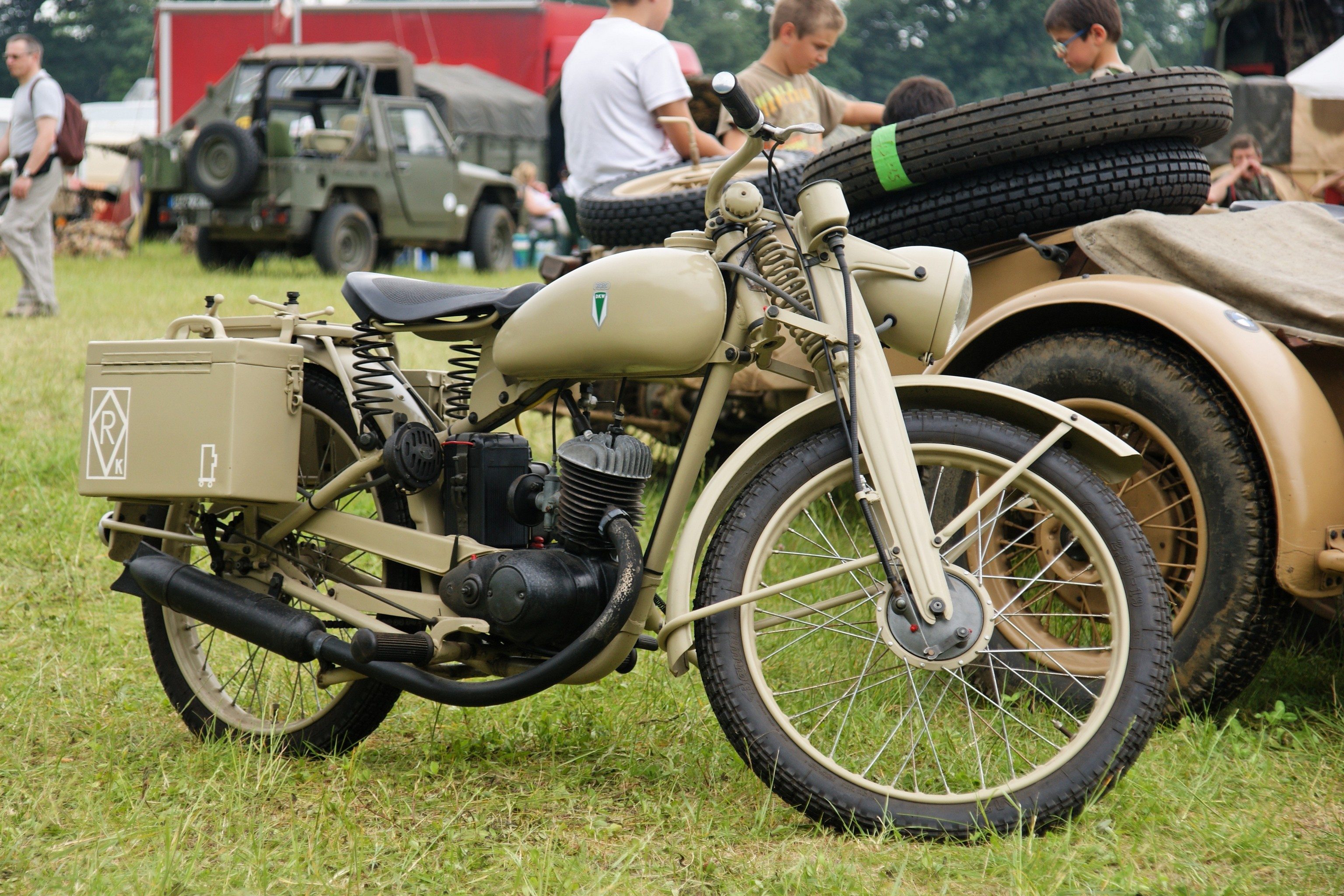
DKW RT 125, 1939-1945
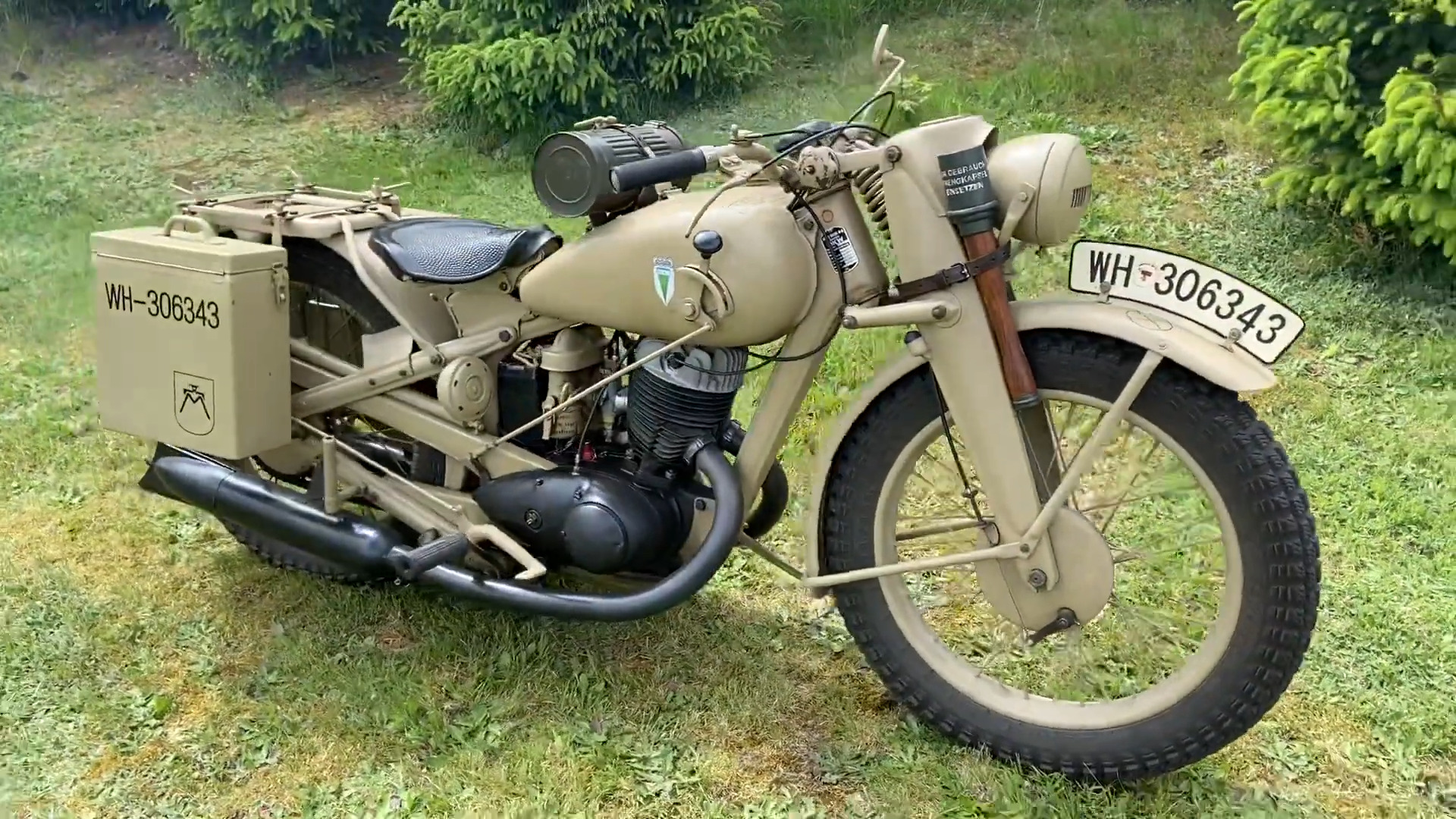
DKW NZ 350
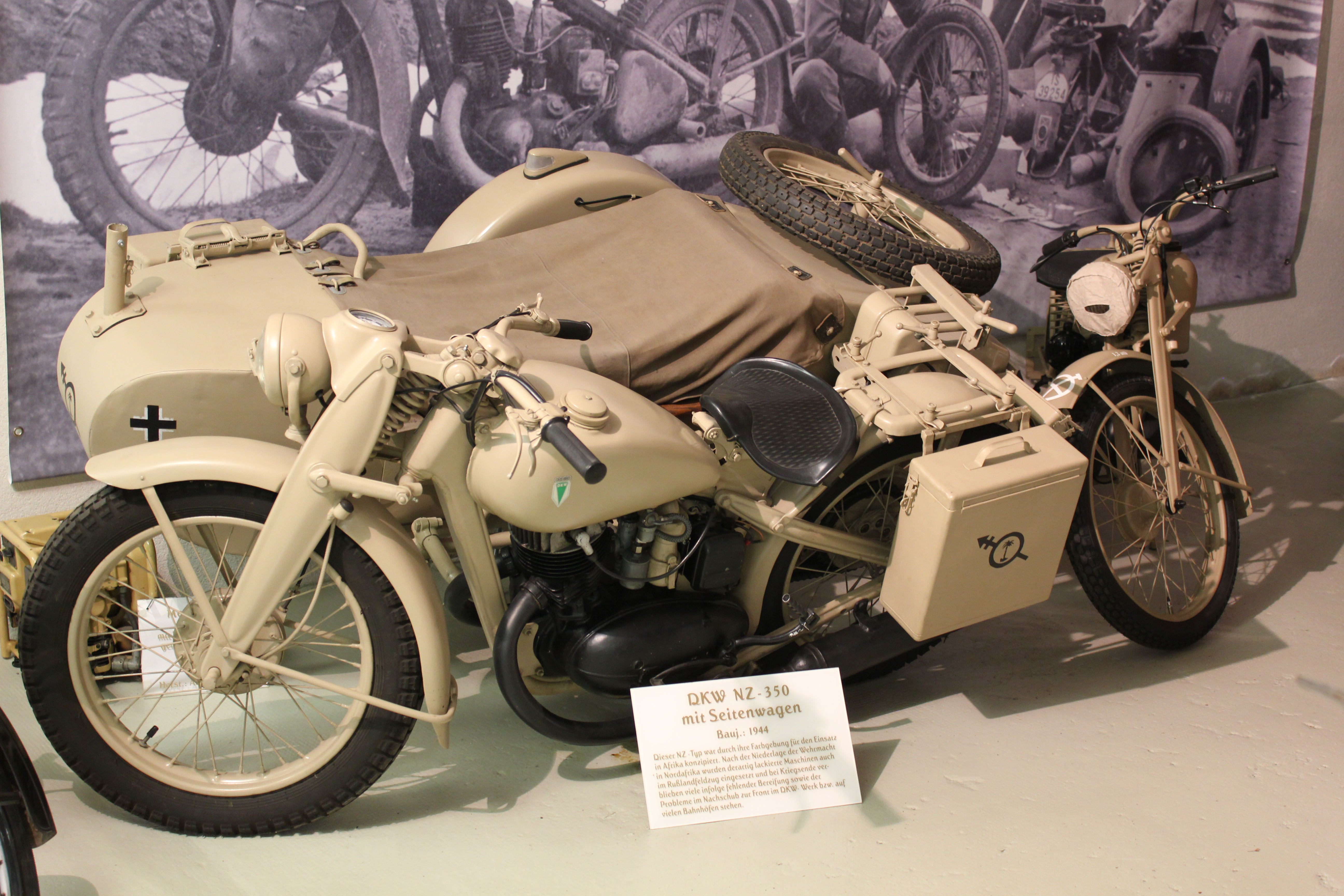
DKW NZ 350 s postranním vozíkem, za ním vpravo DKW RT 125

Nejprodávanějším předválečným motocyklem byl lehký, robustní a spolehlivý 3 k DKW RT 100 (98 cm³, zkratka RT značí Reichstyp) z roku 1934, kterých se vyrobilo 72 000. Britská společnost Royal Enfield zakoupila při stoupajícím napětí v Evropě hrozícím válkou v roce 1938 tři motocykly DKW RT 100 v Holandsku a propašovala do Anglie. Na jejich základě zkonstruovala lehký stroj Flying Flea určený výsadkářům. V roce 1937 uvedla DKW nově řešené jednoválcové motocykly NZ 250/350 cm³ výkonu 9/11,5 k s dostatečně pevným trubkovým svařovaným rámem, který snesl montáž postranního vozíku. Jejich převodovka v bloku s motorem se ovládala nohou.
Nejznámější motocykl DKW – 4,75 k jednoválcový RT 125 zdatný unést řidiče a spolujezdce, vstoupil díky pověstné ovladatelnosti DKW RT 100 do sériové výroby v roce 1939. Sloužil zejména jako lehký kurýrní stroj Wehrmachtu či v jeho pomocných službách. Střední jednoválcový DKW NZ 350 byl také hojně využíván Wehrmachtem, přestože dvoudobé motory považoval za nevhodné pro těžkou dlouhodobou vojenskou službu. Lehkost konstrukce je však činila vhodnější např. pro průzkum. Výdrží a spolehlivostí byl DKW NZ 350, který s postranním vozíkem unesl tři vojáky a kulomet, ale vhodný i do středně těžké služby, zejména verze Afrikakorps oceňovaná za chlazení motoru vzduchem.
Po válce byl motocykl DKW RT 125 se zanedbatelnými změnami vyráběn jak společností Industrieverband Fahrzeugbau (IFA) ve Východním Německu, tak nově založenou Auto Union v SRN. Pravděpodobně se ale stal naprosto nejkopírovanějším motocyklem na světě. Jeho autorská práva byla Spojenci zrušena a vyráběl se v Rusku v zabavené továrně ze Zschopau jako Moskva M1A, Velké Británii jako BSA Bantam, v USA jako Harley-Davidson Hummer a inspiraci lze nalézt i na polských motocyklech SHL, maďarských Csepel, japonských Kawasaki, italských Mival i ČZ 125 B. První motocykl japonské značky Yamaha, do tehdy výrobce hudebních nástrojů, stroj YA-1 z roku 1955 se mu podobal ve všech detailech, snad kromě zadního zavěšení, které bylo asi ale také okopírováno reverzním inženýrstvím. V roce 1980 jej opětovně představila na veletrhu IFMA v Kolíně nad Rýnem jakožto svůj první motocykl. Nakonec ale DKW RT 100 poděkovala za vynikající vzor inzertním letákem.

## Automobily

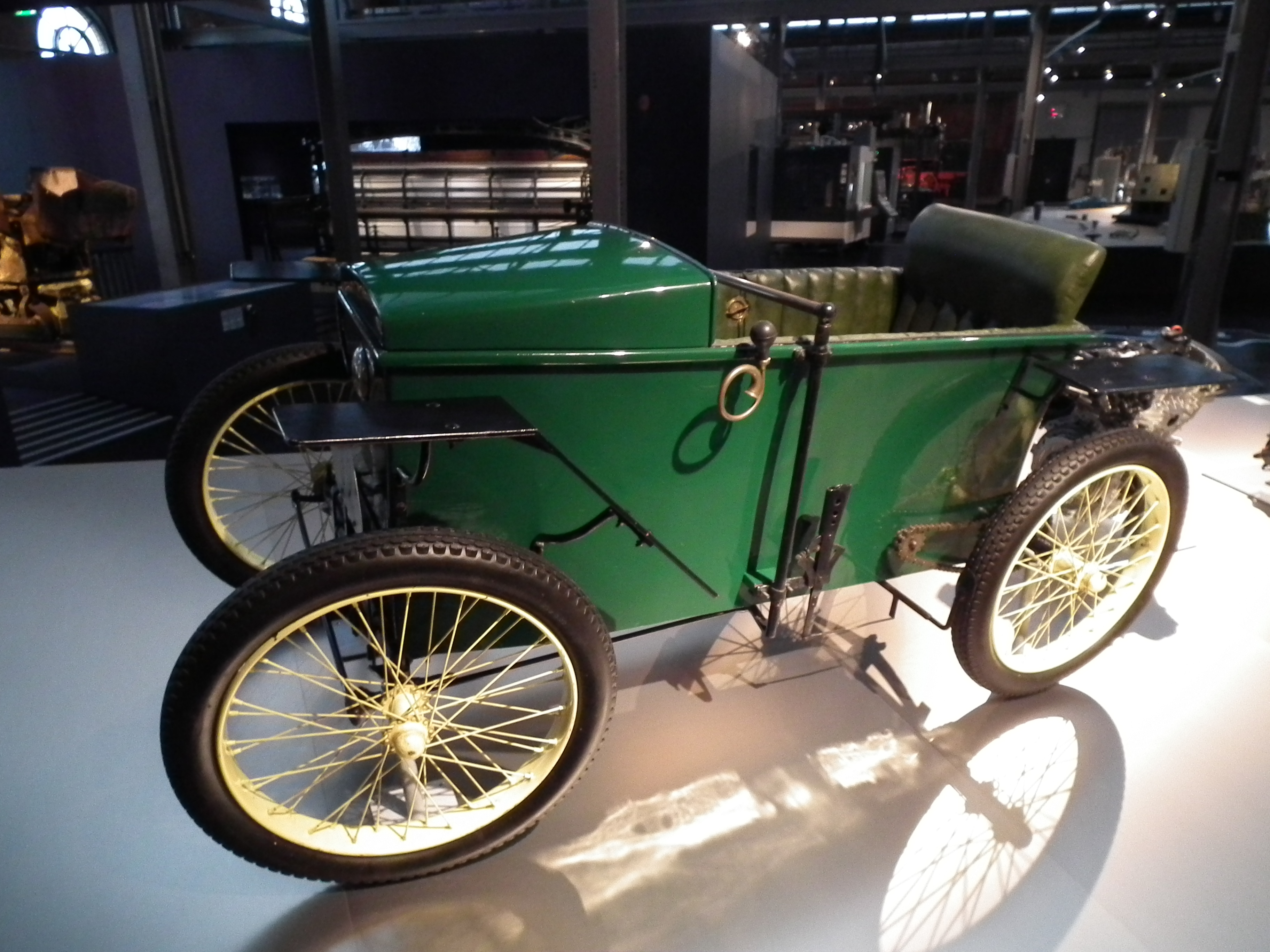
elektromobil Slaby-Beringer

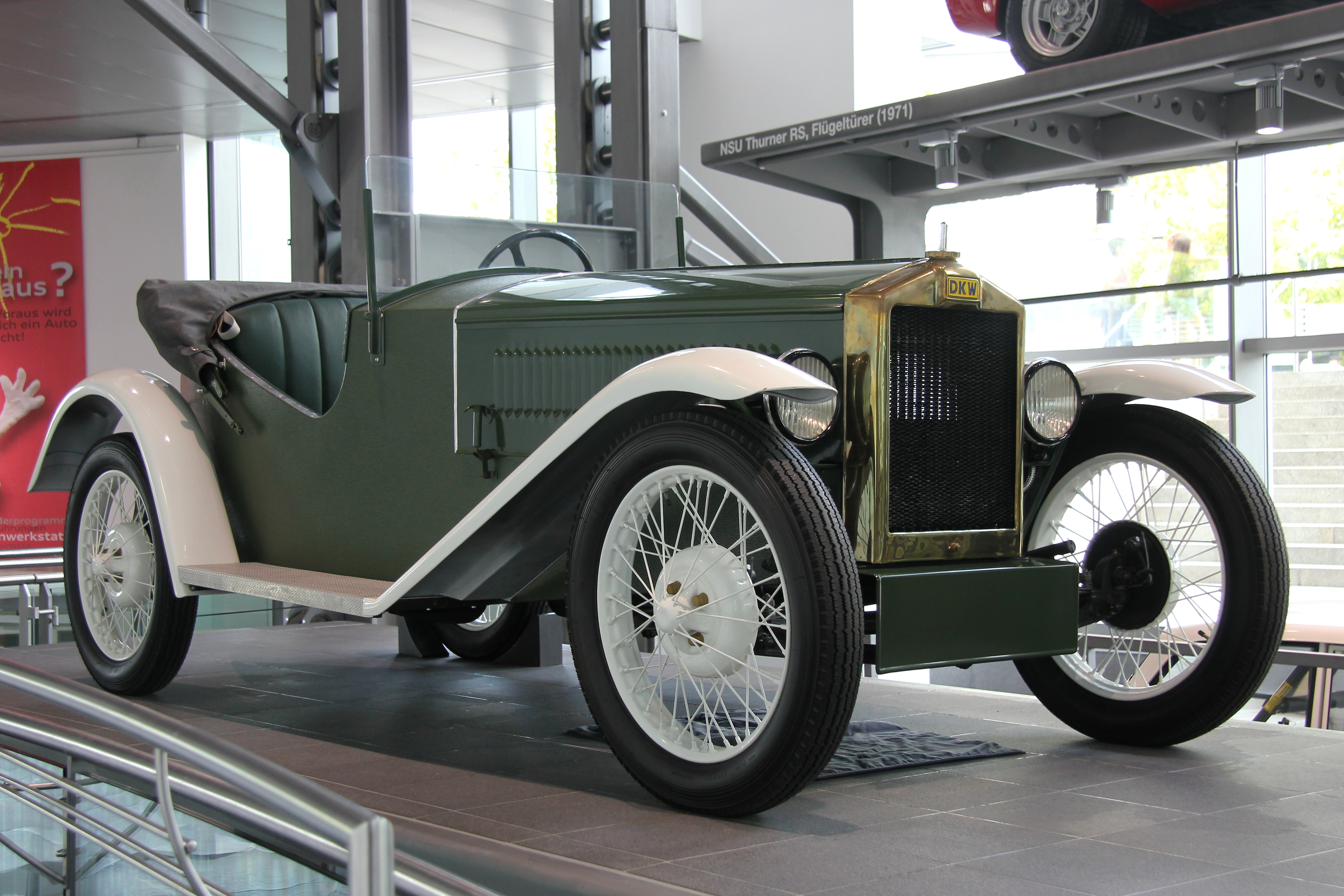
DKW PS 600 Sport

S převzetím automobilky Slaby-Beringer v roce 1925 započala DKW se získanými zkušenostmi s dvoumístnými elektrovozy vývoj a výrobu čtyřmístného taxíku a odvozené dodávky s elektrickým pohonem. Prodávala je s označením D.E.W. (Der elektrische Wagen, elektrické vozidlo).

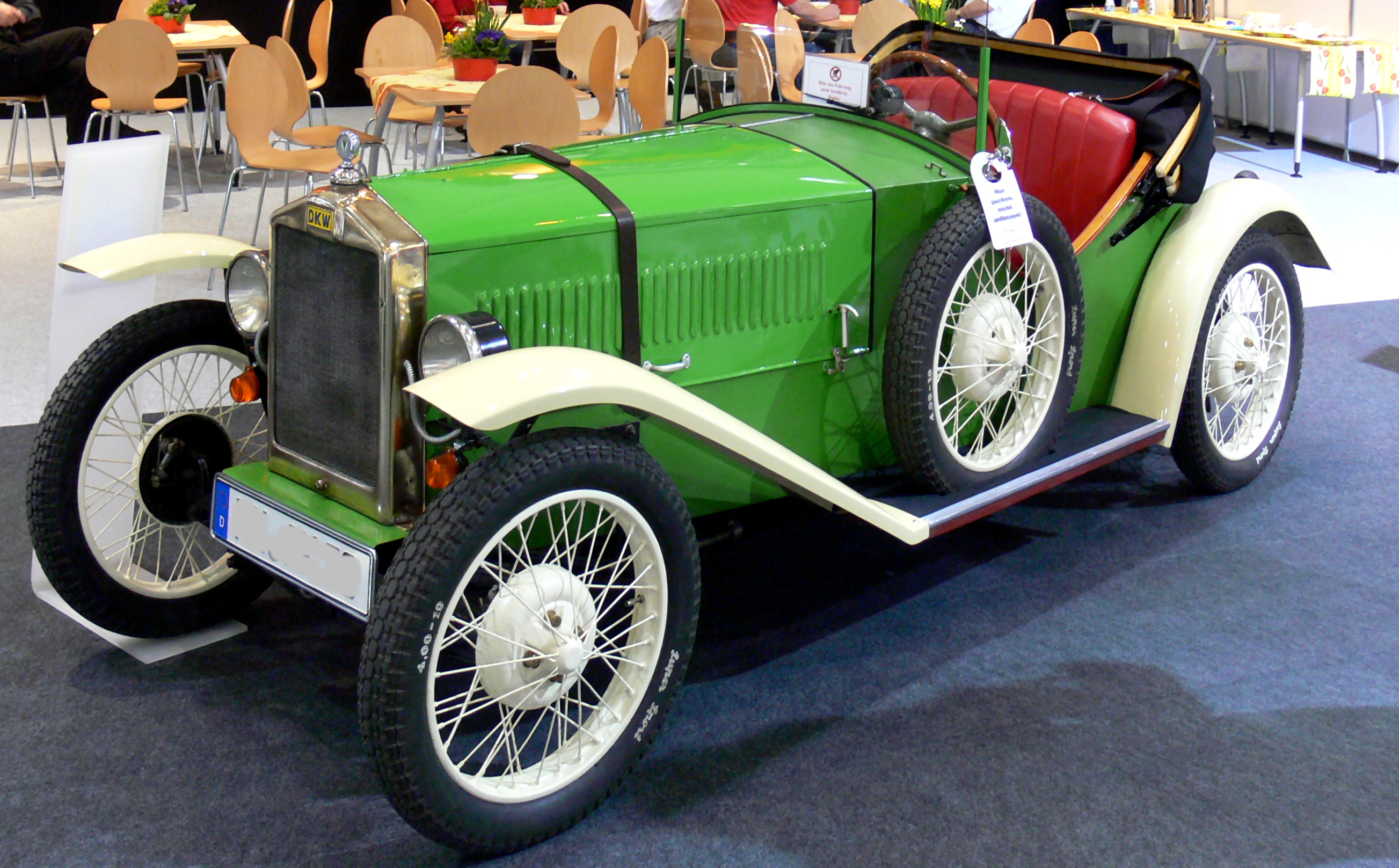
DKW Typ P, 1928-1929

Motocykly DKW prokázaly s obrovským úspěchem konstrukční zvládnutí a spolehlivost dvoudobého motoru, jehož počáteční potíže se podařilo překonat, což dosvědčoval podivuhodnou odolností proti opotřebení. V roce 1927 začal vývoj malého vozu DKW P klasické koncepce s 584 cm³ motocyklovým dvoudobým vodou chlazeným dvouválcovým motorem a samonosnou karoserií z překližky potažené koženkou, inspirovanou vozem Slaby-Beringer. V květnu 1928 jej DKW představila jako svůj první automobil pro zákazníky hledající náhradu nebo vylepšení cestovních motocyklů převážně s postranním vozíkem – provozní znalost dvoutaktu velmi ulehčila záměnu.
V roce 1928 Rasmussen koupil značku Audi. Nejdůležitějším zdrojem financování byla Saská státní banka, která k roku 1929 držela v DKW 25% podíl a chtěla zabránit krachu Audi specializující se na luxusní vozy, kde vládla silná konkurence zvětšená americkými vícesériovými vozy. Rasmussen pořídil i továrnu na čtyřdobé motory zkrachovalé americké automobilky Rickenbacker a odeslal ji do Německa. Její řadové šestiválcové a osmiválcové motory s rozvodem SV nabízel i cizím automobilkám, nebyl o ně ale zájem. Ani o vozy Audi s těmito motory prodávané v letech 1928-1932. DKW vyráběla motory Rickenbacker i ve stacionárním provedení.

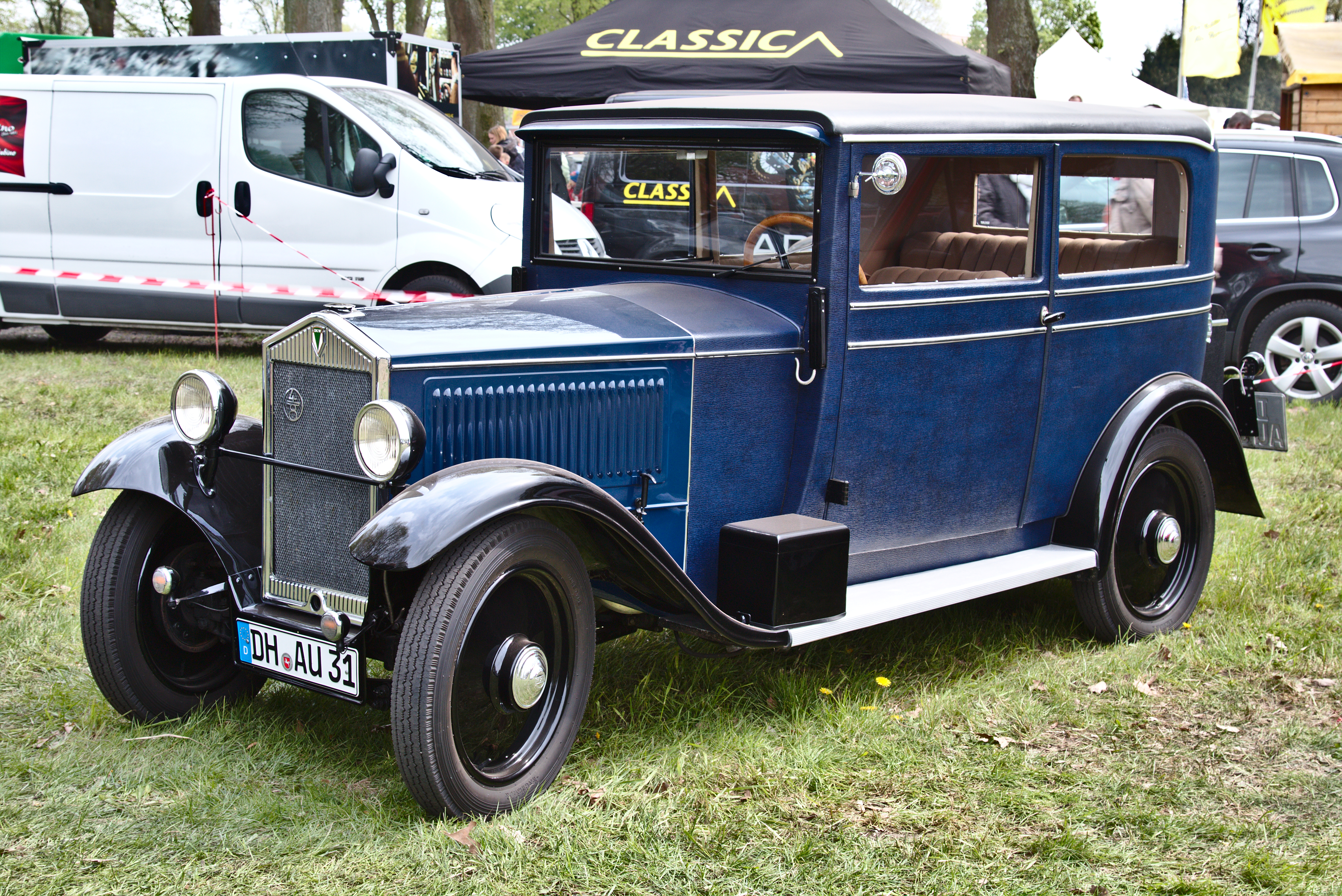

Nepřímý nástupce malého vozu DKW P, vůz nižší střední třídy DKW 4=8 s dvoudobým vidlicovým čtyřválcovým motorem s pístovými dmychadly v obou řadách válců pro plnění a vyplachování, který vznikl spojením dvou závodních motocyklových motorů, měl také pohon zadních kol měl a samonosnou karoserii z překližky. Typové označení sloužilo pro domýšlivé srovnání se čtyřdobými osmiválcovými motory pro počet pracovních zdvihů na otáčku klikové hřídele. Vůz prodávaný od roku 1929 však vykazoval nesmírně vysokou spotřebu paliva i zapalovacích svíček. Zprvu nevyvinutý motor byl náchylný ke katastrofálním poruchám způsobujícím provozovatelům obtíže a DKW vysoké náklady na záruční opravy. Model vyzdvihovaný Rasmussenem však zůstal s modernějšími karoseriemi ve výrobě v bývalé továrny Slaby-Beringer v Berlíně-Spandavě specializované na vozy s pohonem zadních kol až do roku 1940.
Na základě vozu DKW P obohatil nabídku od prosince 1930 do konce roku 1931 DKW PS 600 Sport se zvýšeným výkonem.
S příchodem velké hospodářské krize opadal prodej a Rasmussen pověřil konstruktéry Audi návrhem malého lehkého a laciného auta. Představeno bylo počátkem února 1931 jako dvoumístné pod názvem DKW FA 500 (Frontantrieb – přední pohon) coby velmi levný vůz s minimálními provozními náklady, avšak výhodami větších vozů. Vpředu napříč uložený 494 cm³ motor používaný v motocyklech Super-Sport 500 poháněl přední kola přes vpředu přimontovanou upravenou motocyklovou převodovku s připojeným diferenciálem. Nepřítomnost kardanova hřídele ani samostatného diferenciálu pomohla nápadně prostornosti zřetelné obzvláště na tak malém voze. Za prohlubující se krize vyráběla DKW F1 nevyužitá továrna Audi ponejvíce s výkonnějším 584 cm³ motorem DKW P s větším vrtáním válce. Typ velmi úspěšně zavedl do sériové výroby pohon předních kol prospěšný ovladatelnosti za všech jízdních podmínek a snižující hmotnost i cenu vozu navzdory mnohem větší prostornosti. Motocyklový motor a koženkou potažená překližková karoserie na žebřinovém ocelovém rámu dovolily vůz propagačně nazvaný DKW Frontwagen („přední vůz“, později DKW F1) prodávat velmi levně. Stal se vyhledávanou náhražkou užitečnou nejen přecházejícím motorkářům.

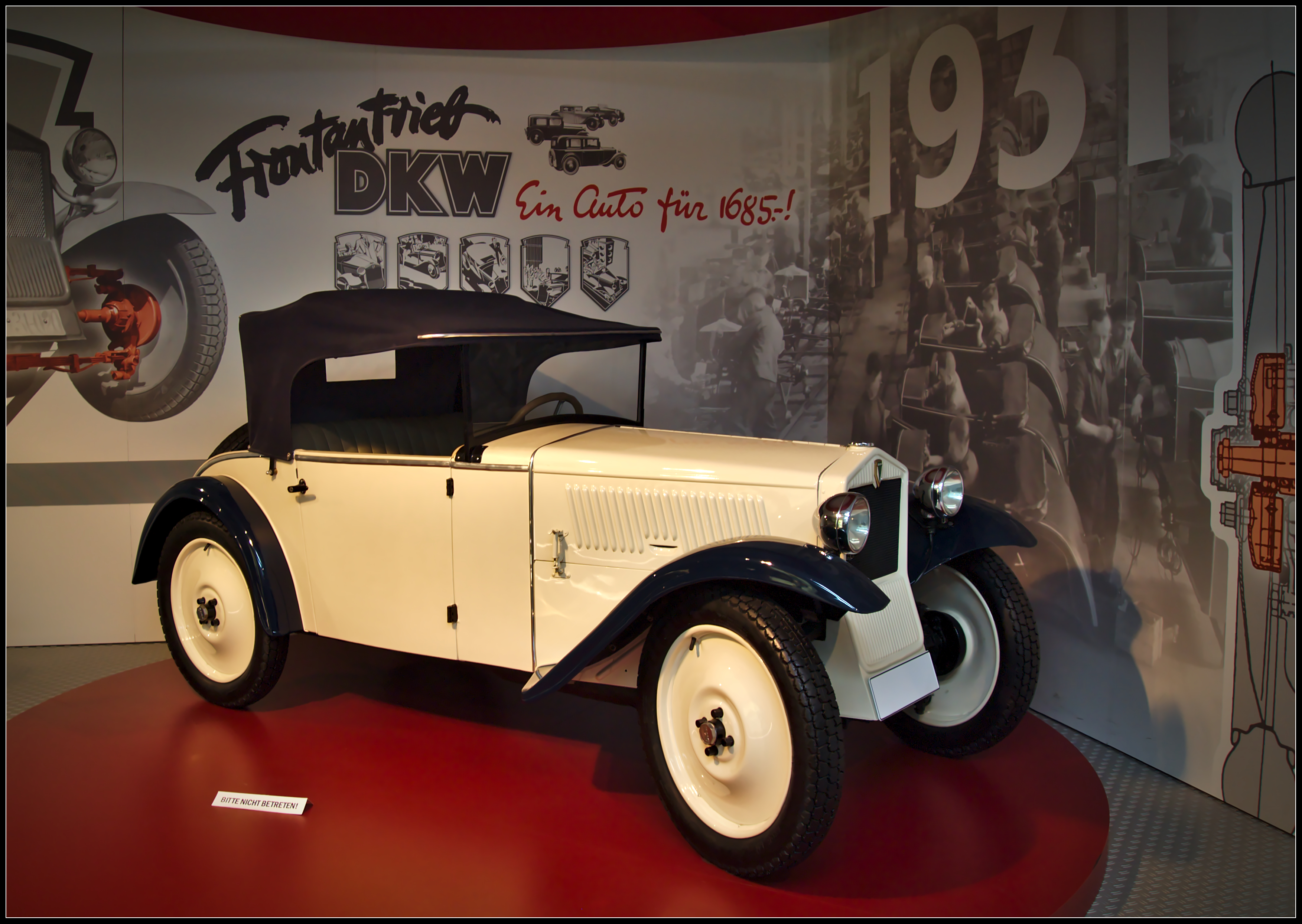
DKW F1, 1931-1932
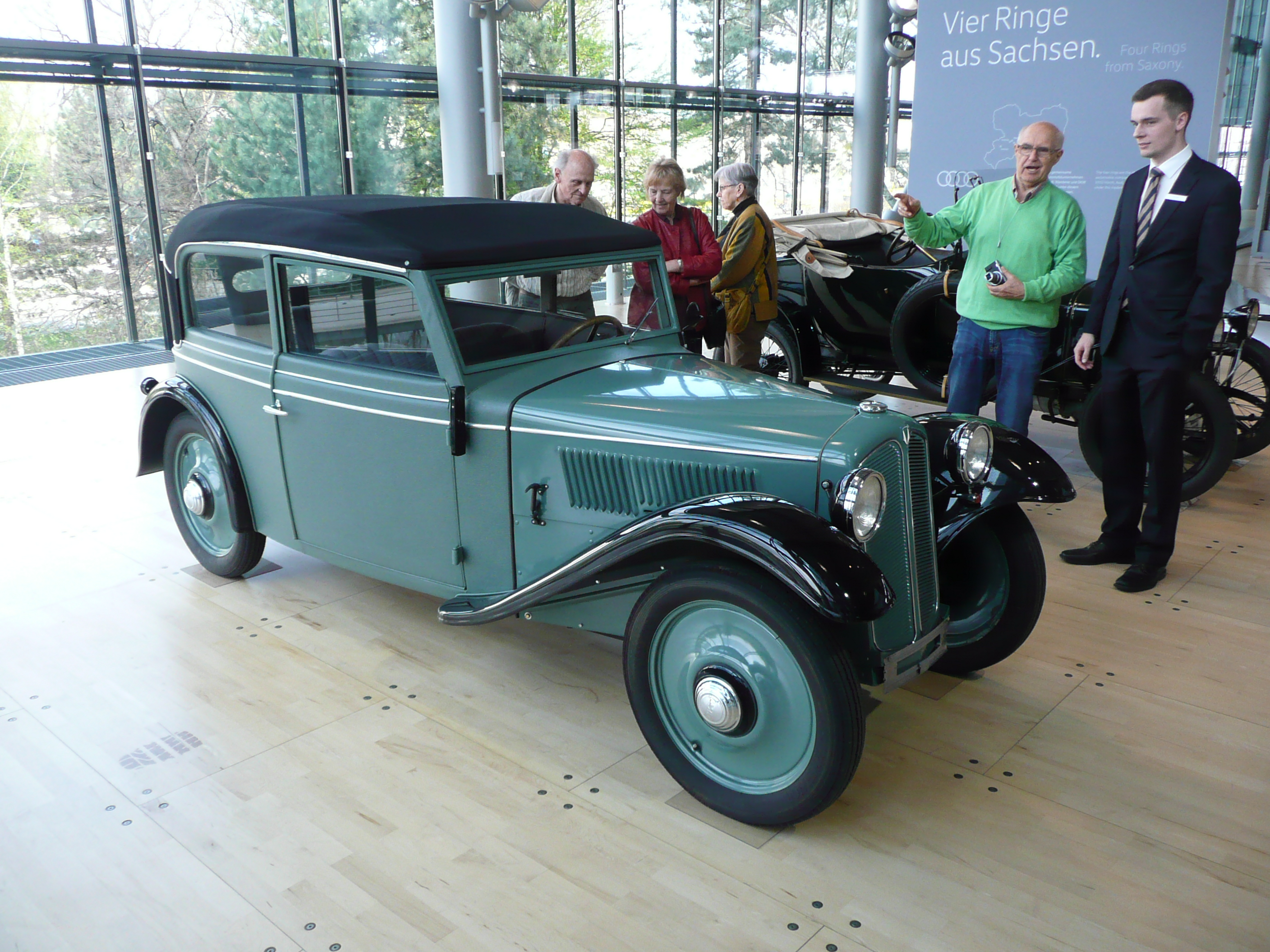
DKW F2, 1932-1935
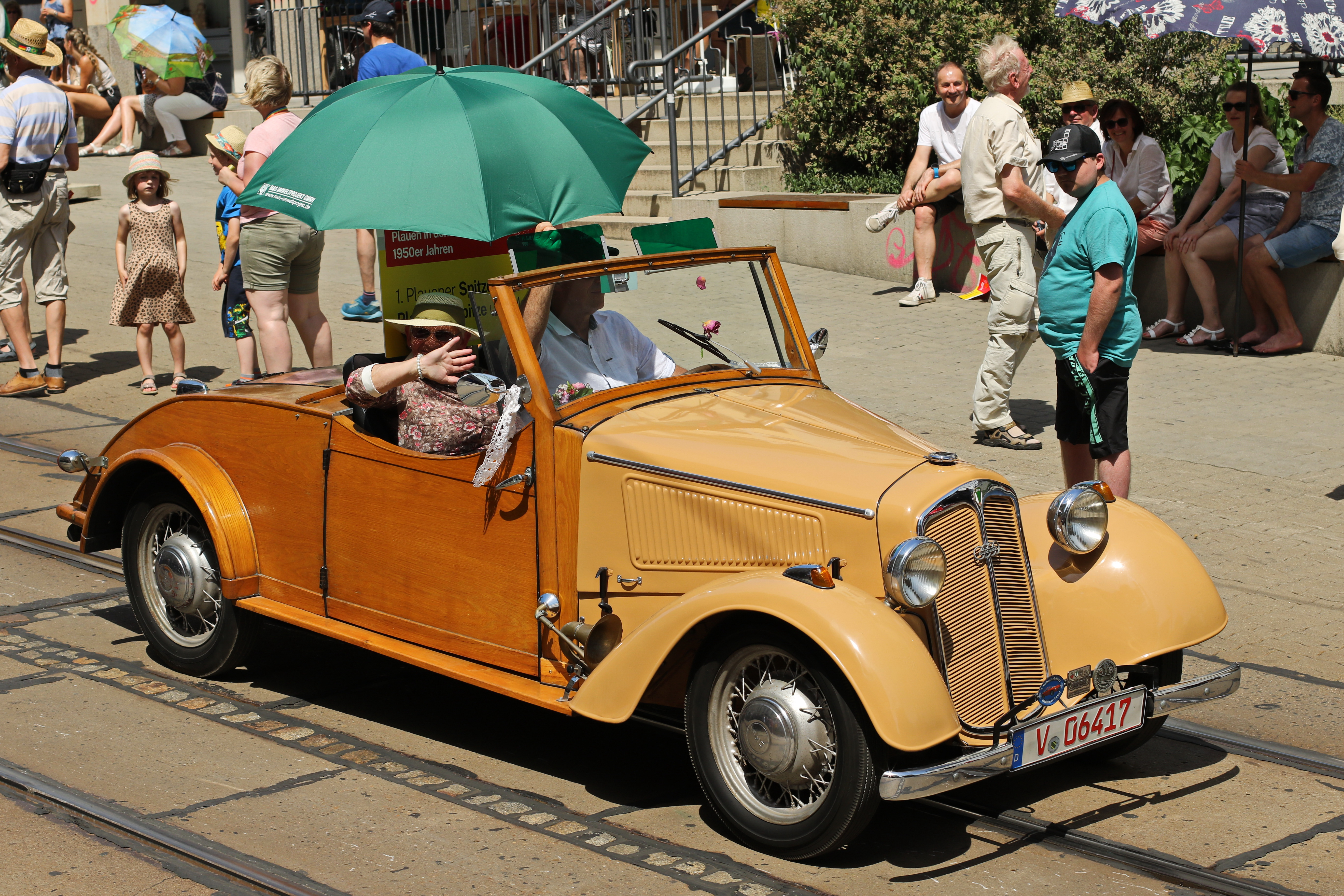
DKW F5, 1935-1936
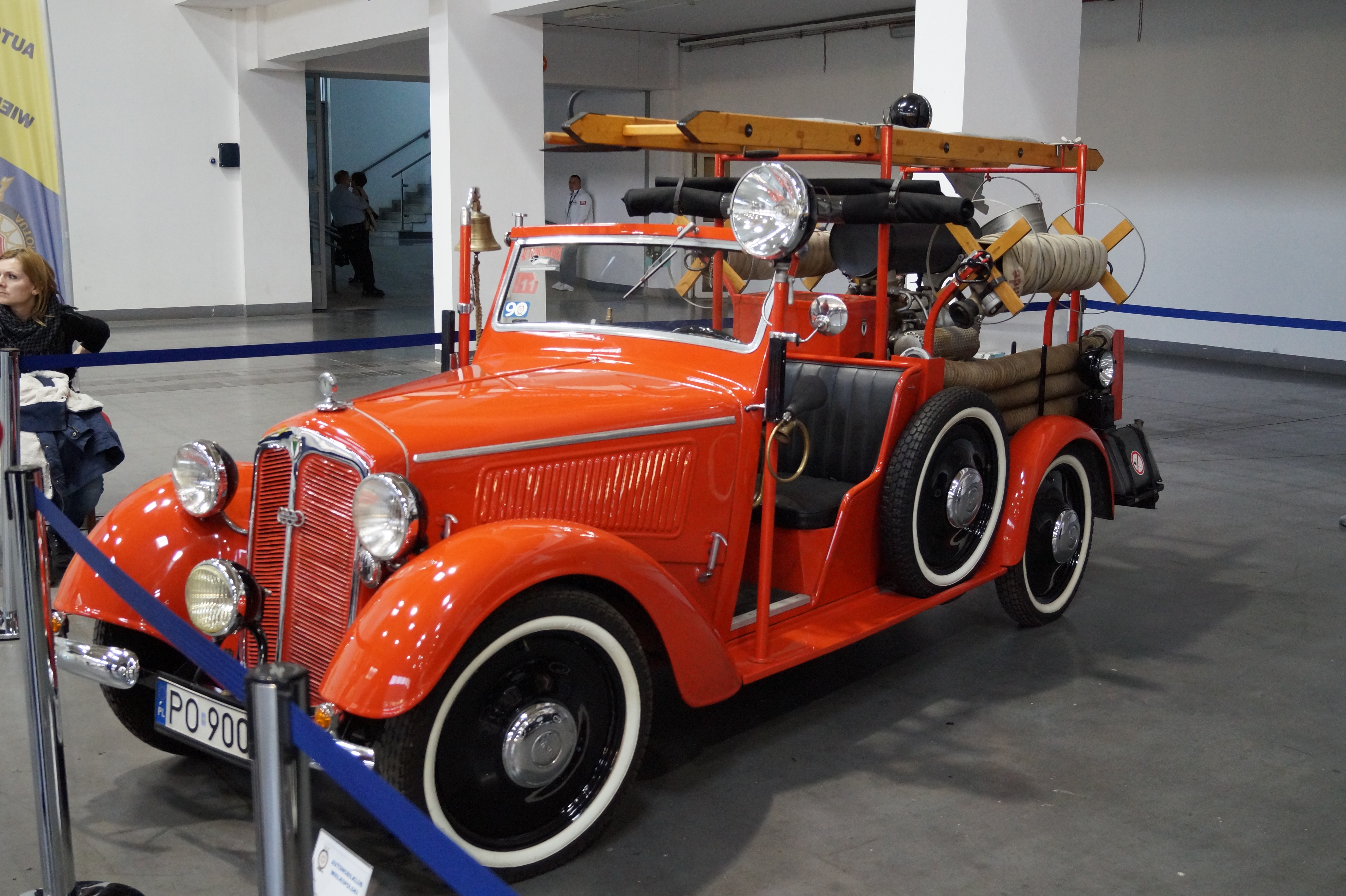
DKW F5, 1935-1936, hasičská verze
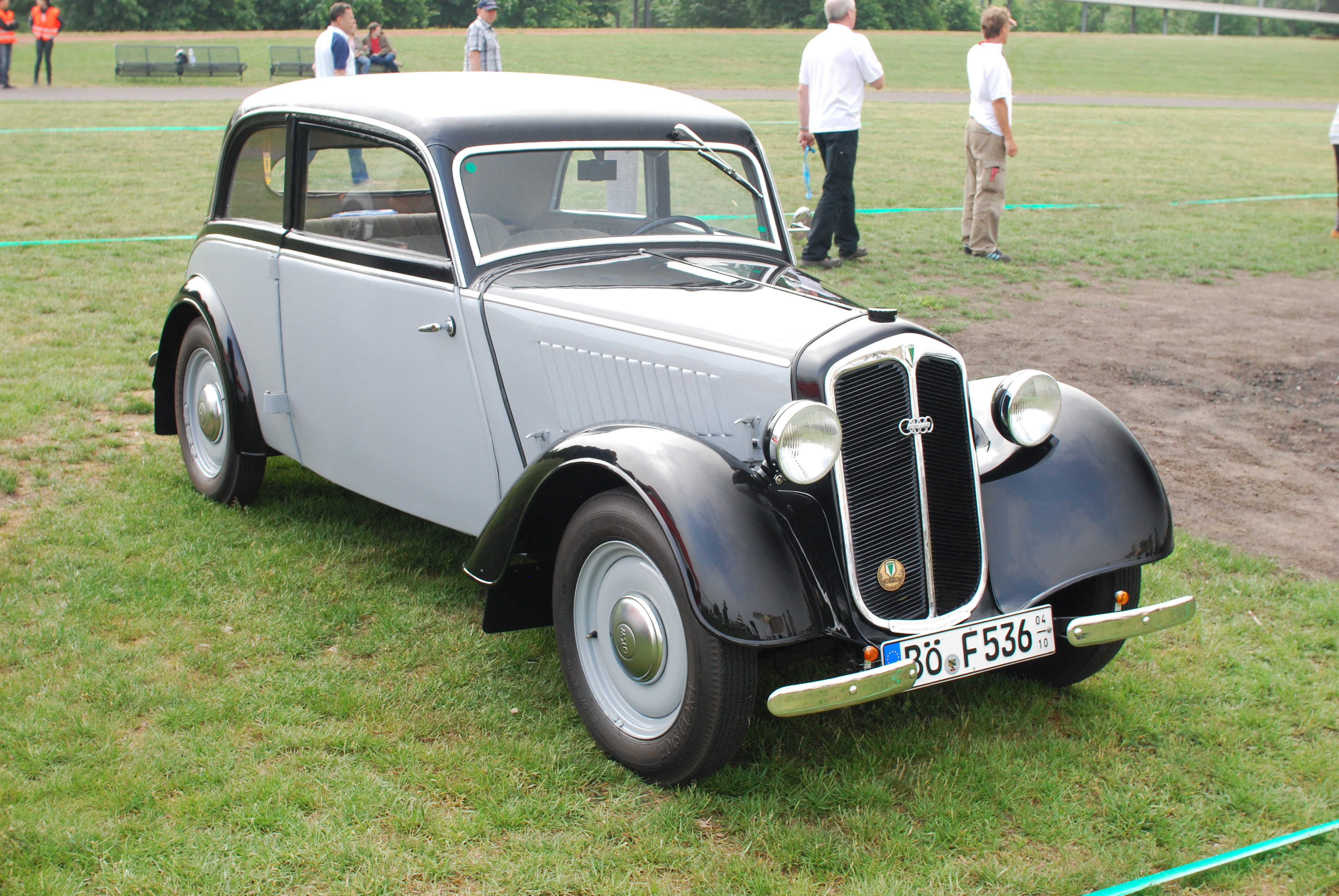
DKW F7, 1937-1938
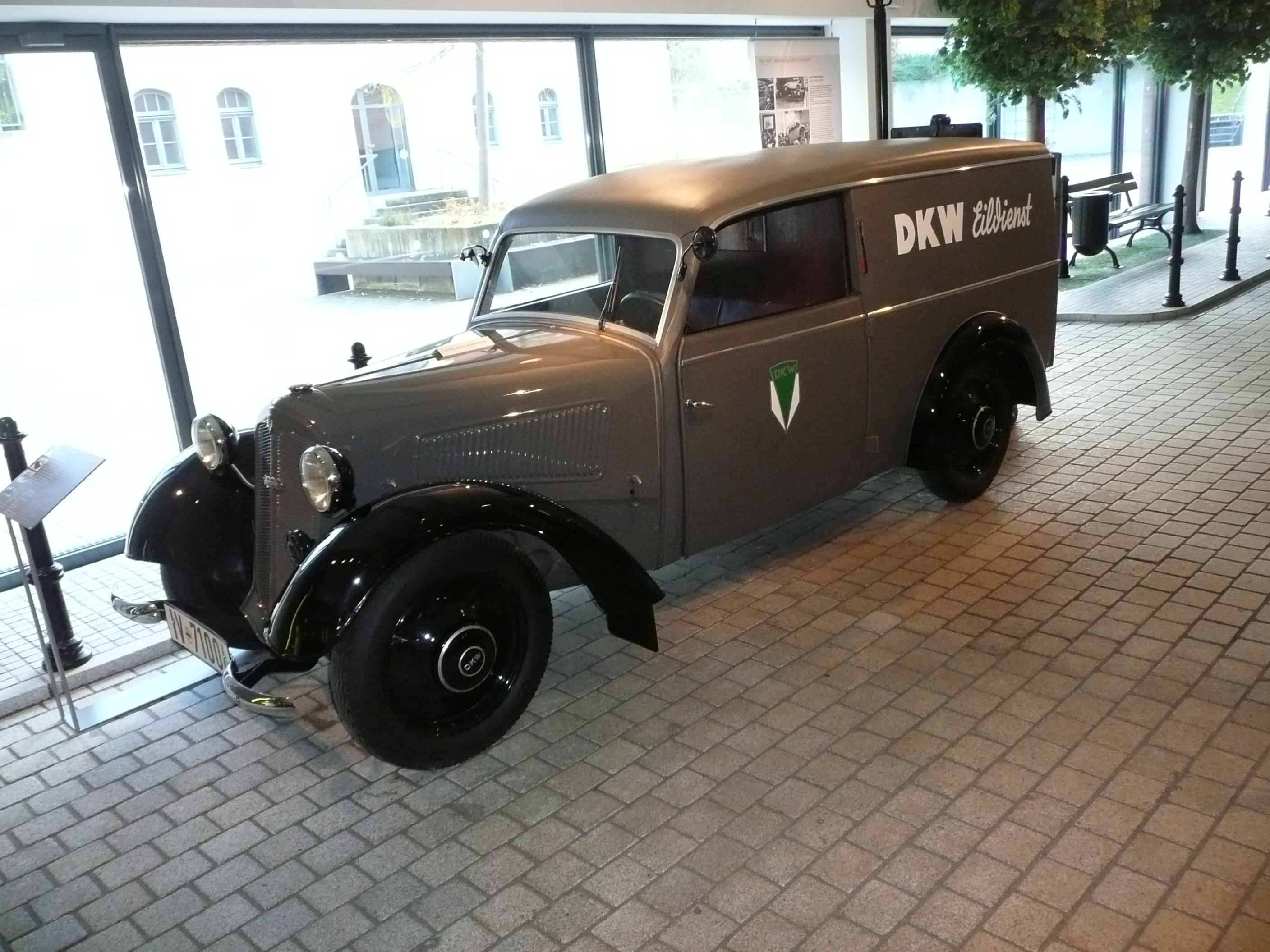
DKW F7, dodávkové provedení
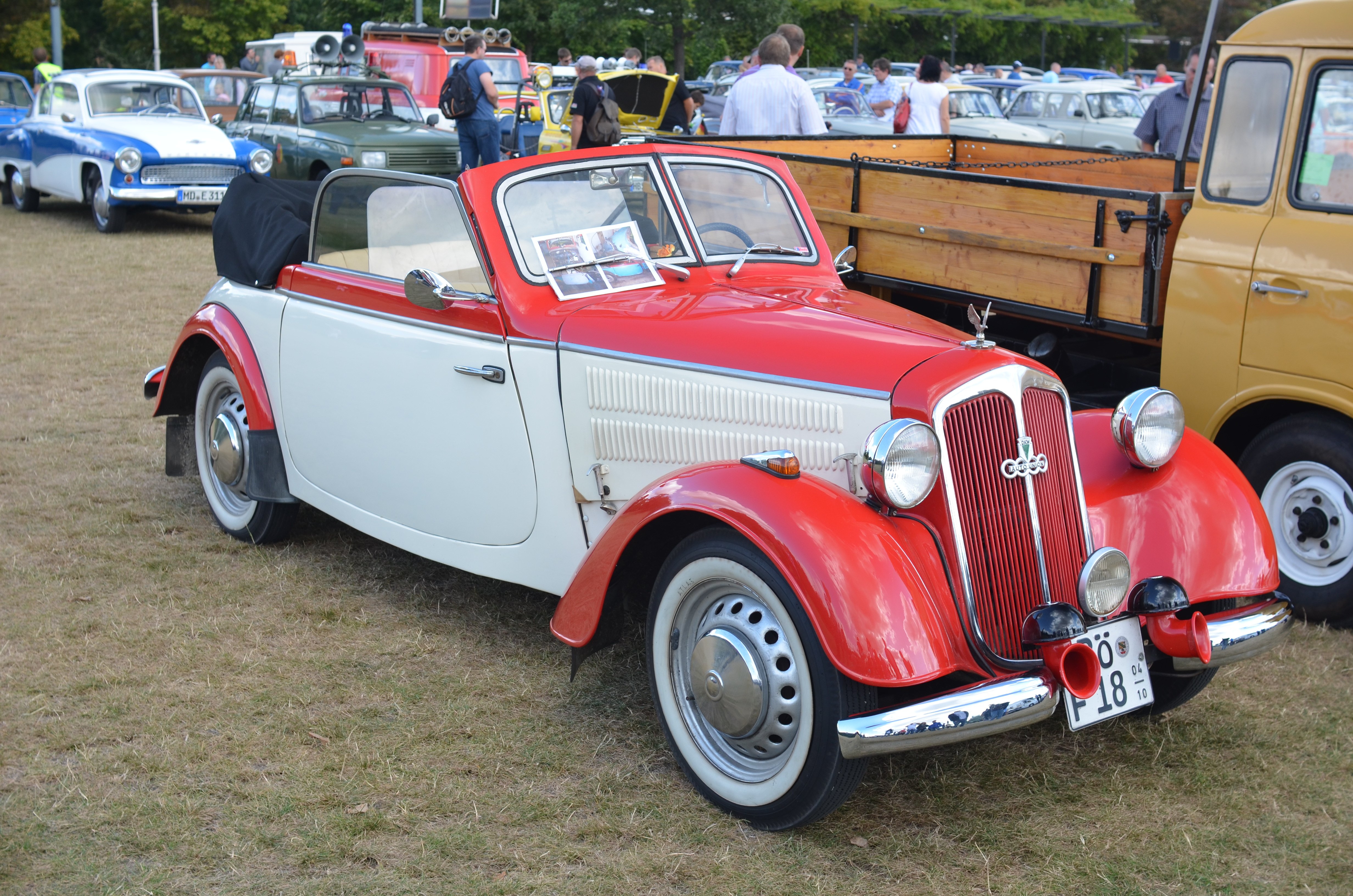
DKW F8, 1939-1942
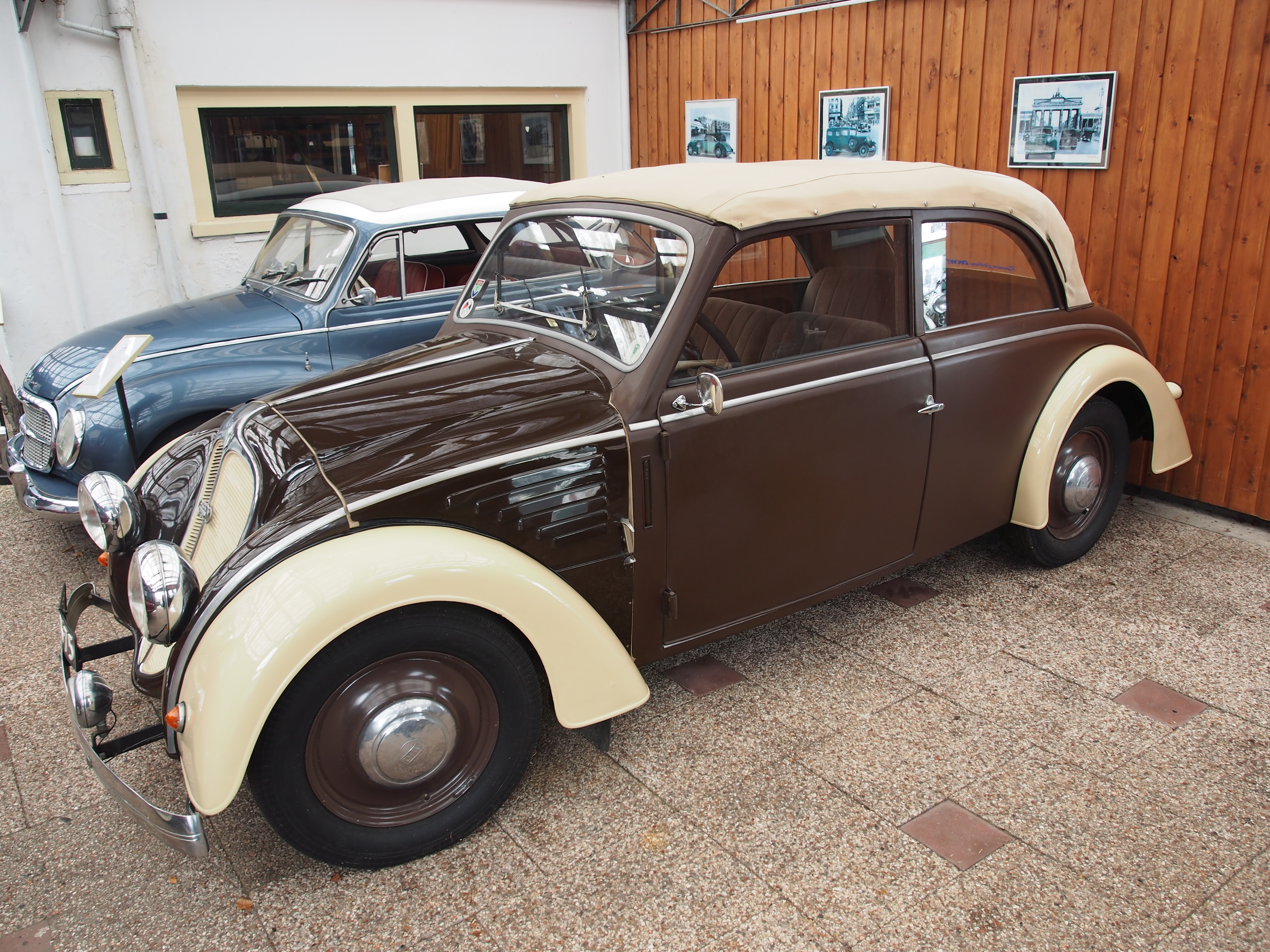

- DKW 4=8, karoserie 1935-1940
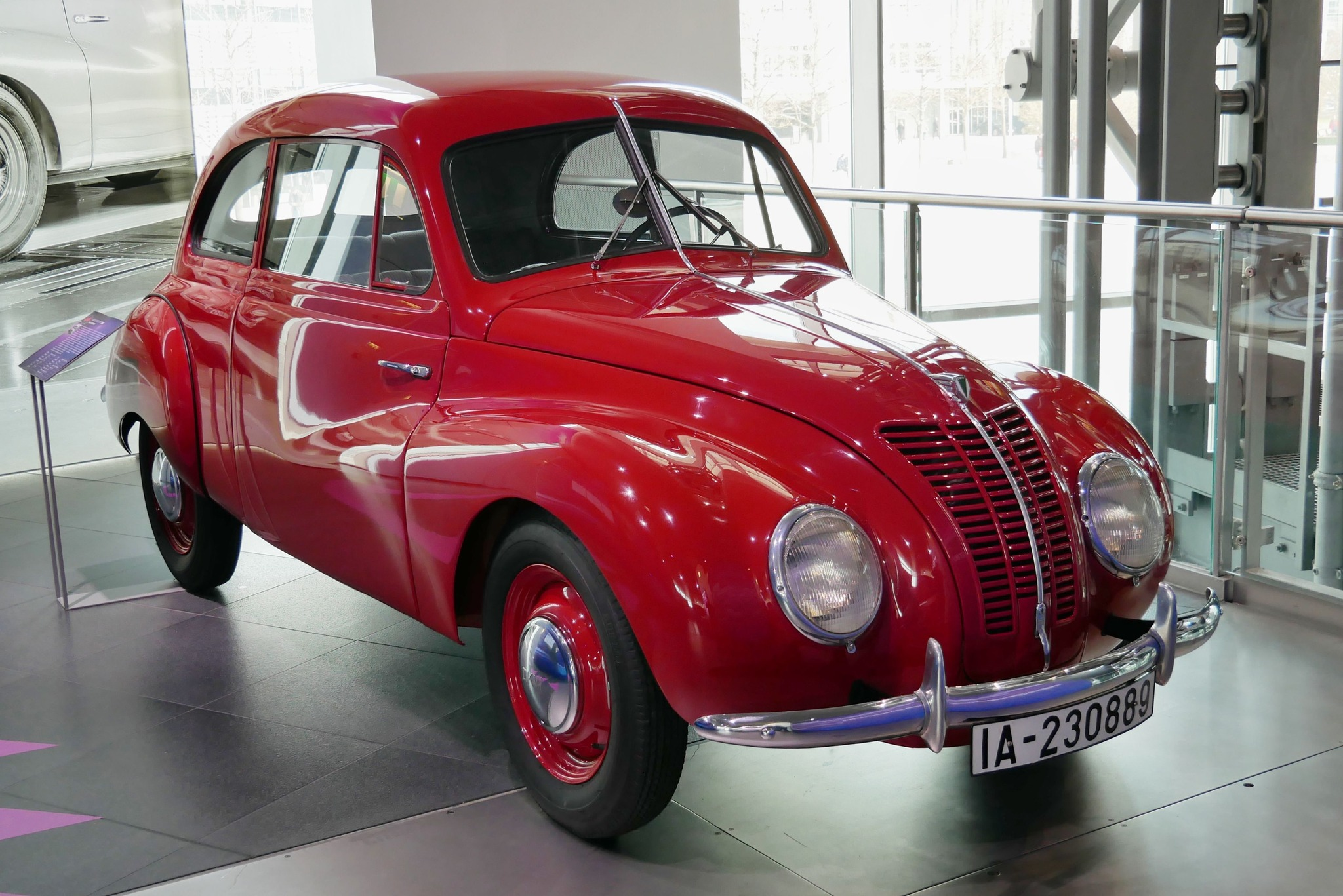
DKW F9, prototyp 1939

V dubnu 1932 doplnil nabídku mírně větší DKW F2 s přídomkem Meisterklasse („mistrovská třída“), s elegantnější delší karoserií a 584 cm³ motorem, který byl od března 1933 přepracován na vratné vyplachování. Aby lépe čelil zejména levné konkurenci Opel, byl počínaje květnem 1933 objem motoru zvětšen na 692 cm³. Původní objem zůstal levnějším modelům s jednodušší výbavou Reichsklasse („říšská, ale i postačující řada“). V celých třicátých letech patřily neustále vylepšované a zdokonalované malé levné vozy DKW F1-F8 s jednoduchými dvoudobými dvouválcovými motory bez ventilů k nejoblíbenějším a nejprodávanějším automobilům v Německu. I díky rychlé obměně vzdor nezměněnému označení vozů s 18 k 584 cm³ motory Reichsklasse a 20 k 692 cm³ Meisterklasse jakožto součásti úspěšné marketingové strategie podpořené nápaditým znázorněním bezpečné dřevěné konstrukce tak malých vozů. Jednotlivé generace používaly různé druhy podvozkových rámů za účelem nalezení provozně nejvhodnějšího. Snaha o získání vojenských zakázek byla pro vojenská provedení vozů DKW neúspěšná, Wehrmacht upřednostnil výkonnější a robustnější vozidla bez citlivých překližkových karosérii. V nacistických autoklubech ale přinejmenším naučily mnoho bojeschopných řídit. Konstrukce dřevěných karoserií neomezující dostatek materiálu na válečný průmysl dovolila snižující se výrobu vozů DKW udržet až do konce listopadu 1942, kdy hospodářství Německa přešlo na totální válku.

#### Spojení Audi, DKW, Horch a Wanderer v Auto Union
Závody, které patřily ke koncernu DWK se spolu s dceřinou společností Audi příchodem světové hospodářské krize v říjnu 1929 dostaly do napjaté finanční situace. Zmocněnec Saské státní banky Richard Bruhn společně s Rasmussenem vypracovali plán na záchranu před pádem do insolvence, propojení se společností Horch.
Fúzí Motorenwerke J.S.Ramussen, výrobce malých vozů a motocyklů DKW s hlavními továrnami ve Zschopau a Berlíně-Špandavě, společnostmi Audi ve Zwickau a Horch rovněž ze Zwickau vznikl koncern Auto Union sdružující všechny saské závody vyrábějící osobní automobily. Reorganizovaný restrukturalizovaný koncern převzal zadlužené firmy Audi a Horch, které dále existovaly jakožto samostatné značky, de facto však do něj byly po rozpuštění začleněny. Označovány byly Auto Union, závod Horch, resp. AU, závod Audi. Čtvrtou koncernovou značkou se stala automobilové divize Wanderer ze Schönau u Chemnitzu, jejíž moderní závod Siegmar koncern získal na základě kupních a leasingových smluv. S motory Horch zahrnujících mimo jiné dvanáctiválce do V byla uzavřena továrna na motory Rickenbacker.

Koncern AU byl úředně založen 29. června 1932 se zpětnou platností k 1. listopadu 1931 se sídlem v Chemnitzu. Správa zprvu sídlila v Zschopau v továrně DKW, v roce 1936 se přestěhovala do nákladně přestavěného sídla v Chemnitzu zakoupeného od malé továrny na jízdní kola Presto.

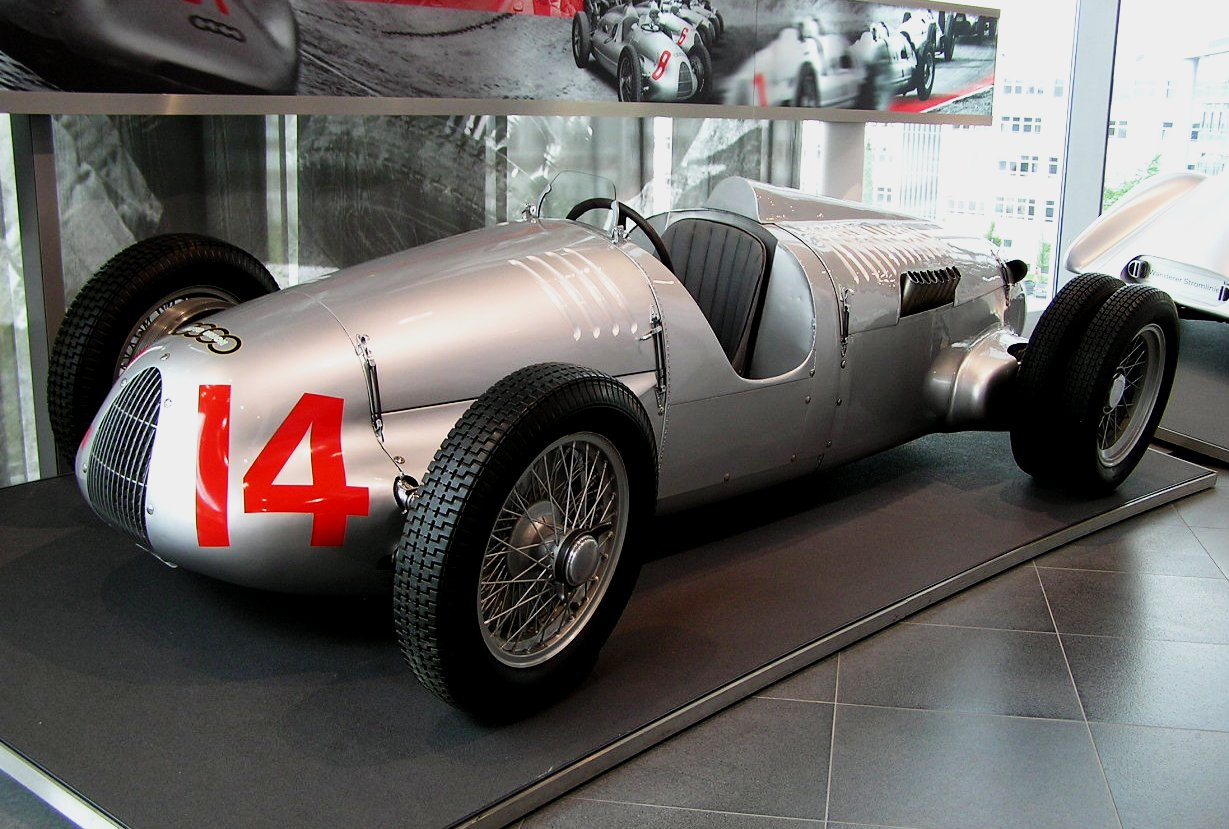
Auto Union V16, závodní vůz GP

V rámci Auto Union se prodávaly dál vozy pod původními značkami, každá měla vlastní oblast trhu a nekonkurovaly si. DKW působila v oblasti motocyklů a malých vozů, Wanderer vozů střední třídy, Audi v oblasti vyšší střední třídy a značka Horch vyráběla luxusní vozy nejvyšší třídy. Ocelovou karoserii modelu Wanderer W24 převzalo v roce 1937 zdokonalené DKW 4=8. Samostatnou značkou ze čtyř spojených kruhů byly opatřeny pouze závodní vozy Auto Union konstrukce Porsche s přeplňovanými motory V16 vzadu, které se v letech 1933-1939 úspěšně účastnily seriálu Grand Prix a vyráběl je závod Horch ve Zwickau. Od března 1934 přizdobily čtyři kruhy také znak na mřížce chladiče DKW. Nesmírně to pomohlo, i vážení obchodníci, kteří se DKW kdysi skoro vysmívali, jí najednou chtěli zastupovat.
Auto Union se značkami Audi, DKW, Horch a Wanderer byla před druhou světovou válkou po Opelu druhým největším německým výrobcem automobilů. Malé vozy DKW F1-F8 byly nejmasověji vyráběnými německými vozy třicátých let, ovšem také jediné, které koncernu přinášely zisk.
Rasmussen dostal díky iniciativě při spojení čtyř značek nejprve funkci předsedy správní rady Auto Union. Později ale vznikly neshody kvůli jeho plánu na osamostatnění jednotlivých závodů a jakmile to pravidla společnosti umožnila, byl v roce 1934 z funkce ve správní radě uvolněn a k 31. prosinci 1934 dostal výpověď. Po Rasmussenovi byl odvolán William Werner z funkce Technického ředitele Auto Union.

##### Zdokonalováním k pokročilé konkurenci
DKW v Německu rostla konkurence moderně řešených malých vozů Opel nebo Ford s čtyřválcovými čtyřdobými motory, případně i ocelovými samonosnými karoseriemi. Navíc se okázale připravoval masový národní „lidový vůz“ nižší střední třídy Volkswagen, z jehož zveřejněného popisu bylo zřejmé, že s celoocelovou karoserií a čtyřválcovým čtyřdobým motorem učiní malé DKW s dvouválcovými dvoudobými motory a dřevěnou karoserií zastaralé a neprodejné. Měl být rychlejší, prostornější i levnější než DKW F8. Pro Auto Union zcela závislou na prodejích DKW byl existenční hrozbou. Po představení 26. května 1938 se spořící knížkou pro jeho nákup prodej vozů DKW razantně klesl. Na jaro 1940 ale připravovalo do výroby modernější vůz nižší střední třídy DKW F9 aerodynamického tvaru podle návrhu předního odborníka v oboru Wunibalda Kamma. Uzpůsobilo mu i nezvyklou polohu chladiče až za motorem, který byl takto umístěn i u nástupců.
Větší DKW F9 s ocelovou karoserií potřeboval výkonnější motor, problémový z DKW 4=8 byl nevhodný. Na začátku prosince 1934 se ukázal nově koncipovaný tříválcový řadový dvoudobý motor na anglickém motocyklu Scott 3S. Jeden z pouze osmi vyrobených strojů této dříve velmi úspěšné motocyklové značky, která patřila mezi průkopníky uplatnění dvoudobých motorů zakoupila Auto Union a v roce 1939 představila DKW F9 s 896 cm³ 28 k motorem velmi podobným jeho konstrukci. Neobyčejně vydařený proudnicový vůz jehož vývoj začal v roce 1935 s ním dosahoval maximální rychlost 110 km/h. O 10 km/h víc než „lidový vůz“ přejmenovaný mezitím na KdF-Wagen. Vpředu podél uložený motor pohánějící přední kola přes kompaktní převodovku navrženou podobně jako u závodních vozů Auto Union V16 nesl obvodový rám. Elegantnější a bez středového tunelu prostornější DKW F9 s přídomkem „Hohe Klasse“ (vyšší třída) měl obsadit trh mezi KdF-Wagenem a dražšími vozy. Přípravy sériové výroby byly po vypuknutí druhé světové války v září 1939 německými úřady pozastaveny. O deset let později však působil stále moderně.

## Po roce 1945

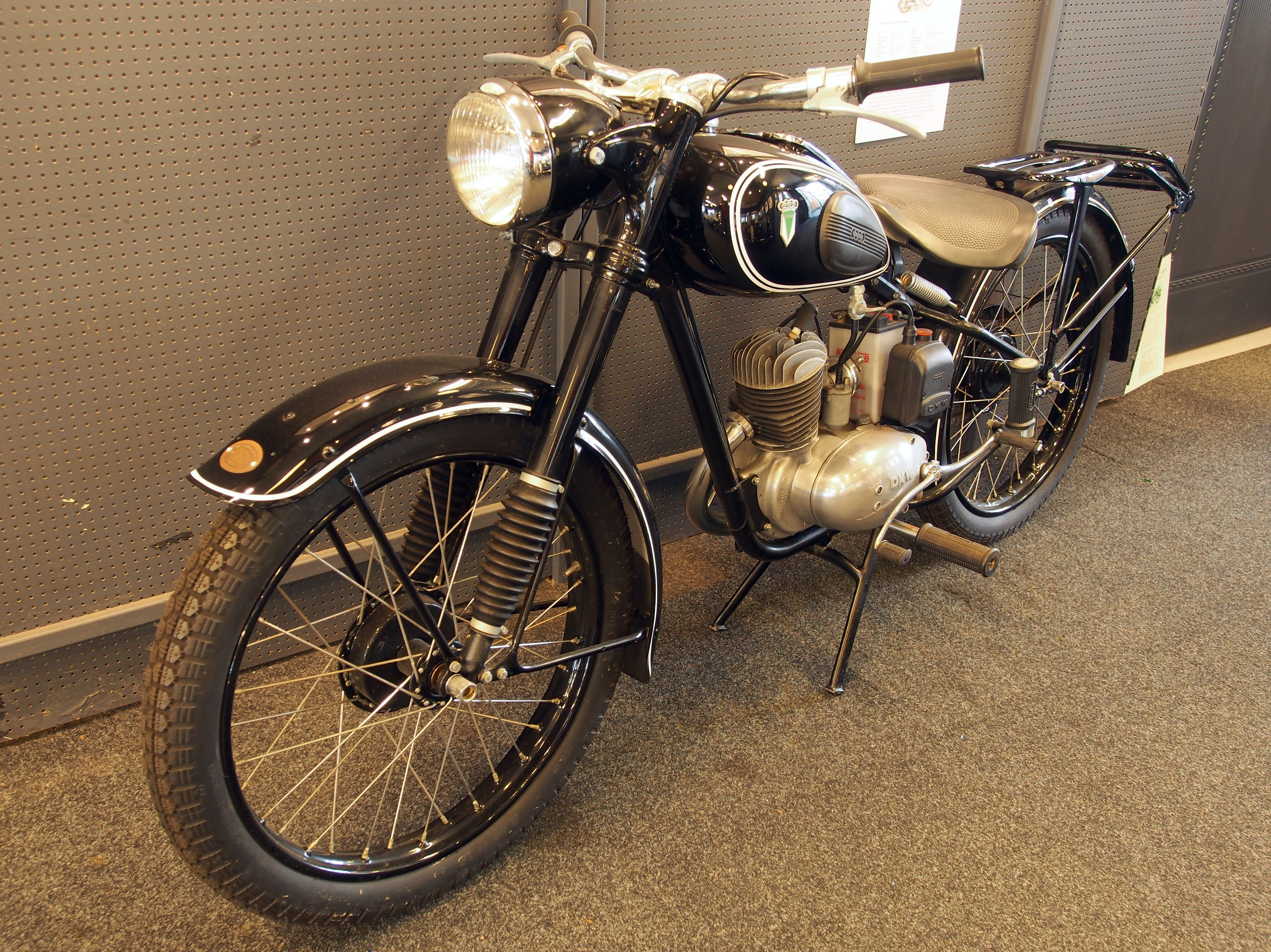
DKW RT 125W (1949–1957)

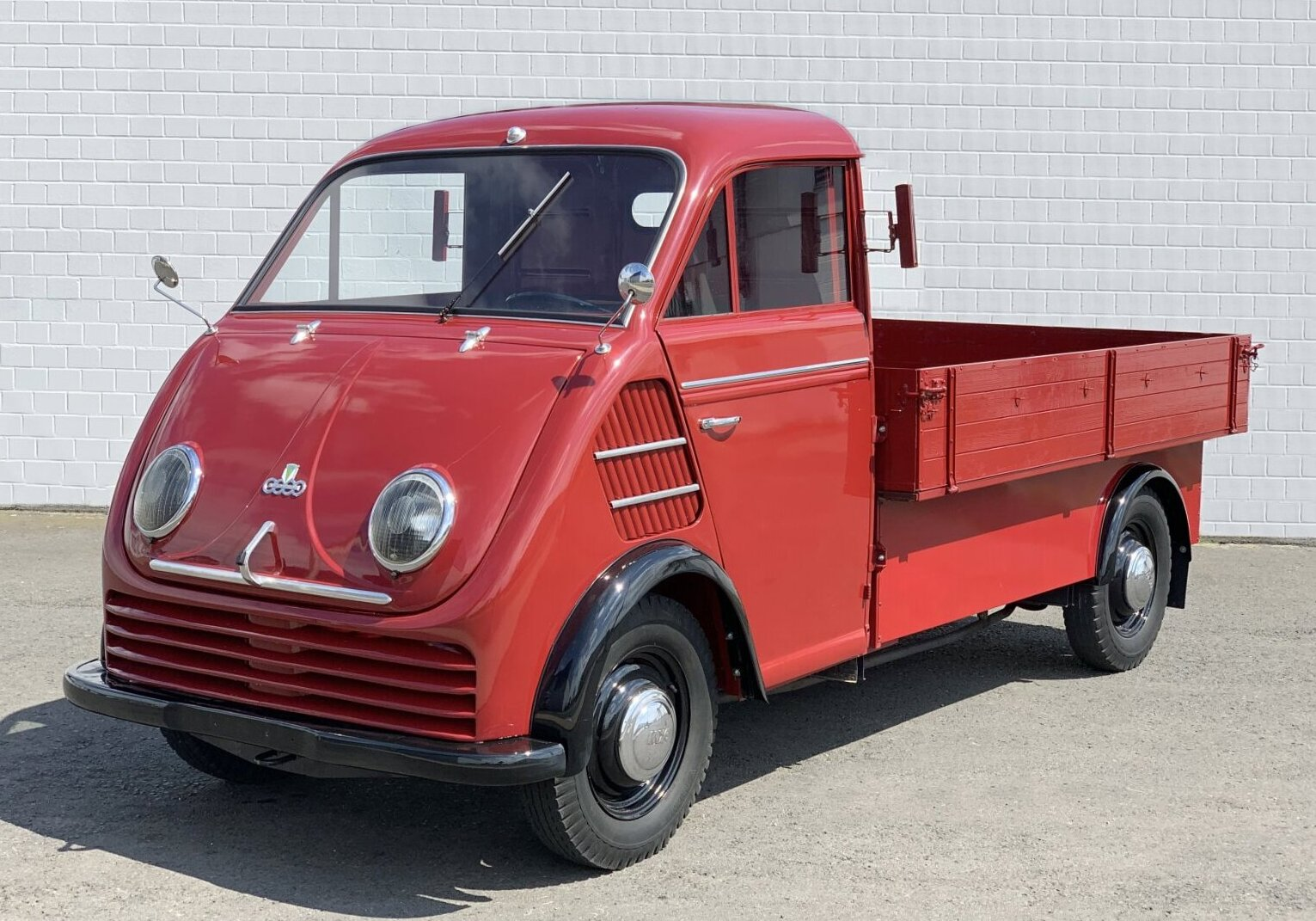
DKW Schnellaster (1949–1954)

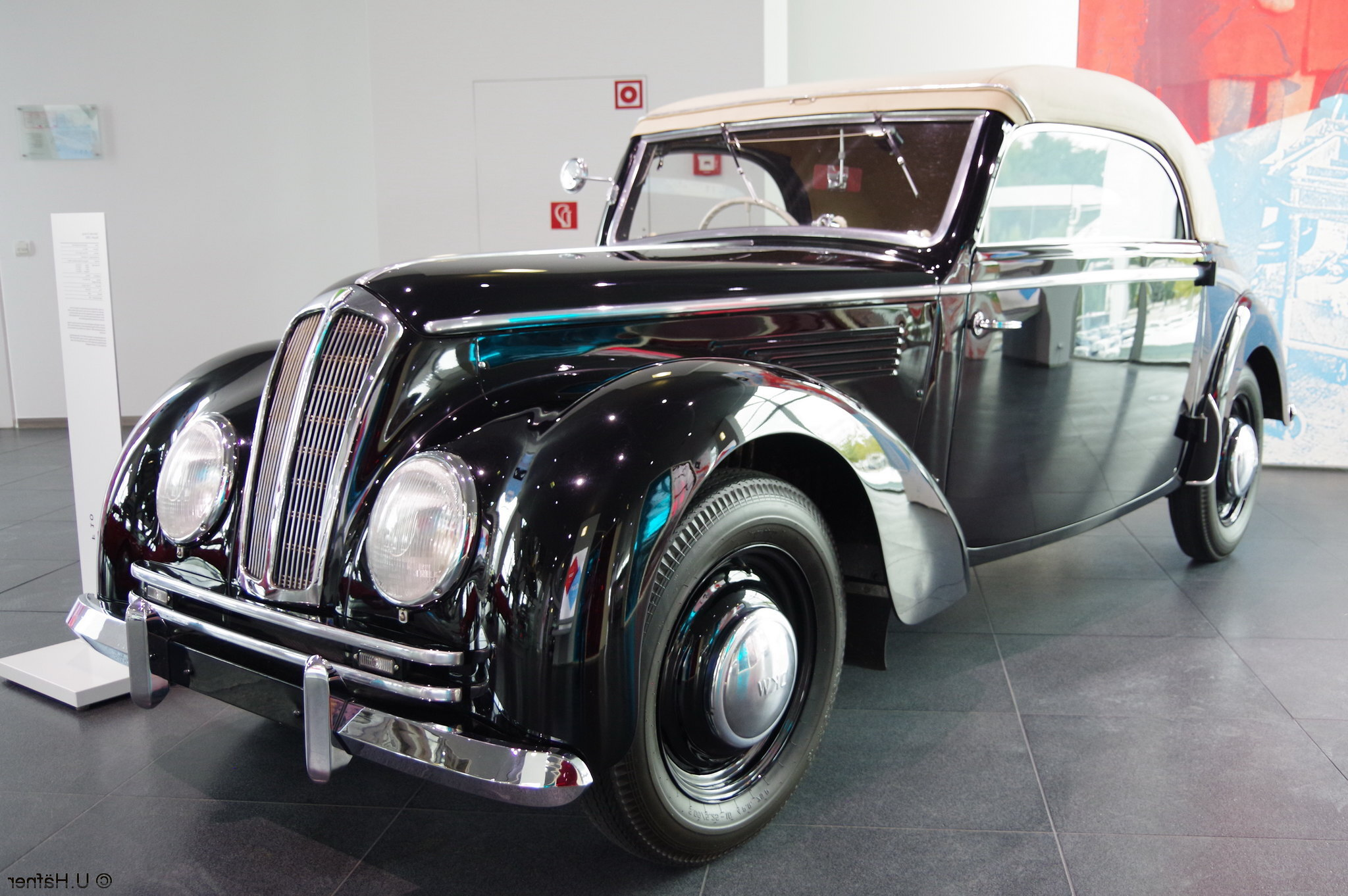
DKW F 10 (1949–1950)

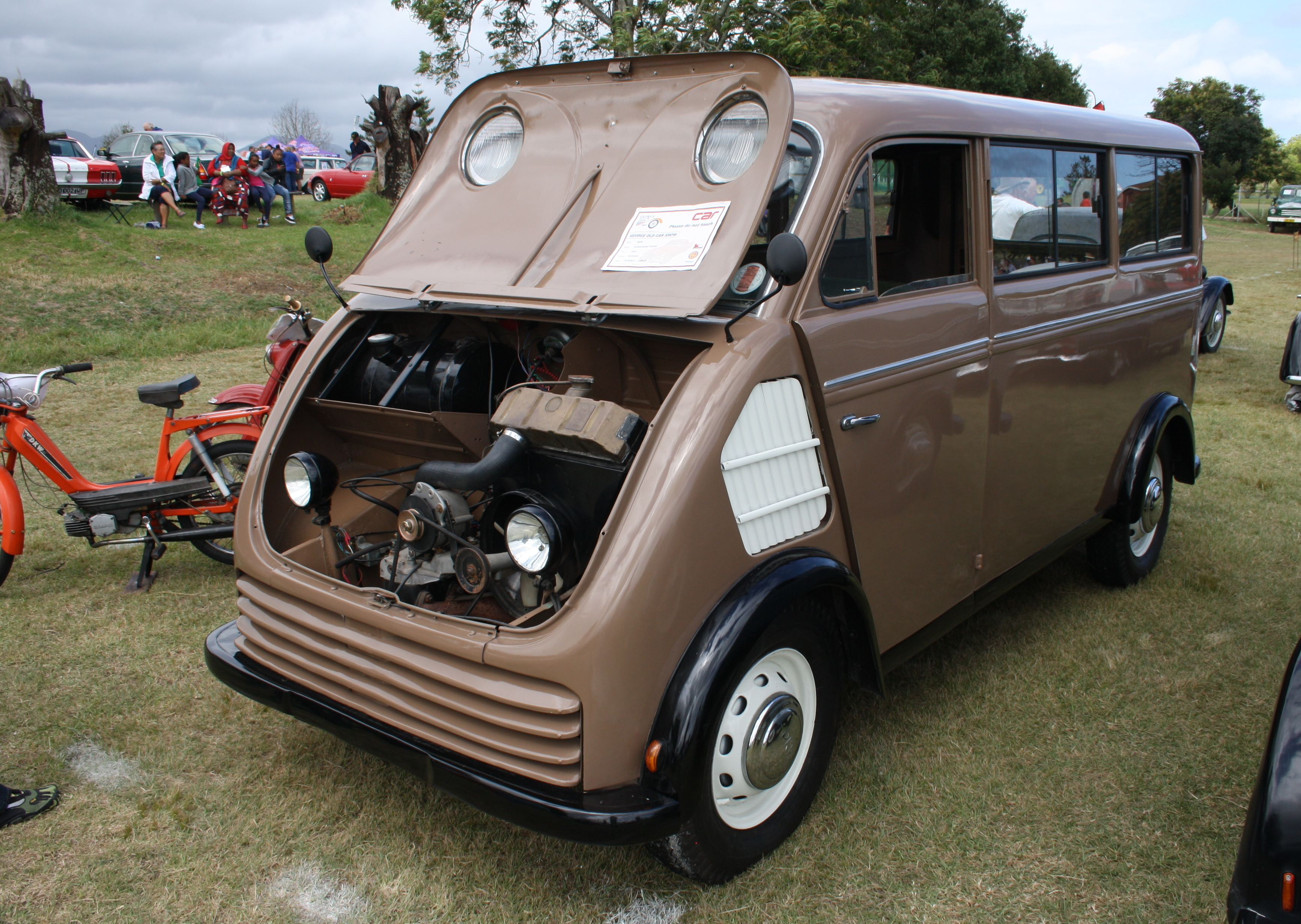
DKW Schnellaster 3 (1955–1962)

### Východní Německo
Na konci války se závodu ve Zschopau zmocnila sovětská vojska. Celá továrna byla rozebrána a převezena do Sovětského svazu, kde byla rekonstruována v Iževsku. Pokus o oživení továrny DKW dělnickým kolektivem roku 1946 ztroskotal. Zbytky továren byly sovětským vedením přeměněny na výrobu automobilů a motocyklů v rámci nového koncernu Industrieverband Fahrzeugbau (IFA). Provoz byl do roku 1951 označován jako IFA Werk-DKW. Znárodněná a přejmenovaná IFA si však nezajistila ochranná práva k opouštěným značkám a na požadavek západu muselo být označení DKW soudním rozhodnutím vypuštěno.
Výroba automobilů pokračovala od roku 1949. Vůz IFA F8 se vyráběl v továrně VEB Kraftfahrzeugwerk Audi Zwickau do roku 1955 a IFA F9 odpovídající prototypu DKW F9 do roku 1953. Pak byla výroba přeložena do závodu VEB Automobilwerk Eisenach (AWE) kvůli vývoji nové řady vozů AWZ P70 označené později Trabant. V továrně AWE následovala od roku 1956 výroba vozů Wartburg.
Továrna Zschopau rozběhla v květnu 1950 výrobu motocyklů IFA 125 dle předválečných plánů a v roce 1956 vytvořila motocyklovou značku MZ (Motorradwerk Zschopau).

### Západní Německo
Pro nevhodnost do těžké služby nezabavoval jednoduše konstruované vozy DKW natolik Wehrmacht. Po skončení války se jich jen na území okupovaném západními spojenci nacházelo značné množství a ve velké míře pomohly opětovné motorizaci země. I mimo Německo byl značný počet těchto vozů. V prosinci 1945 založilo bývalé vedení Auto Union, jež uprchlo na západ, sloučením nejrůznějších podniků DKW poskytujících opravárenské služby Centrální sklad náhradních dílů v Ingolstadtu pro zajištění nezbytných součástek. Výnosem Bavorské zemské vlády byl sklad 3. září 1949 přeregistrován na Auto Union, získal pomoc Marshallova plánu a zahájil výrobu levných vozů DKW pro zotavující se trh. Brzy byl posílen zklamanými techniky ze Zschopau.
Prvním typem vyráběným v Ingolstadtu byl nově zkonstruovaný malý užitkový DKW Schnellaster s vlastním žebřinovým rámem. Od července 1949 se dodával v provedení 3/4 t valník, dodávka, 8–9 místný mikrobus, sanitka, hasičský vůz, světově první MPV s až 7 místy označené kombi, velkoprostorový s nízkým spodkem a z něj vycházející otevřený přepravník dobytka nebo jen podvozek s kabinou řidiče pro speciální nástavby. Hnací skupina nad přední nápravou a koncepce blízká trambusu byly technickou novinkou. Pohon upraveným 20 k dvouválcovým 688 cm³ motorem osobních DKW uloženým vpředu napříč byl slabý. Od dubna 1954 se objem zvýšil na 792 cm³, výkon na 30 k, motor narovnal podél, převodovka přestěhovala za něj a k označení přidalo „Typ 30“. Od července 1955 se vyráběl s 32 k tříválcovým 896 cm³ motorem odvozeným z osobních DKW F 91 jakožto DKW Schnellaster Typ 3. Coby velmi potřebný vůz své doby se dobře prodával, obliba většího VW Transporteru jej oslabila. I dík nižší hraně nakládacího prostoru, který byl naprosto rovný nebo rozsáhlé přeměnitelnosti vnitřního prostoru se však vyráběl až do roku 1962.
Od října 1949 začala výroba motocyklů DKW RT 125W (W značí West, západ). Po vyčerpávající válce byly v poraženém rozvráceném Německu nové motocykly velmi potřebné, aby vhodně pomohly levné motorizaci. Dosavadní vozový park byl velmi vážně poškozen, mnohdy zničen nebo rozbit a zbytek opotřeben provozem na válečná náhražková paliva. Počátkem padesátých let se DKW úspěšně vrátila k motocyklovému sportu, při zákazu kompresorů od sezony 1951 však předválečné převahy nedosáhla.
Výroba typu Schnellaster poskytla nové díly, které se krátkodobě uplatnily na v malých počtech vyráběném DKW F10, sloužícím od prosince 1949 do srpna 1950 na udržení prodejců v zahraničí. Měl celoocelovou karoserii prodávanou karosárnou Baur už od prosince 1948 až do konce srpna 1952 jako  novodobou náhradu opotřebovaných překližkových karoserií na odolné kompletní podvozky F7 a F8.
V roce 1951 si Auto Union pronajala ocelárnu Rheinmetell-Borsig v Düsseldorfu, jejíž vybavení bylo v rámci reparací odvezeno a rozběhlo výrobu křížence pohonu typu F8 s aerodynamickou ocelovou karoserií prototypu F9. Spojení vystihovalo typové označení F89. Upravený dvouválcový 688 cm³ motor otočený o 180 stupňů byl umístěn před přední nápravou a měl zvýšený výkon z 20 k na 23 k. S motorem konstrukčně vycházejícím z DKW F2 z počátku 30. let se přesto směle měřil s 1131 cm³ 25 k Broukem. Výkonem a rychlostí na tom byly podobně. V tehdejším řídkém provozu měl DKW F89 znatelně nižší spotřebu. Minerální oleje čtyřdobých motorů se měnily po pár tisících km a spotřeba oleje dvoutakty tak nebyla závažně větší. Minimální údržba bez nutnosti výměny motorového oleje, oprav a složitého seřizování natožpak měnění ventilového rozvodu byla v době poválečného nedostatku výraznou předností. Dvoutaktní motor byl živý, snadno se vytáčel i bezpečně přetáčel a vyrovnával nižší točivý moment ve spodních otáčkách. Bez olejové náplně v klikové skříni se snadno startoval i v největších mrazech. Navzdory jim rychle dosahoval maximální výkon, jak se do všech mazacích míst okamžitě dostal nepoužitý čerstvý olej. Který nemohl ani příliš řídnout kvůli přehřátí a motor směl trvale podávat plný výkon. Byl i méně citlivý na pokles kvality paliva a hluk vzduchem chlazeného motoru VW byl také značný. F89 měl větší kufr, který se dal ještě zvětšit odstraněním zadní řady sedadel i lepší topení. Díky obrovským sumám, které státem ovládaný Volkswagen dokázal už tehdy vkládat do reklamy, ale mírně dražší DKW rychle předstihl a asi od roku 1955 nechal drtivě za sebou. Ne tak velká Auto Union nemohla diktátu cen konkurovat. Plán výroby menšího čtyřmístného čtyřdveřového vozu s levnější samonosnou karoserií moderního pontonového tvaru, který by byl cenově konkurenceschopný, nedokázala nevelká firma s mnoha nápady, ale málo prostředky uskutečnit.
V březnu 1953 ve výrobě následoval vůz nižší střední třídy DKW F91 poháněný konečně tříválcovým 896 cm³ dvoutaktním motorem se 34 k. Do značné míry odpovídal prototypu DKW F9 a od předchůdce nebo vozů IFA F9 se lišil vzhledově přepracovanou maskou chladiče. Prodával se s označením 3=6 přirovnávajícím jemnost chodu motoru čtyřdobému šestiválci. Se změnami a zlepšeními stál téměř tolik jako vozy střední třídy. Zásluhou vytříbené aerodynamiky a snadného vytáčení motoru je však dokázal překvapivě zdatně potrápit. Již v roce 1954 byla Auto Union čtvrtým největším výrobcem automobilů v Německu. V září 1955 nahradil DKW F91 o 10 cm širší DKW F93. Od září 1957 doplněný čtyřdveřovým sedanem střední třídy DKW F94 Limousine s navíc o 10 cm delším rozvorem rovným praktickému kombi DKW 94 Universal, které vystřídalo kombi DKW F89 Universal vyráběné už od října 1951 s ještě 5 cm delším rozvorem, ale stejnou délkou. Přesto kratší než proudnicově zakončení předci. Byly poměrně drahé, ale překvapivě prostorné a DKW těžila ze stále mimořádně dobrého významu předválečného období. Výkon motoru se zvýšil na 38–40 k a sedan DKW F94 otypovaný pro šest osob používali často taxikáři.
Po sérii vítězství lehkého výkonného DKW F91 na závodech evropských cestovních vozů a zvláště rallye v letech 1954–1955 se mezi lety 1956–1958 vyrobilo několik stovek atraktivních kupé DKW Monza s lehkou plastovou karoserií a technikou F93. Byly postaveny podle vozu, který vytvořil pět mezinárodních rychlostních rekordů na okruhu Monza v prosinci 1956. Výzkumu umělohmotných karoserií se DKW věnovala od roku 1936. Pokračovala v něm i v Ingolstadtu, neměla však prostředky na uvedení nového modelu.

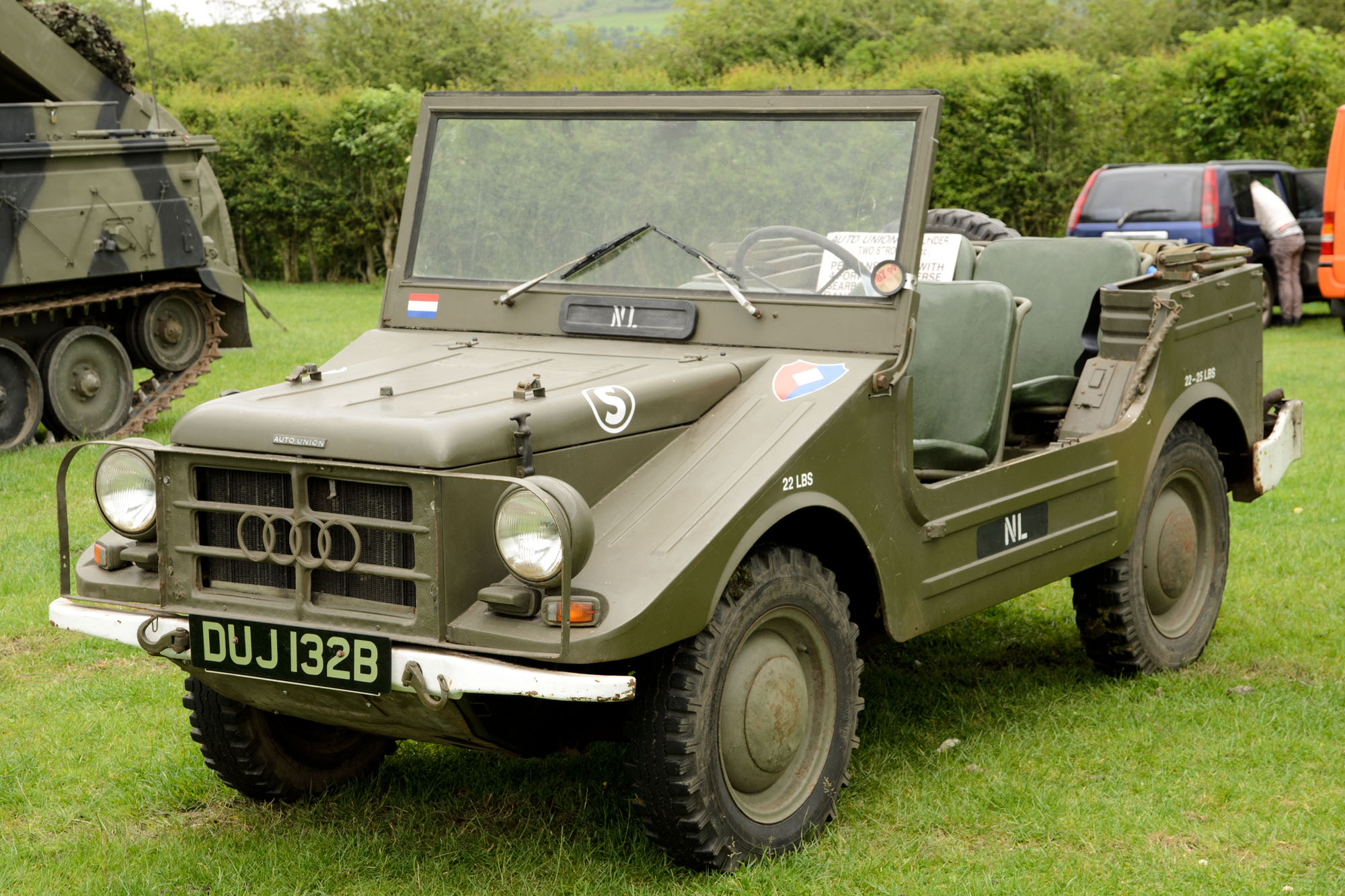
DKW Munga (1956–1968)

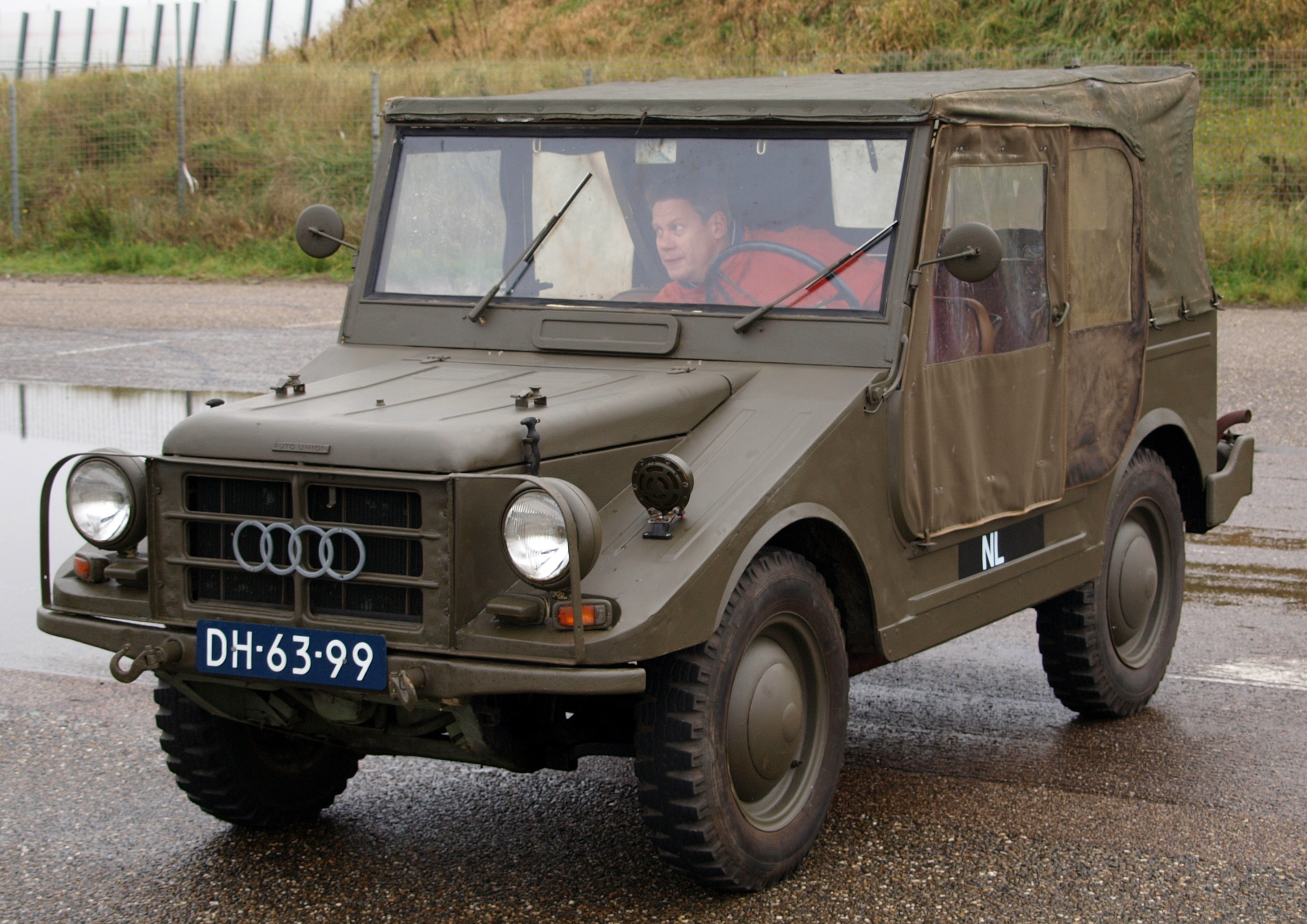
DKW Munga (1956–1968)

Od října 1956 vyráběla Auto Union pro Bundeswehr čtyřmístný průzkumný vůz DKW Munga (německý akronym víceúčelové univerzální terénní vozidlo s pohonem všech kol) nosnosti 0,25 t s tříválcovým dvoutaktním motorem 896 cm³. Nahrazoval válečná vozidla a motocykly s postranním vozíkem, pohon 4 × 4 používala už ve 30. letech některá vojenská vozidla Horch. Na podzim 1958 byl objem motoru zvýšen na 981 cm³ a zahájila se i výroba šestimístného provedení Munga 6 se dvěma lavicemi bokem ke směru jízdy vzadu. Přístupné byly skrz zadní sklopné čelo, čtyřmístnému se začalo říkat Munga 4. Od poloviny roku 1962 se zahájila také výroba osmimístného provedení Munga 8 s prodlouženým zadním převisem. Později se mungy uplatnily i v cizích armádách a mnohamístné nejvíce v zemědělství, myslivosti nebo lesnictví.

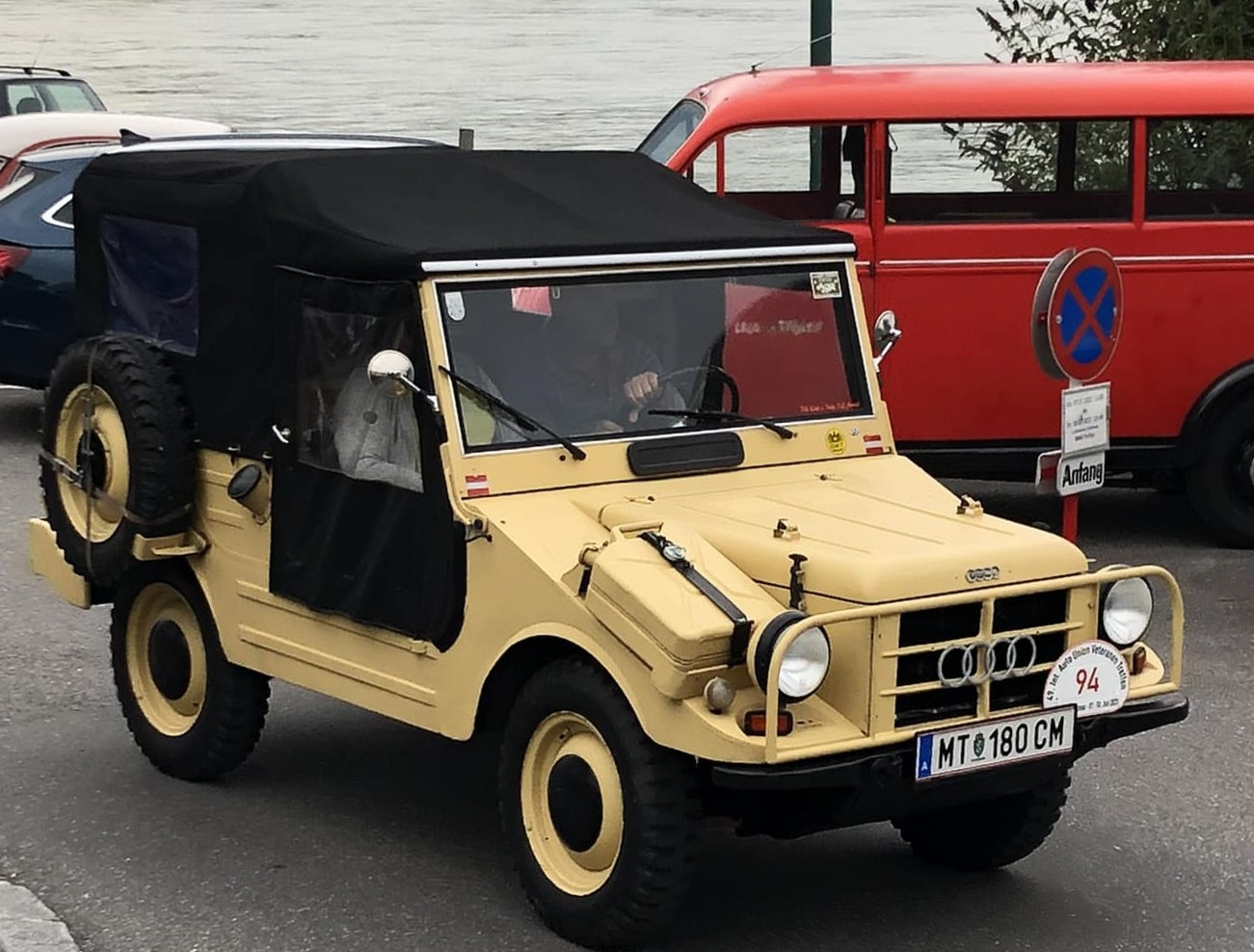
DKW Munga 6 (1958–1968)
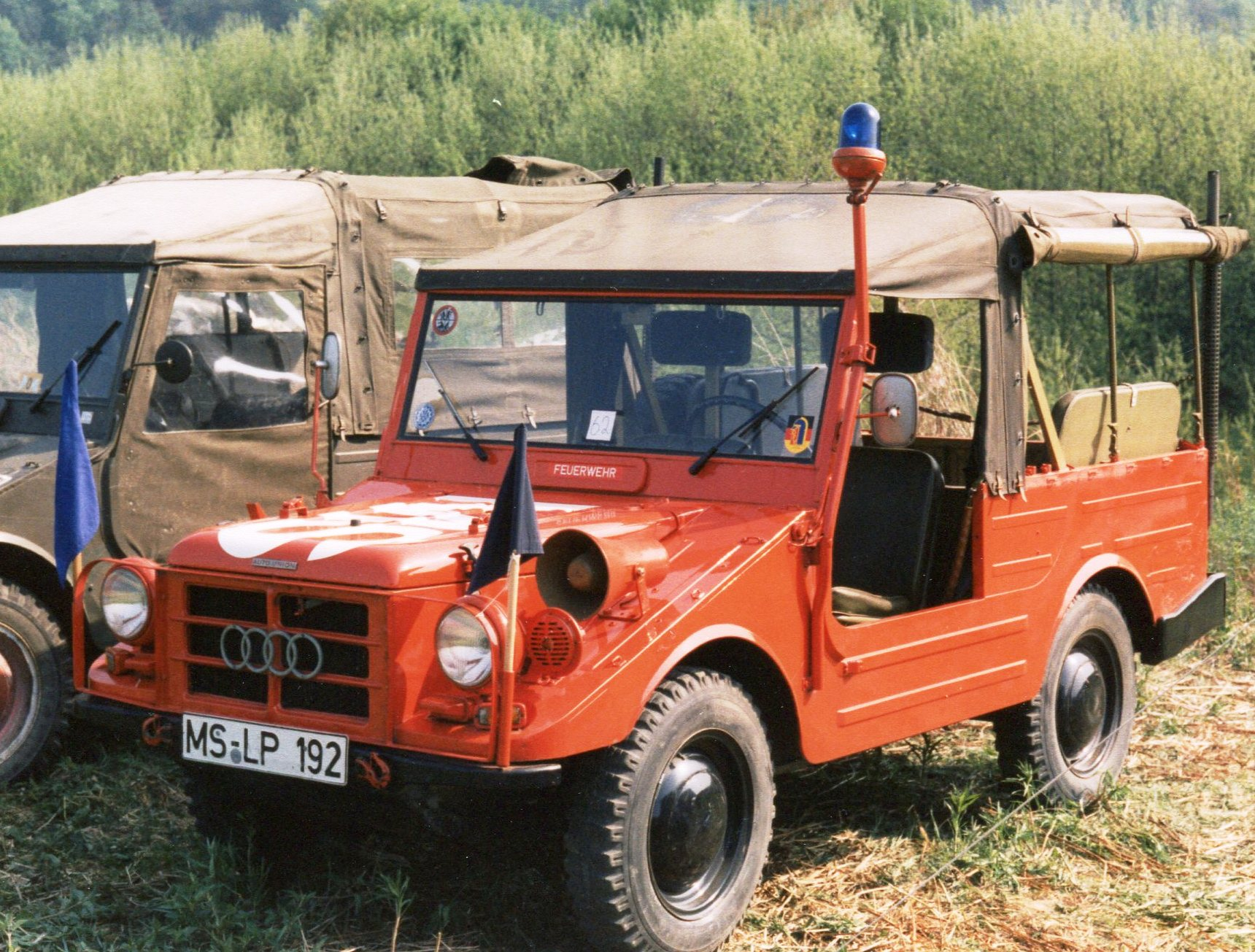
DKW Munga 8 (1962–1968), požární

Se vzrůstající kupní silou doprovázející hospodářský zázrak přestával zájem o motocykly a nastalo rozšíření jednoduchých, před povětrností lépe chráněných kabinových tříkolek Messerschmitt, Isetta nebo Heinkel a minivozů jako Fuldamobil, Lloyd, Goggomobil, Maico, Victoria  nebo Zündapp. DKW chystala už od roku 1951 z postoje největšího předválečného výrobce malých vozů také podobný minivůz. Zpočátku třímístný s odklopnou střechou. Upravený prototyp měl klasické dveře. Obtížná byla volba nejpřínosnějšího uspořádání s ohledem na užitečnost a nejvhodnější materiál včetně plastu, obzvláště při náhlé změně obsaditelnosti. Výsledný prototyp byl čtyřmístný. Zahájení možné výroby nového vozu STM s dvouválcovým dvoutaktním nuceně vzduchem chlazeným STacionárním Motorem rostoucího objemu z 400 na 500 cm³ s 15 a 20 k to však odsunulo až za předpokládané snížení zájmu kupujících. Obrovské množství vynaložených prostředků se promarnilo.
Přes úspěchy v motocyklovém sportu nedokázala prodejní kolaps celého odvětví začínající v roce 1956 odvrátit přirozeně ani DKW. Znamenal pro ni velký propad – až do roku 1954 táhla hlavní podnikání motocykly. Před vypuknutím krize měl v západním Německu každý čtvrtý přihlašovaný značku DKW, přestože výrobu stále používanějších skútrů zahájila velmi pozdě. Už na podzim 1956 zanikl motocyklový závodní tým DKW.
S výrobou automobilů zůstávala DKW v předválečném stínu. Jak pro omezení kapacit hlavního závodu v Düsseldorfu, tak pro rozdělení výroby mezi oddělené provozy a přepravu dílů do hlavních továren k montáži. Koncem 50. let byla přesto po značkách Volkswagen, Opel, Mercedes-Benz a Ford pátým největším výrobcem v Německu. S velkým náskokem před Lloydem, Borgwardem, NSU i BMW. Každým rokem ale prodávala méně a méně až na vozy Munga, které podle soupeřů vyhrály armádní soutěž jen aby přežila pokles zájmu o motocykly.

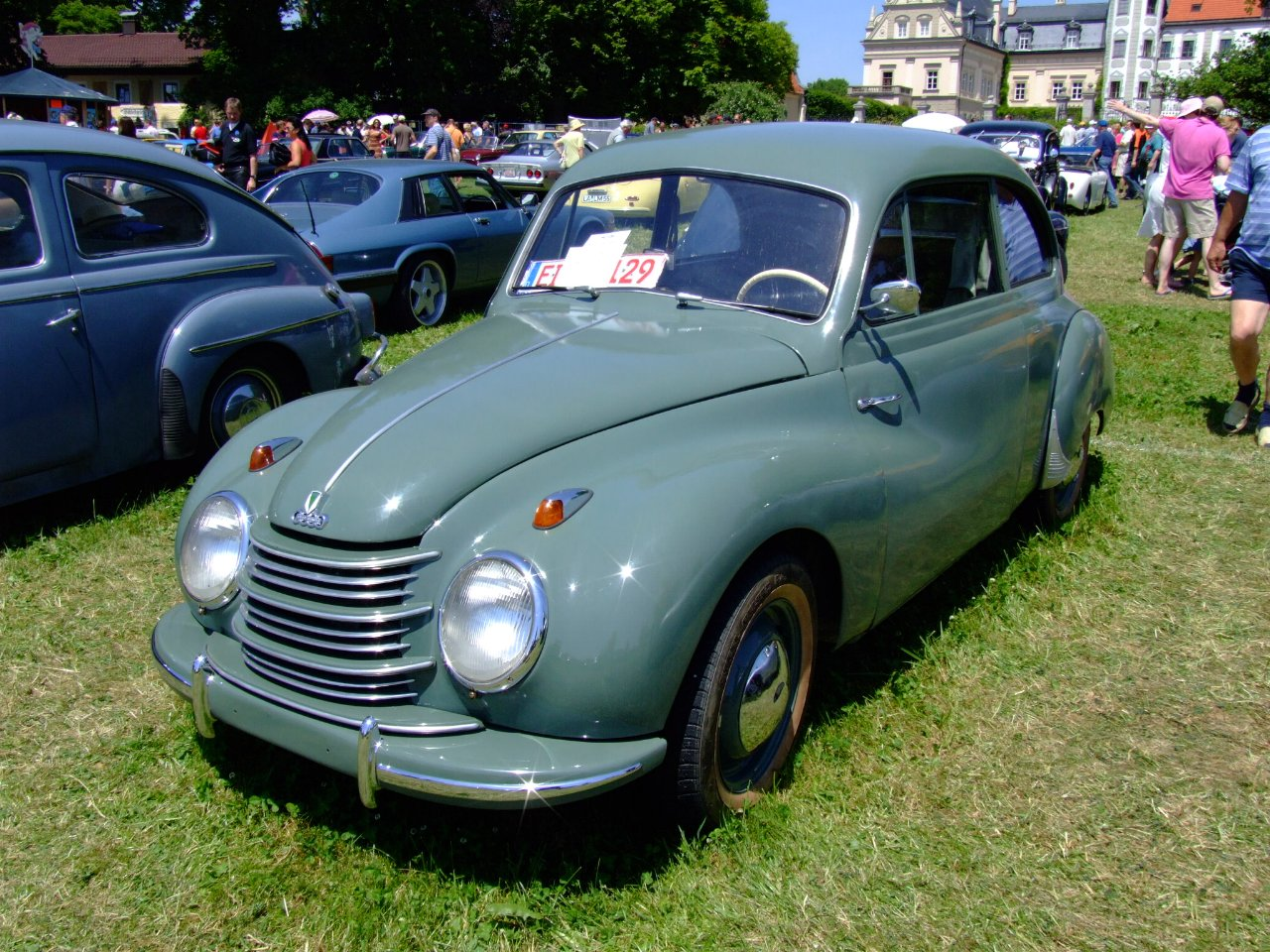
DKW F89 (1950–1954)
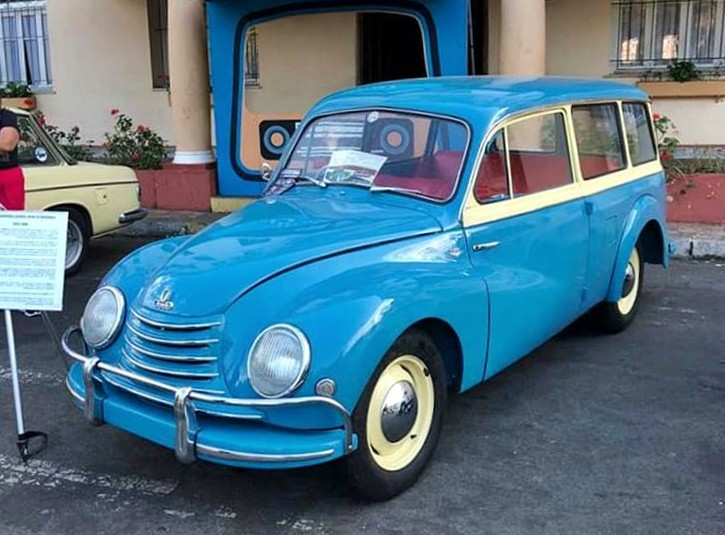
DKW F89 Universal (1951–1954)
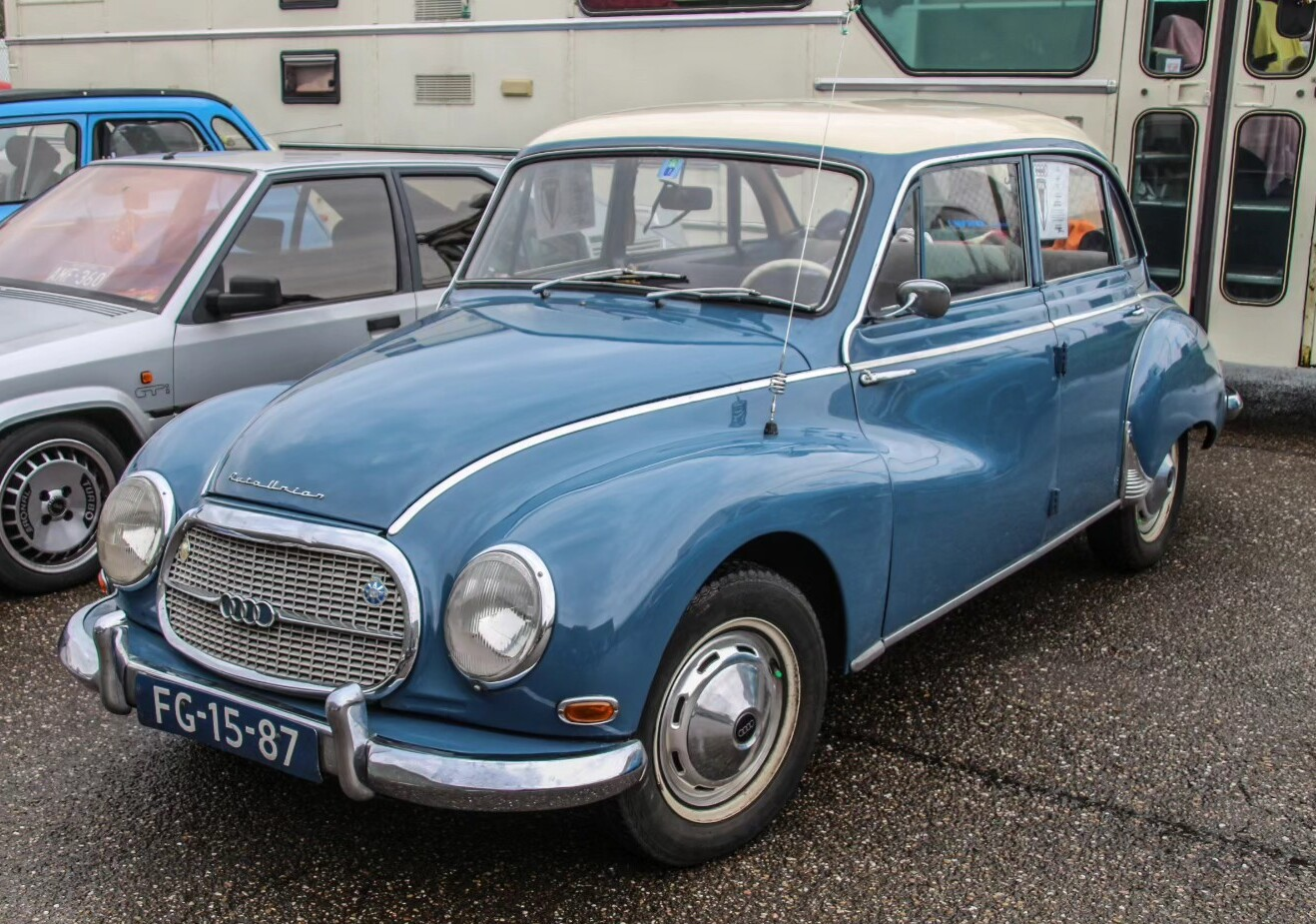
AU 1000 Limousine (1960–1963)
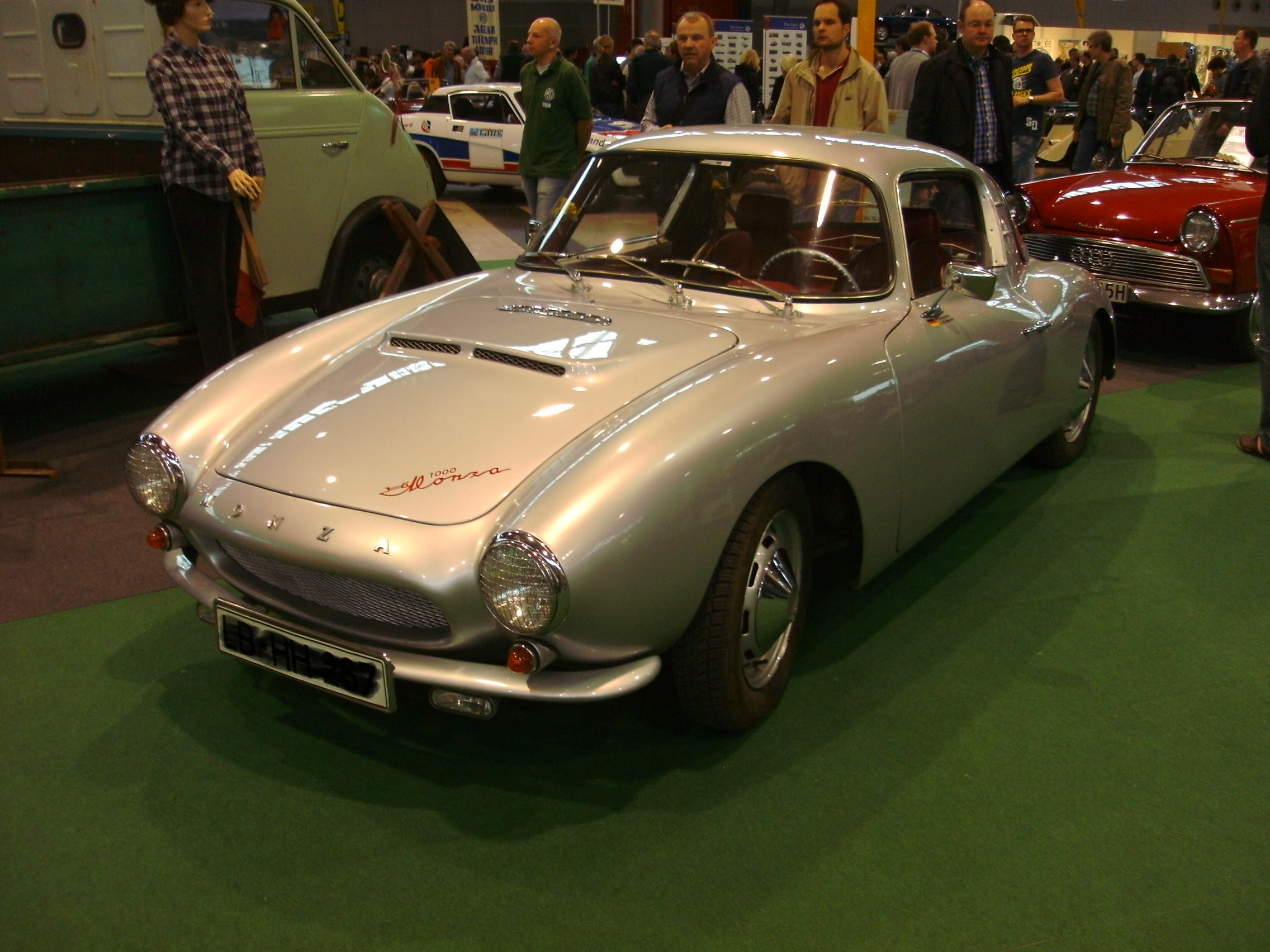
DKW Monza (1956–1958)
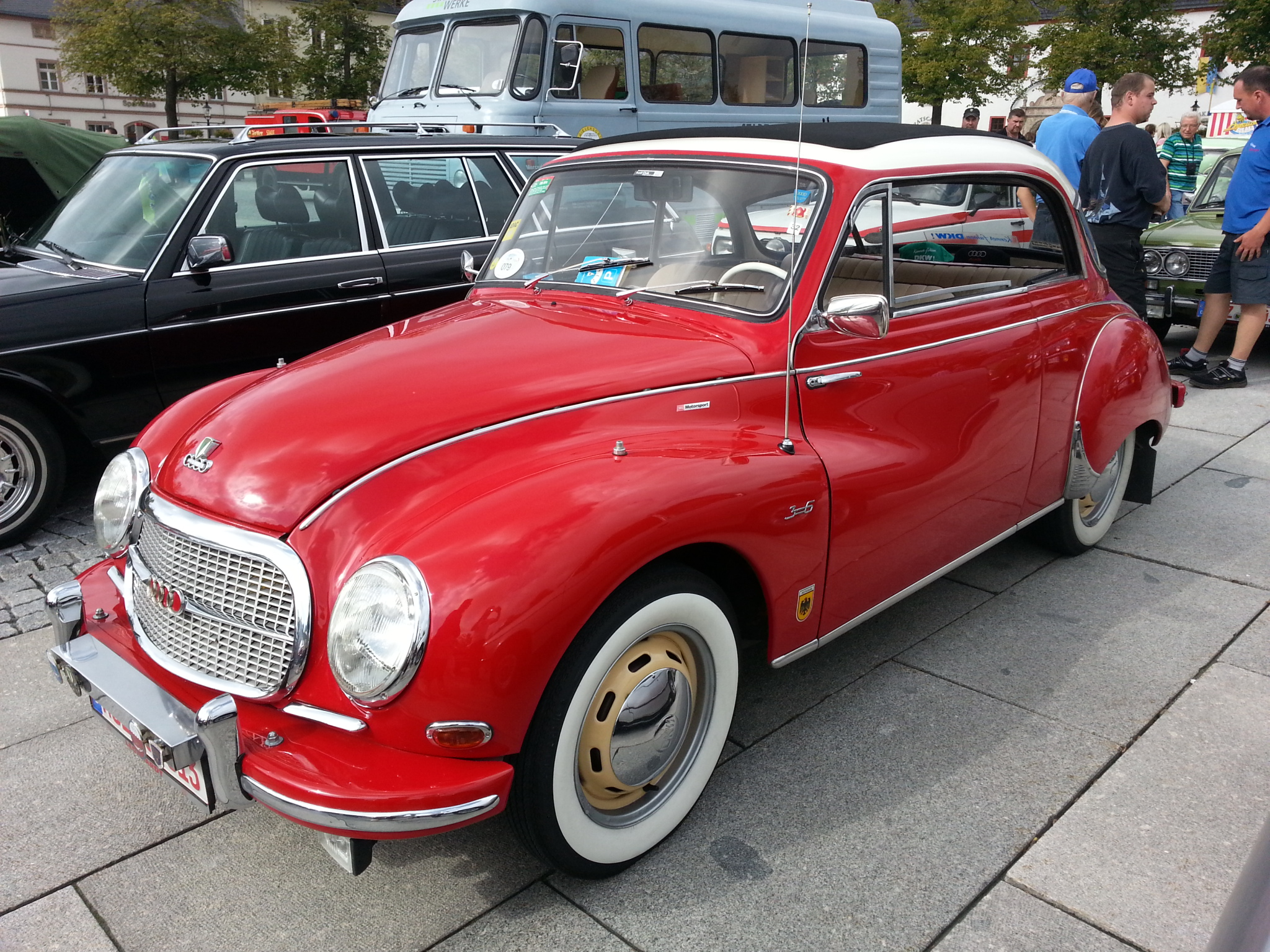
DKW F93 (1955–1958)
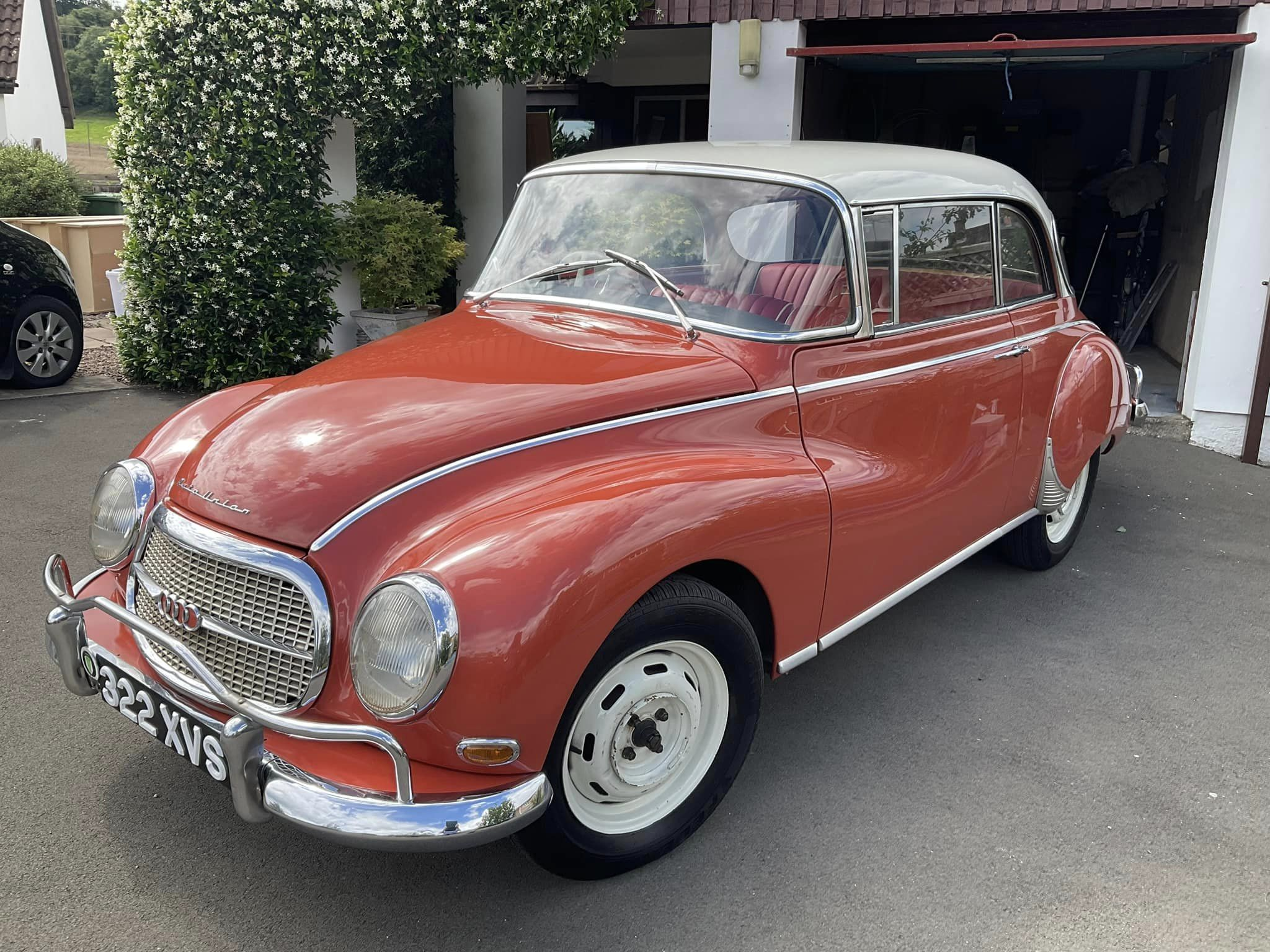
AU 1000S Coupé (1960–1963)
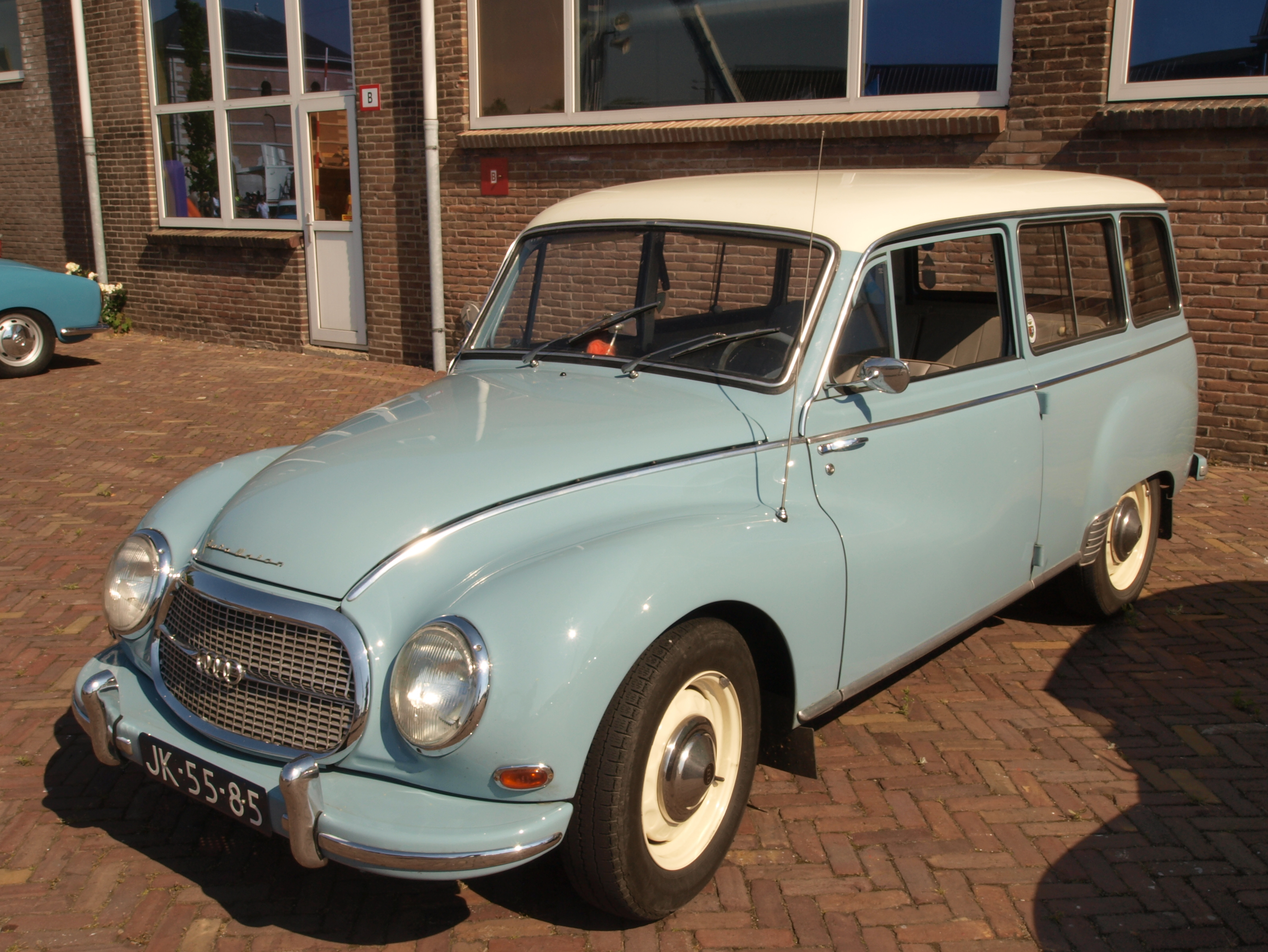
AU 1000 Universal (1959–1962)
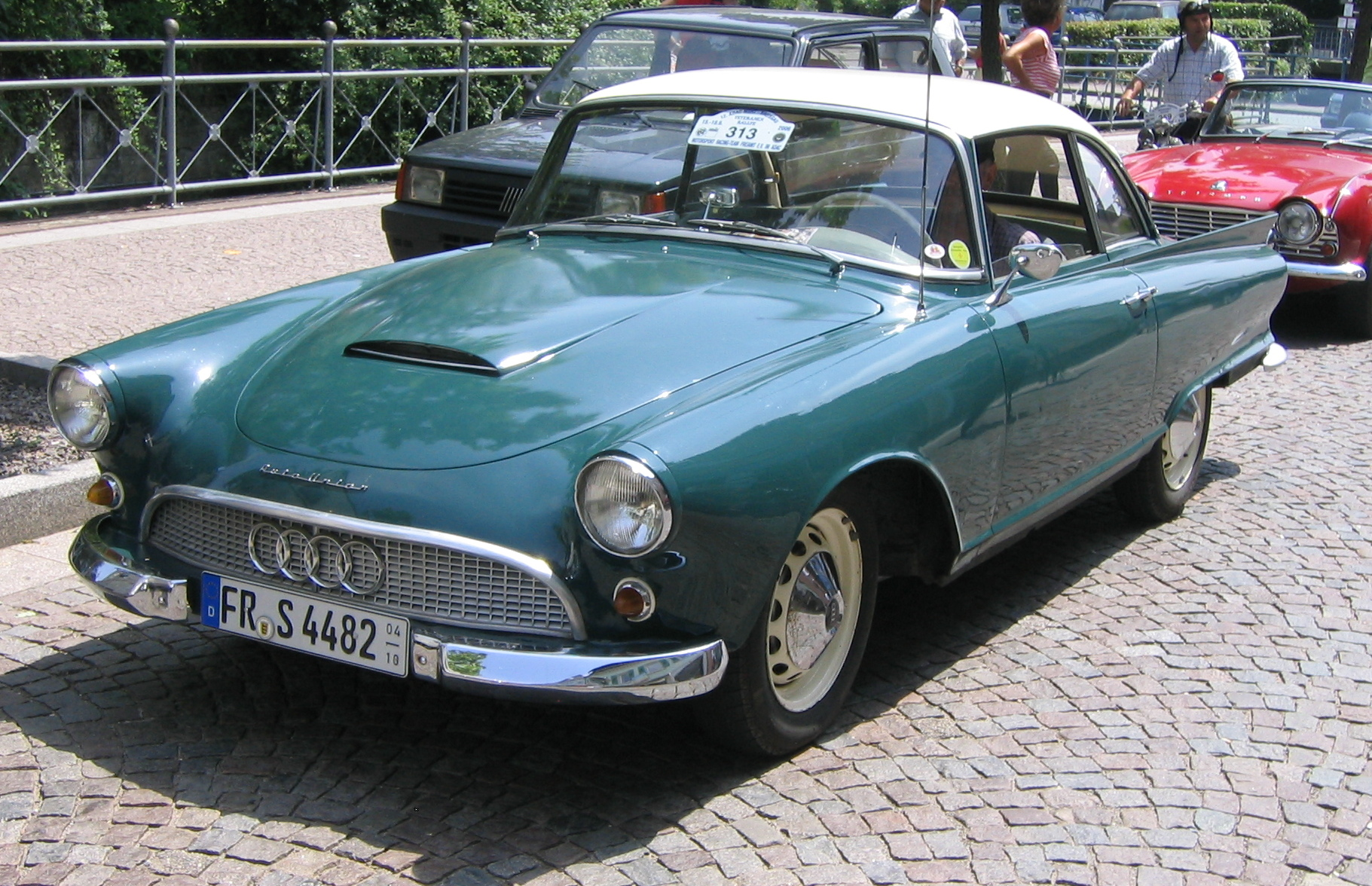
Auto-Union 1000 Sp (1958–1965)
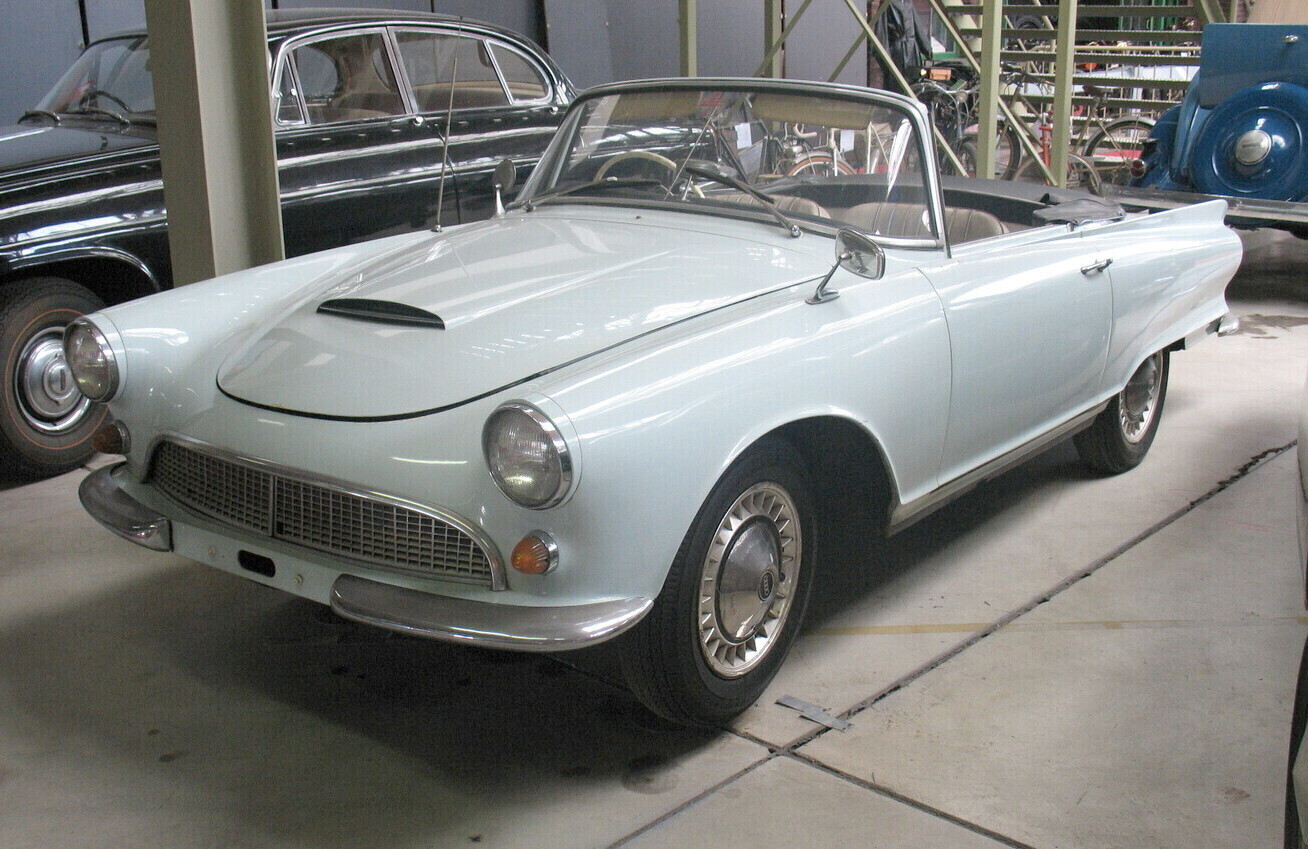
Roadster AU 1000 Sp (1958–1965)

#### Daimler-Benz
V dubnu 1958 získala kontrolní podíl Auto Union společnost Daimler-Benz zvažující návrat do prodejně sílící střední třídy tak, aby neohrozila pověst výrobce velkých důstojně působících vozů Mercedes-Benz. Zvláště ne při uvádění luxusního reprezentačního Mercedesu-Benz 600. Značka DKW mohla Mercedes vhodně doplnit aniž by ponížil modelové řady. Daimler-Benz zároveň převzal svého předválečného závodního soupeře. K převzetí nabádal ocelářský průmyslník Friedrich Flick s klíčovými podíly akcií od roku 1954 v Auto Union a od roku 1955 v Daimler‑Benz. Auto Union sice relativně dobře prospívala, vozy DKW zastaralé koncepce však budily proti moderní konkurenci vesměs s pontonovými samonosnými karoseriemi důvodné obavy o budoucnost.
O výrobu motocyklů neměl Daimler-Benz zájem a převedl ji Zweirad-Union, společnosti založené nově v Norimberku výrobci motocyklů Victoria a Express. Skomírající Zweirad-Union zhotovila při úpadku výroby jen nepatrný počet velkých RT 175 VS a RT 200 VS, na odbyt šly malé motocykly, mopedy a menší skútry. Prodejci neměli mnoho co nabízet a dožadovali se módního malého DKW 600 představeného už v září 1957 s 30 k dvouválcovým dvoutaktním motorem udaného objemu 660 cm³, který měl vzniknout odebráním válce vyvíjeného 981 cm³ tříválce. Prototyp vozu povstal z posledního návrhu původně miniautomobilu DKW. Při výrazném snížení prodeje stačil tak akorát na povzbuzení a udržení obchodní sítě doufající v návrat ziskové úrovně.
Odpovědí na velice kladné upoutání veřejnosti prototypem bylo v očekávání značné výroby postavení nové továrny na kraji Ingolstadtu – s bankovní zárukou Bavorska. DKW do ní soustředila výrobu osobních vozů. A vyvinula 34 k tříválcový 741 cm³ motor s vyváženějším chodem, aby vyhovoval rostoucím požadavkům zákazníků. S opožděním se vůz s nově zkonstruovanou ocelovou karoserií, motorem vpředu podél a pohonem předních kol začal prodávat až od srpna 1959. Měl nahradit předválečná malá DKW. Líbivá pontonová karoserie amerického stylu byla na podvozku s obvodovým rámem. Vedle předpokládaného názvu DKW 750 získal jméno Junior. Zapadl do mezery mezi malými vozy NSU Prinz, Glas, BMW 700, Borgward Arabella/Lloyd 900 a nižší střední třídou přeplněnou Broukem. Oproti němu měl prostornější a mnohem lépe vytápěný interiér, zároveň větší a nedělený zavazadlový prostor. Byl sice mírně dražší, v Německu ovšem nejprodávanější ve třídě do 850 cm³ několik let.
Prostorností a cenou byl těsně pod vozem nižší střední třídy Auto Union 1000, který už od ledna 1958 nahradil DKW F93 a F94. Bez zkratky DKW s osamělým v cizině známějším pojmenováním Auto Union, pod kterým velmi úspěšně závodily vozy Grand Prix před válkou. AU 1000 s dvoutaktním 44 k tříválcovým 981 cm³ motorem se zvětšeným vrtáním stále vycházel z DKW F9. Zejména karoserie s nostalgickou příchutí aerodynamiky 30. let na rámovém podvozku. Prošel však výraznými úpravami cílenými k náročnějším žádajícím styl a výkon. Viditelné byly především v interiéru, třeba rychloměr s vodorovnou stupnicí, tzv. lékařský teploměr, který se pak objevil i na Mercedesu-Benz W 110 (přezdívaném malá ploutev) nebo lepší vybavení.
Vstupu na severoamerický trh, kde se velmi dobře prodával podobně tvarem okouzlující VW Brouk, napomáhala tvorba palivové směsi DKW Shell Mixer intenzivně promíchávající olej s benzínem tankováním přes sítko nádržky v benzínové nádrži. Řešení vyvinuté ve spolupráci s německou odnoží Shell omezilo snížením množství přidávaného oleje podivný zápach a namodralý kouř výfuku. Pokročilý vývoj omezil i hluk a prospěl plynulosti volnoběhu. Navíc motor, kde se pohybuje pouze sedm částí: tři písty, tři ojnice a klika měl svou nenáročností prosté Američany lákat. Rozsáhlá reklamní kampaň srovnávající je jako levné, výkonné, sportovní a ekonomické se čtyřdobými šestiválci byla ale marnivě nákladná. Na odlišný styl jízdy s dvoutaktním motorem nebyli tamní řidiči zvyklí. A pokud chtěli nenákladný vůz, už byli zvyklí na levnější VW. Odbyt v rozsáhlé síti prodejců Studebaker nabízející i značku Mercedes-Benz, která se tam snažila toužebně více rozšířit nesplnil očekávání. I přes módní panoramatické čelní sklo dvoudveřových AU 1000 nebo výkonnější 50 k motor od srpna 1959 a spojování se značkou Mercedes.
Mladým, kteří vozy měli kupovat, značka Auto Union mnoho neříkala. Více si je pokusila získat soudobým americkým stylem – karosárna Baur pro ni v letech 1958–1965 na základě AU 1000 postavila 5000 elegantních dvoumístných speciálních sportovních roadsterů a 1640 kupé AU 1000 Sp s 55 k inspirovaných Fordem Thunderbird. Neuspěly však na žádném trhu. Američané neměli zájem o svérázný poddimenzovaný sportovní vůz a Evropané nechtěli platit sumu sportovního vozu za něco považovaného za levnější značku.

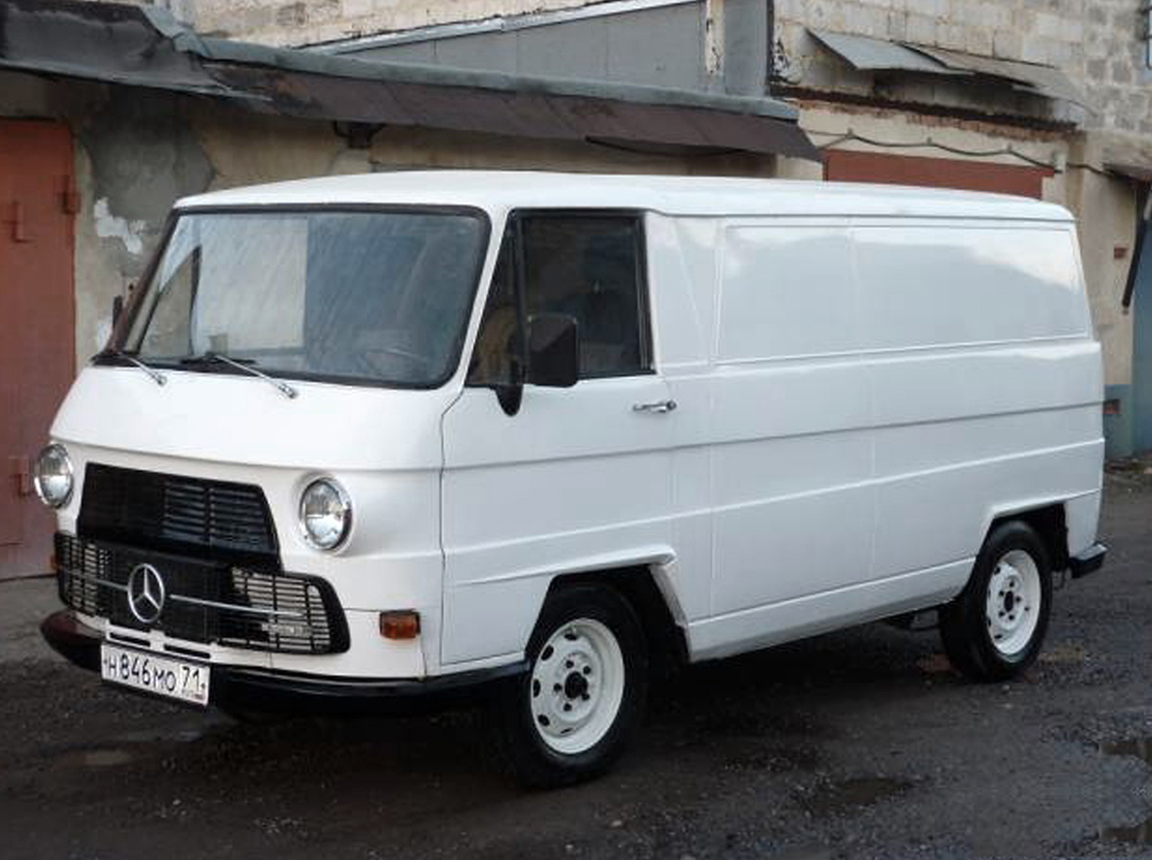
Mercedes-Benz N1300 stylisticky a konstrukčně totožný s DKW F1000 L

Výroba typu Schnellaster skončila v únoru 1962, nemohl obstát zesílené konkurenci VW Transporter. V říjnu 1963 se představil nástupce, DKW F 1000 L s 981 cm³ tříválcem o užitečné hmotnosti 1 t, vyvinutý a vyráběný ve Španělsku.
V lednu 1963 nahradil DKW F12 s novým 889 cm³ motorem se 40 k typ Junior, vlastně mírně vylepšený Junior de Luxe, který se s 796 cm³ motorem se 34 k prodával od července 1961 s promícháváním benzínu a oleje DKW Shell Mixer. Běžný DKW Junior byl od srpna 1963 nahrazen DKW F11 s motorem Junior de Luxe. S modernější karoserií bez svažující se střechy nepřipomínaly kupé, spíše Fiat 1100 D a nabízely více prostoru vzadu nad hlavou. I dostatek místa pro čtyři dospělé muže díky prodloužení rozvoru a širší zadní lavici. Zastaralý vzhled už v době představení, přibývající konkurence a zvyšující se odpor k dvoutaktním motorům však způsobily, že ani návrat ke známějšímu označení Fx nepomohl a citelně klesající prodej nezvýšil. DKW F12 a F11 nedosáhly ani poměrně dobrého odbytu DKW Junior a přestaly se vyrábět koncem dubna 1965, jakkoli v listopadu 1964 nabídku rozšířil i DKW F12 s čerpadlem chladicí kapaliny a 45 k.

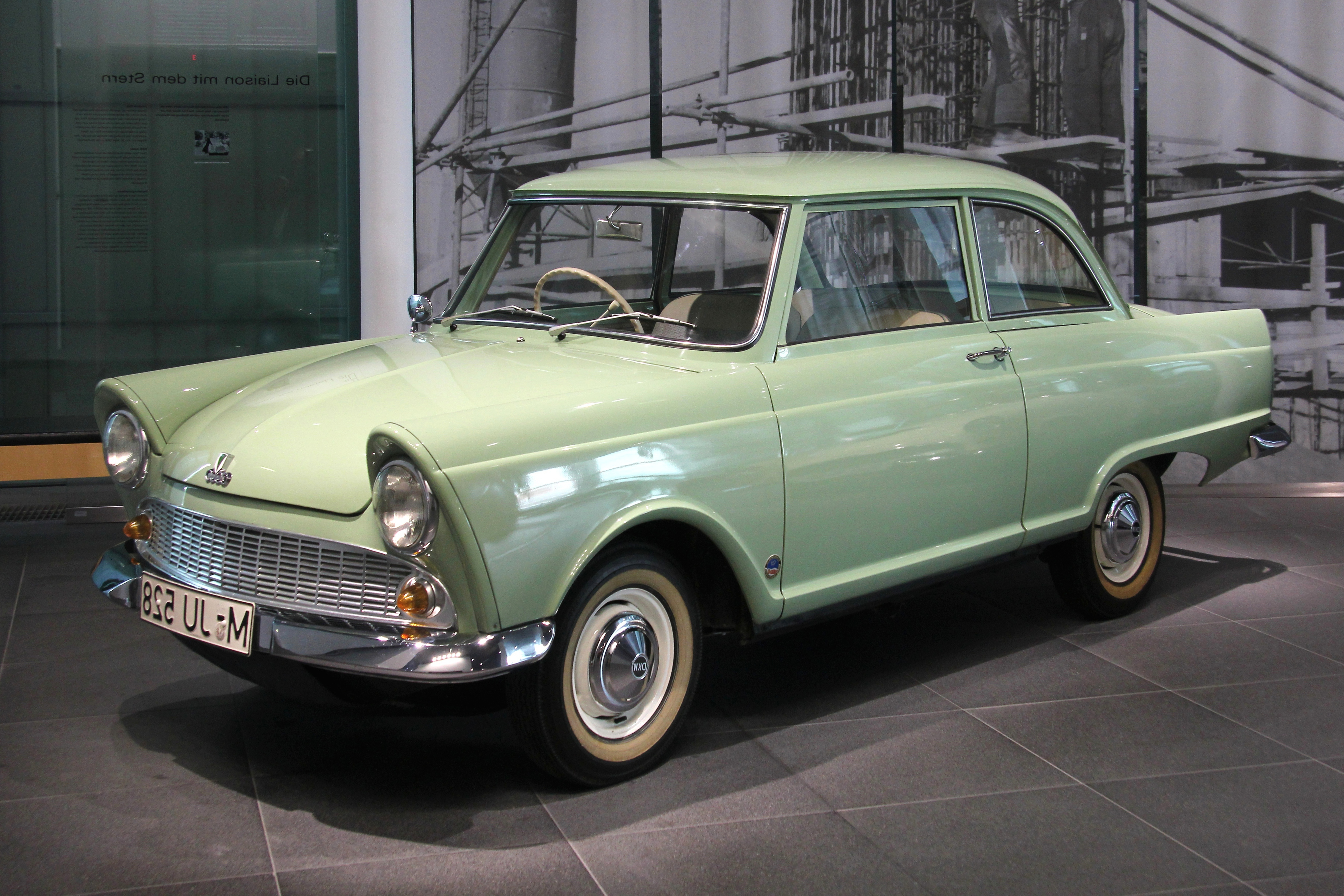
DKW Junior (1959–1963)
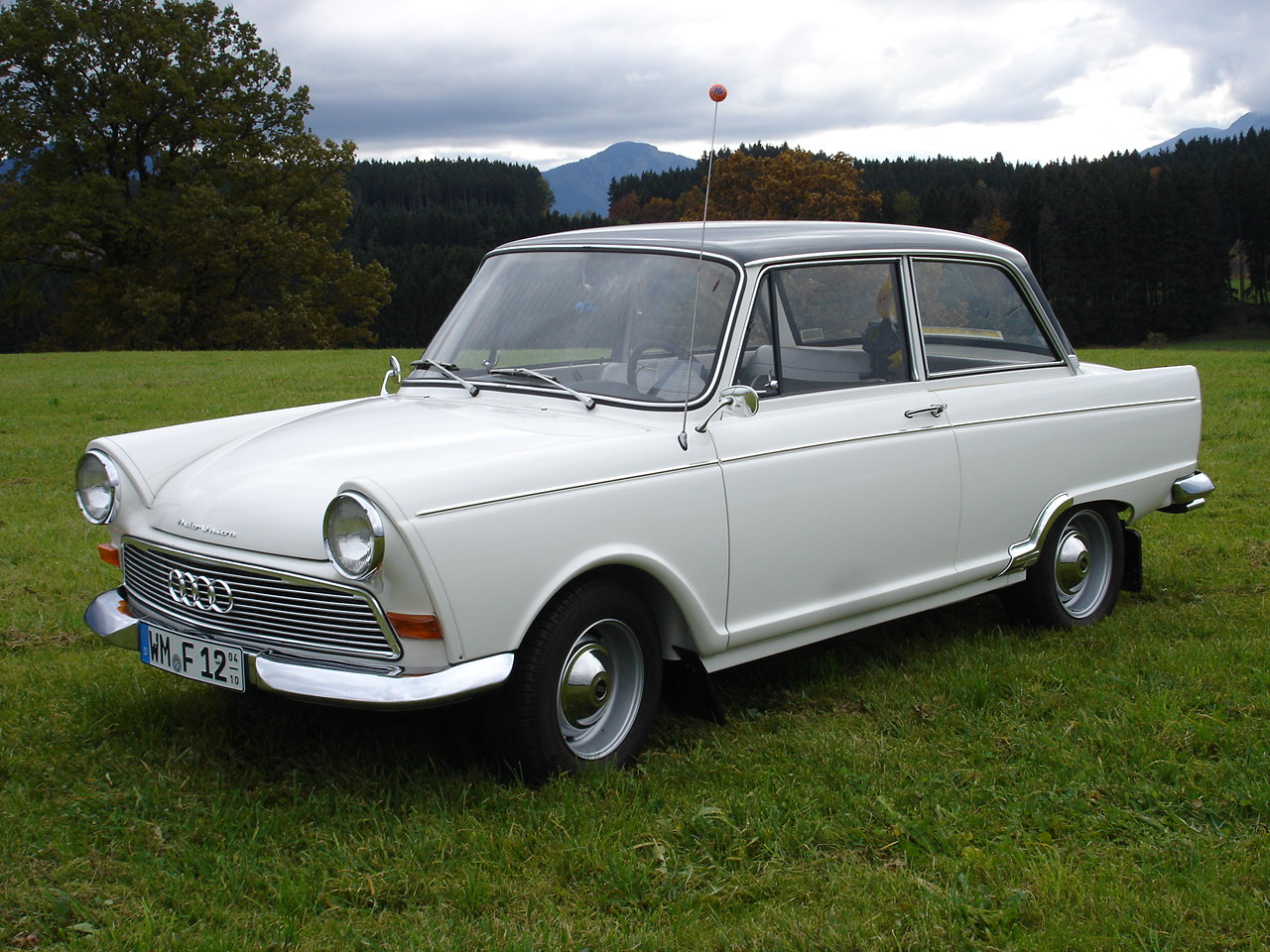
DKW F12 (1963–1965)

##### Poslední DKW
Výroba AU 1000 skončila v červenci 1963 – téměř 25 let po odhalení vzorového prototypu DKW F9. Náhrada, aktuálně vyhlížející model střední třídy se samonosnou karoserií příhodnější rozsáhlé sériové výrobě nesl opět znak DKW. Soudobě elegantní „velký DKW 1,2l" s pohonem předních kol, jenž krátce před uvedením získal kód F102 byl povznášen strhujícím zveličením „Vzorec pokroku“. Prostorný vůz s tříválcovým dvoutaktním 1175 cm³ motorem o působivých 60 k měl obstát v konkurenci a churavějící značku oživit. Představení v září 1963 způsobilo až takový ohlas novinářů a veřejnosti očekávající předlouho nové DKW, že výstavní hala musela být častokráte uzavírána. Přední kotoučové brzdy F102 se považovaly za mimořádnost, stále byly téměř výhradně jen na sportovních vozech nebo rychlých sedanech jako BMW 1500, které nové DKW připomínalo i designovými prvky.
Nehledě na pochvalné články tisku bylo po zahájení prodeje v březnu 1964 kupujících nepatrno. Neprospívala orientace na příliš mnoho zákazníků s často odporujícími si přáními, které měl souhrnně málokdo. Běžným kupcům vozů střední třídy s pohonem zadních kol jako Opel Rekord, VW 1500 nebo Ford Taunus 17M se dále nezamlouval hlučnější motor s ne úplně pravidelným chodem, výraznějším zápachem i podezřele modravým kouřem z výfuku. Přitom daleko menšího objemu a třebaže podobného výkonu, jen v úzkém rozsahu otáček vyžadujícím mnohem častější řazení. S DKW F102 navíc mírně dražší. Při objemu necelých 1,2 litru byl F102 spíše porovnáván s levnějšími vozy nižší střední třídy Ford Taunus 12M, VW Brouk 1200 nebo Opel 1200, proti kterým byl nabízen za příliš velkou částku.
Mnoho obvyklých zákazníků považovalo DKW F102 za příliš pokročilé v designu i konstrukci, když nahrazovalo zaoblené AU 1000 na podvozkovém rámu původem z konce 30. let bez převzetí jediného stylistického rysu. Navíc mizela starší generace oceňující předválečné automobily a motocykly DKW za hospodárnost a spolehlivost, která byla pevně spjata se značkou, uměla ovládat a přijímala dvoutakty, novou se ale nepodařilo zaujmout.
F 102 se neprodával i pro vysokou spotřebu. Uplatněný nejobjemnější tříválcový motor DKW všech dob měl pro vratné vyplachování jak nadměrně velký objem, tak málokdy pracoval déle na účinnější plný výkon. Nadměrné množství palivové směsi nebylo příliš často vlivem slabého toku plynů dovedeno ke svíčce, zapáleno, neshořelo a opouštělo válec bez užitku; motor hojně vynechával. Mazání DKW Lubrimat, vyvinuté na žádost Daimler-Benz společností Bosch odstraňovalo ruční míchání oleje s benzínem při tankování mimo vylepšené pumpy – silně nepříjemné zvláště přibývajícím řidičkám. Automatická tvorba olejobenzínové směsi dle zatížení motoru omezovala i namodralý kouř výfuku. Za chladného počasí nebo sjíždění horských průsmyků však byla mimořádně nespolehlivá. Olej přechovávaný v samostatné nádržce se tvořil viskóznější, natažený přívod úzkou škvírou vázl a mazání bylo nedostatečné, přespříliš motor opotřebovávalo a zvyšovalo spotřebu. Za velkých mrazů v zimě 1965, kdy zamrzl i Rýn, působilo až zadírání motorů a lomy ojnic tisíců F 102.

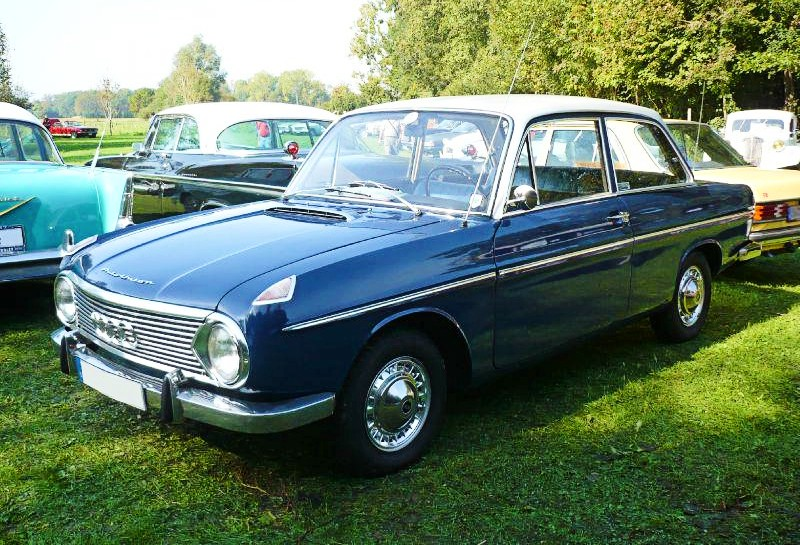
DKW F102 (1963–1966)
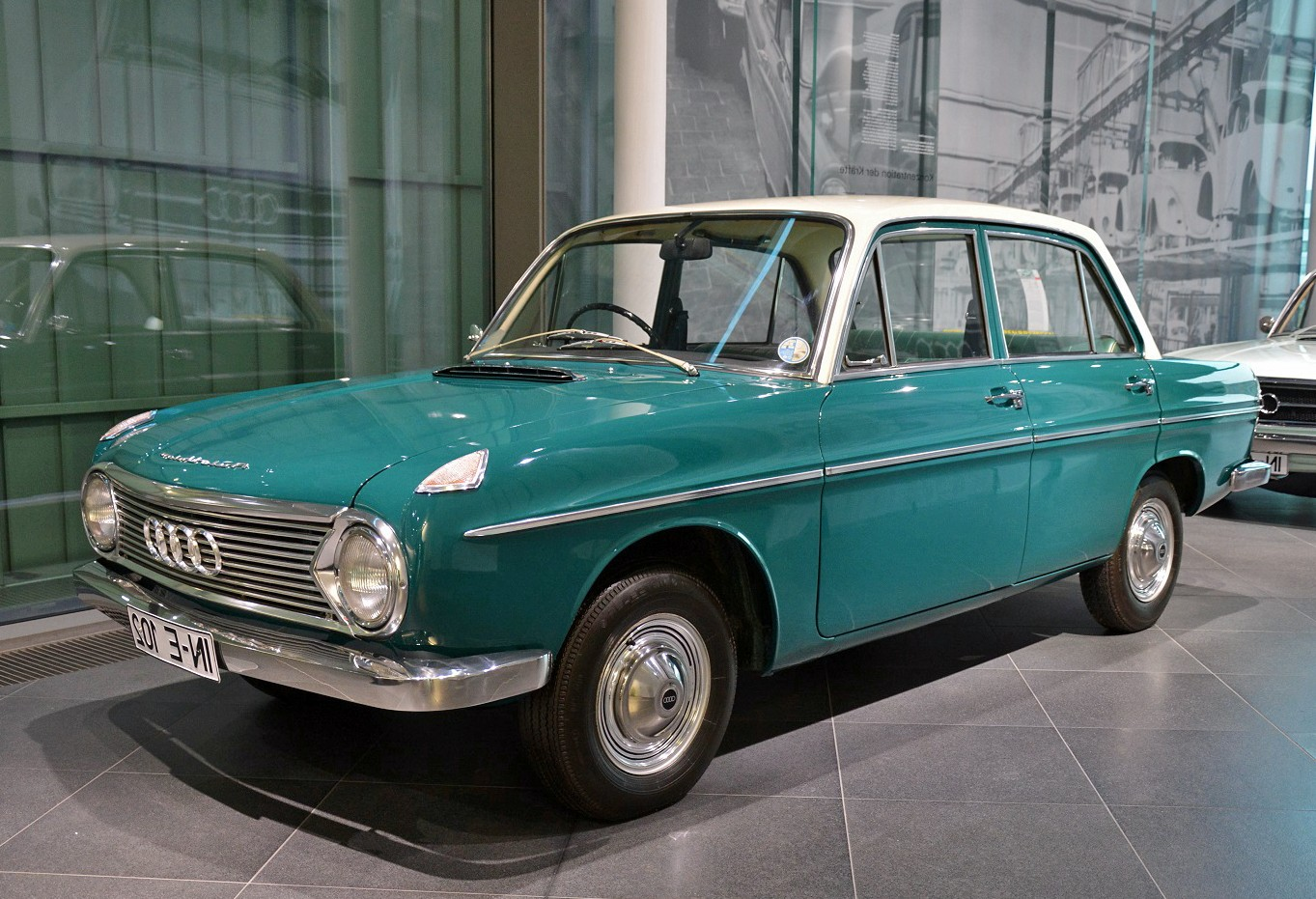
DKW F102, sedan (1965–1966)

#### Volkswagen
Daimler-Benz prodal v prosinci 1964 Auto Union, která byla vysoce ztrátová příčinou záručních reklamací a úbytkem důvěry kupujících Volkswagenu a ponechal si jen továrnu v Düsseldorfu, kam už od dubna 1962 přemístil výrobu užitkových vozů Mercedes-Benz, a značku vytvořenou svým někdejším zaměstnancem Horch. Volkswagen nechal ještě v lednu 1965 rozjet výrobu čtyřdveřových DKW F102, postupně ale všechny dvoutakty DKW vyřadil a přestal značku používat. Zastavil další vývoj dvoutaktů, které zdokonalováním přicházely o jednoduchost a nízkou cenu. Čtyřtakty naopak značně prodloužily životnost a spolehlivost ventilového rozvodu, odstup jeho údržby i oprav a prohloubily tak vzájemnou propast. Vyvážily některé příznačné výhody dvoutaktů a s technologickým pokrokem jim klesaly výrobní náklady. Stran relativně vysoké spotřeby paliva, jež u dvoutaktů ve stále hustějším provozu znatelně rostla, se při růstu cen benzínu stávaly jejích nevýhody mnohem zřetelnější a o dvoutaktní vozy přestal na vyspělých trzích zájem. VW stopl i vývoj lehce upraveného dvoutaktního motoru, jenž lepší zápalností směsi při částečném zatížení posílil účinnost, točivý moment i pravidelnost chodu a zároveň omezil spotřebu, emise, kouřivost i zanášení výfukového a spalovacího systému nespáleným olejem. Skončil tím dočasný obrovský význam dvoutaktních vozů na rozvinutých trzích vděčící firmě vytvořené na výrobu parovozů DKW překonávající dobu krize a nedostatku úspěšným nouzovým řešením odvracejícím mizérii.
Výroba DKW F102 byla ukončena v březnu 1966. Celkem se jich vyrobilo 52 753, prodala se ale ani ne polovina. Byl to krutý neúspěch zakončující éru kdysi velmi oblíbené značky, předchozího Auto Union 1000 se v dobrých časech prodalo téměř 60 000 ročně. Volkswagen odprodal zbylé F102 za sníženou cenu převážně zaměstnancům DKW a v továrně Ingolstadt zahájil výrobu Brouka – během čtyř let se jich tam vyrobilo na 350 000; servisní sítí DKW posílil své přetížené servisy.
S klesajícím prodejem Brouka začala továrna, jejíž výrobu nemohl VW pro záruky Bavorska omezit, vyrábět od září 1965 Audi F103. Následník DKW F102 se lišil především zástavbou čtyřdobého čtyřválcového motoru Mercedes-Benz, řešením navrhovaným už před změnou vlastníka. Vyrábělo se doplňkově a vnitřním prostorem i mnohem nižší spotřebou úspěšně konkurovalo vozům vyšší střední třídy. Značka, která byla koncem 20. let ochráněna DKW, zachraňovala pracovní místa zaměstnanců DKW. Přestože Volkswagen chtěl Auto Union nejprve zrušit, úspěch Audi F103 a většího Audi 100 z roku 1968 AU zachránil. Po převzetí NSU roku 1969 byla přejmenována a včleněna do Audi NSU Auto Union, od roku 1985 zkráceně osamoceně Audi.
Vůz Munga byl vyráběn až do konce roku 1968. Z jeho technických základů vzešel 0,5 t armádní terénní vůz VW Iltis i technologie Audi Quatro.

#### Ovlivnění
Poválečný úspěch DKW vzešel z aerodynamiky oblých vozů. Podstatně snižovala nezbytnou výkonnost motoru při vysokých rychlostech a narovnávala vyšší spotřebu dvoutaktů. Převzetí Auto Union znamenalo příchod řídících pracovníků Daimler-Benz – nepopiratelně zkušenějších, ovšem stěží ve smyslu dvoutaktních motorů. Soudobě tvarované roadstery a kupé AU 1000 Sp byly sice pohledné. Svisle strmé rozměrné světlomety však působily značný odpor vzduchu zvyšující spotřebu a přespříliš snižující maximální rychlost těchto rádoby sportovních vozů – tím i prodejnost. Právě tak vozů Junior zaměřených na mladé.
Typ F102 poháněl nejobjemnější dvoutakt DKW, stále ale tříválcový. Objemem jednoho válce 392 cm³ překročil hranici do 350 cm³ přibližně vhodnou pro vratné vyplachování. Podobně těžký 1288 cm³ dvoutaktní V6 bývalého vedoucího vývoje motorů v saském Zschopau, který v závodních DKW Monza drtivě porážel čtyřtakty, se přes mnohem vhodnější objem válce do sériových F102 nemontoval. Ani do vozů Munga. Dosavadní oblastí DKW byly nadto spíše převážně menší a jednodušší vozy. Předčasné uvedení jiného rychle vyvinutého a nedostatečně otestovaného druhu tak mohlo velmi stěží uspět; záměr postoupit s dvoutaktem na pomezí dvou hodnotnějších tříd vyvolal celkovou nepřízeň.
Stoupencům se ani nelíbilo zastavení nadějného vývoje dvoutaktů DKW, zvláště když byl neporovnatelný s obřími částkami, které vydával prakticky každý významný výrobce na vývoj zdánlivě úžasného menšího a lehčího Wankelova motoru jen pro nezanedbatelné šance bez jistoty použitelnosti.

#### Zahraniční
Licenčně byly vozy DKW vyráběny mnoha cizími výrobci, například Jawa 700 coby licence DKW F2, IMOSA (Industrias del Motor S.A., dnes Mercedes-Benz España, S.A) ve městě Vitoria (Baskicko, Španělsko), IMV (Industrija Motornih Vozil) v Novo Mesto v dnešním Slovinsku nebo VEMAG (Veiculos e Máquinas Agricolas S.A.) v São Paulu, Brazílie, kterého v roce 1967 převzal Volkswagen do Brasil.
Španělská IMOSA vyráběla od roku 1963 nástupce užitkového vozu DKW Schnellaster se zcela novou karoserií, typ F1000 L. Nejdříve s 981 cm³ tříválcovým motorem DKW, později s 1767 cm³ vznětovým čtyřválcem Mercedes-Benz. Po úplném převzetí společnosti koncernem Daimler-Benz v roce 1975 byl model pojmenován Mercedes-Benz N1000.
IMV vedle licenční výroby vyvinula a od roku 1959 vyráběla vlastní dodávkový vůz IMV 1000 poháněný 981 cm³ tříválcovým motorem DKW, který se dovážel i do Československa. Později byl poháněn čtyřdobými čtyřválcovými motory značek BLMC, Renault včetně vznětových Mercedes-Benz.
Rasmussen obviňovaný ze spolupráce se Třetí říši se v roce 1947 vrátil do Dánska a v roce 1948 zahájil výrobu motocyklů pod společností DISA (Dansk Industri Syndacat), bývalém výrobci zbraní, podle Spojenci zrušených práv a plánů DKW. V 50. letech zahájil projekt vozu, který byl založen na vodou chlazeném 700 cm³ dvouválcovém dvoutaktu DKW, jenž v soutěži s obnovenou DKW nemohl obstál.

## Technické údaje automobilů DKW

### Vozy se zadním pohonem vyráběné v Berlíně-Špandavě (1928-1940)
| Typ                   | Doba výroby | Počet válců, uspořádání | Objem    | Výkon                 | vmax     |
| --------------------- | ----------- | ----------------------- | -------- | --------------------- | -------- |
| Typ P (15 PS)         | 1928/1929   | 2, řadový               | 584 cm³  | 15 PS (11 kW)         | 80 km/h  |
| Typ P 4=8 (25 PS)     | 1929        | 4, do V                 | 980 cm³  | 25 PS (18,4 kW)       | 90 km/h  |
| Typ PS 600 Sport      | 1930/1931   | 2, řadový               | 584 cm³  | 18 PS (13,2 kW)       | 100 km/h |
| Typ V 800 4=8         | 1930/1931   | 4, do V                 | 782 cm³  | 20 PS (14,7 kW)       | 85 km/h  |
| Typ V 1000 4=8        | 1931/1932   | 4, do V                 | 990 cm³  | 25 PS (18,4 kW)       | 90 km/h  |
| Typ 432 Sonderklasse  | 1932        | 4, do V                 | 990 cm³  | 25 PS (18,4 kW)       | 95 km/h  |
| Typ 1001 Sonderklasse | 1932-1934   | 4, do V                 | 990 cm³  | 26 PS (19,1 kW)       | 90 km/h  |
| Schwebeklasse         | 1934/1935   | 4, do V                 | 990 cm³  | 26-30 PS (19,1-22 kW) | 90 km/h  |
| Schwebeklasse         | 1935-1937   | 4, do V                 | 1054 cm³ | 32 PS (23,5 kW)       | 95 km/h  |
| Sonderklasse          | 1937-1940   | 4, do V                 | 1054 cm³ | 32 PS (23,5 kW)       | 95 km/h  |

### Vozy s předním pohonem vyráběné ve Zwickau (1931-1942)
| Typ                          | Doba výroby  | Počet válců, uspořádání | Objem   | Výkon           | vmax       |
| ---------------------------- | ------------ | ----------------------- | ------- | --------------- | ---------- |
| F1 FA 600                    | 1931/1932    | 2, řadový               | 584 cm³ | 15 PS (11 kW)   | 75 km/h    |
| F2 Meisterklasse 601         | 1932/1933    | 2, řadový               | 584 cm³ | 15 PS (11 kW)   | 75 km/h    |
| F2 Reichsklasse              | 1933-1935    | 2, řadový               | 584 cm³ | 18 PS (13,2 kW) | 80 km/h    |
| F2 Meisterklasse 701         | 1933-1935    | 2, řadový               | 692 cm³ | 20 PS (14,7 kW) | 85-90 km/h |
| F4 Meisterklasse             | 1934/1935    | 2, řadový               | 692 cm³ | 20 PS (14,7 kW) | 85 km/h    |
| F5 Reichsklasse 600          | 1935/1936    | 2, řadový               | 584 cm³ | 18 PS (13,2 kW) | 80 km/h    |
| F5 Meisterklasse 700         | 1935/1936    | 2, řadový               | 692 cm³ | 20 PS (14,7 kW) | 85 km/h    |
| F5K Zweisitzer 600           | 1936         | 2, řadový               | 584 cm³ | 18 PS (13,2 kW) | 80 km/h    |
| F5 Front Luxus Cabriolet 700 | 1936/1937    | 2, řadový               | 692 cm³ | 20 PS (14,7 kW) | 85 km/h    |
| F5K Front Luxus Sport 700    | 1936/1937    | 2, řadový               | 692 cm³ | 20 PS (14,7 kW) | 90 km/h    |
| F7 Reichsklasse 600          | 1937/1938    | 2, řadový               | 584 cm³ | 18 PS (13,2 kW) | 80 km/h    |
| F7 Meisterklasse 700         | 1937/1938    | 2, řadový               | 692 cm³ | 20 PS (14,7 kW) | 85 km/h    |
| F7 Front Luxus Cabriolet     | 1938         | 2, řadový               | 692 cm³ | 20 PS (14,7 kW) | 85 km/h    |
| F8 Reichsklasse 600          | 1939/1940    | 2, řadový               | 589 cm³ | 18 PS (13,2 kW) | 80 km/h    |
| F8 Front Luxus Cabriolet 700 | 1939/1940    | 2, řadový               | 692 cm³ | 20 PS (14,7 kW) | 85 km/h    |
| F8 Meisterklasse 700         | 1939-1942    | 2, řadový               | 692 cm³ | 20 PS (14,7 kW) | 85 km/h    |
| F9 Hohe Klasse (Prototyp)    | plán od 1940 | 3, řadový               | 896 cm³ | 28 PS (20,6 kW) | 110 km/h   |

### Vozy s předním pohonem vyráběné v Ingolstadtu a Düsseldorfu (1950-1968)
| Typ                                                  | Doba výroby             | Počet válců, uspořádání | Objem       | Výkon                   | vmax         |
| ---------------------------------------------------- | ----------------------- | ----------------------- | ----------- | ----------------------- | ------------ |
| DKW Schnellaster                                     | 1949-1962               | 2 nebo 3, řadový        | 688-896 cm³ | 20-32 PS (14,7-23,5 kW) | 70-90 km/h   |
| F10                                                  | 1949-1950               | 2, řadový               | 688 cm³     | 20 PS (14,7 kW)         | 90 km/h      |
| F89 Meisterklasse                                    | 1950-1954               | 2, řadový               | 688 cm³     | 23 PS (16,9 kW)         | 95-100 km/h  |
| F91 Sonderklasse                                     | 1953-1957               | 3, řadový               | 896 cm³     | 34 PS (25 kW)           | 110-120 km/h |
| F91/4 Munga                                          | 1954-1956, jen prototyp | 3, řadový               | 896 cm³     | 38 PS (27,9 kW)         | 98 km/h      |
| F93/94 Großer DKW 3=6                                | 1955-1957               | 3, řadový               | 906 cm³     | 38 PS (27,9 kW)         | 123 km/h     |
| Monza                                                | 1956                    | 3, řadový               | 896 cm³     | 40 PS (29 kW)           | 130 km/h     |
| F91/4 Munga                                          | 1956-1959               | 3, řadový               | 896 cm³     | 40 PS (29 kW)           | 98 km/h      |
| Monza                                                | 1957/1958               | 3, řadový               | 981 cm³     | 44-50 PS (32,3-37 kW)   | 135 km/h     |
| F93/94 Großer DKW 3=6                                | 1957-1959               | 3, řadový               | 906 cm³     | 40 PS (29 kW)           | 115 km/h     |
| Auto Union 1000                                      | 1957-1960               | 3, řadový               | 981 cm³     | 44 PS (32,3 kW)         | 120-130 km/h |
| Auto Union 1000 Sp                                   | 1958-1965               | 3, řadový               | 981 cm³     | 55 PS (40 kW)           | 140 km/h     |
| F91 Typ 4 + 6 Munga                                  | 1958-1968               | 3, řadový               | 981 cm³     | 44 PS (32,3 kW)         | 98 km/h      |
| F91 Typ 8 verlängerte Pritsche (rozšířená platforma) | 1962-1968               | 3, řadový               | 981 cm³     | 44 PS (32,3 kW)         | 95 km/h      |
| Auto Union 1000 S                                    | 1959-1963               | 3, řadový               | 981 cm³     | 50 PS (37 kW)           | 125-135 km/h |
| Junior                                               | 1959-1962               | 3, řadový               | 741 cm³     | 34 PS (25 kW)           | 114 km/h     |
| Junior de Luxe                                       | 1961-1963               | 3, řadový               | 796 cm³     | 34 PS (25 kW)           | 116 km/h     |
| F11                                                  | 1963-1965               | 3, řadový               | 796 cm³     | 34 PS (25 kW)           | 116 km/h     |
| F12                                                  | 1963-1965               | 3, řadový               | 889 cm³     | 40 PS (29 kW)           | 124 km/h     |
| F12 (45 PS)                                          | 1965                    | 3, řadový               | 889 cm³     | 45 PS (33 kW)           | 130 km/h     |
| F102                                                 | 1964-1966               | 3, řadový               | 1175 cm³    | 60 PS (44 kW)           | 135 km/h     |